# Império Serrano
Grêmio Recreativo Escola de Samba Império Serrano (ou simplesmente Império Serrano) é uma escola de samba brasileira da Zona Norte da cidade do Rio de Janeiro. Originária do Morro da Serrinha, encontra-se sediada na Avenida Ministro Edgard Romero, ao lado da estação de trem Mercadão de Madureira, no bairro de Madureira. Foi fundada em 23 de março de 1947, a partir de uma dissidência da escola de samba Prazer da Serrinha. Entre seus fundadores estão Sebastião Molequinho, Elói Antero Dias, Mano Décio da Viola, Silas de Oliveira, Aniceto Menezes, Antônio dos Santos (Mestre Fuleiro) e Eulália do Nascimento. O nome "Império Serrano" foi proposto por Sebastião Molequinho e faz referência ao Morro da Serrinha. A escola tem como cores o verde e o branco, escolhidas por Antenor Rodrigues de Oliveira. A Coroa Imperial Brasileira é o símbolo da agremiação. O Império não tem escola madrinha. São Jorge é o santo padroeiro da agremiação.
A escola surgiu da necessidade de criar uma agremiação democrática, sem dono, e onde as decisões fossem tomadas em conjunto, o oposto do que vinha ocorrendo no Prazer da Serrinha, onde seu presidente comandava a escola de forma autoritária. A maioria dos seus fundadores trabalhavam no Sindicato da Estiva, o que resultou, em seus primeiros anos, numa escola organizada. O estatuto da escola proíbe patronos; e a cada três anos, são realizadas eleições presidenciais. Com o passar do tempo, a disputa pela presidência do Império deflagrou crises políticas e, consequentemente, financeiras, que transformaram a agremiação em uma escola "iôiô", se alternando entre a primeira e a segunda divisão do carnaval.
A agremiação, com nove títulos de campeã conquistados nos anos de 1948, 1949, 1950, 1951, 1955, 1956, 1960, 1972 e 1982, divide com o Salgueiro e a Imperatriz Leopoldinense o posto de quarta maior vencedora do carnaval do Rio de Janeiro. Também possui cinco títulos da segunda divisão, conquistados em 1998, 2000, 2008, 2017 e 2022. Desfilou pela primeira vez em 1948, sendo tetracampeã nos quatro primeiros desfiles que participou. Em 2001 foi condecorado com a Ordem do Mérito Cultural. Em 2021 foi declarada patrimônio cultural de natureza imaterial do Estado do Rio de Janeiro. A escola é uma das maiores vencedoras do prêmio Estandarte de Ouro, conhecido como "óscar do carnaval". Entre os carnavalescos com passagens marcantes pela escola estão Fernando Pinto, Rosa Magalhães e Renato Lage. Entre as contribuições do Império Serrano ao carnaval estão a introdução de instrumentos como o prato, o reco-reco, a frigideira e o agogô de quatro bocas na bateria; e a criação dos destaques de luxo. A bateria da escola é denominada "Sinfônica do Samba" e tem como marca registrada a ala de agogôs. O Império também é responsável pela primeira escola de samba mirim da história, o Império do Futuro, criado em 1983.
Sua discografia é marcada por clássicos do gênero de samba enredo como "Aquarela Brasileira" (de 1964, reeditado em 2004); "Exaltação a Tiradentes" (1949); "Cinco Bailes da História do Rio" (1965); "Heróis da Liberdade" (1969); "Lenda das Sereias, Rainhas do Mar" (de 1976, reeditado em 2009); "Bum bum Paticumbum Prugurundum" (1982); "Mãe Baiana Mãe" (1983); "Eu Quero" (1986); "O Império do Divino" (2006); entre outros. A ala de compositores da escola é considerada referência pelos sambistas. Por ela, passaram personalidades como Silas de Oliveira, Mano Décio da Viola, Aniceto do Império, Dona Ivone Lara, Beto Sem Braço, Aluízio Machado, Arlindo Cruz, entre outros. Outro grupo de respeito da escola é a Velha Guarda, do qual participaram sambistas como Nílton Campolino; Mestre Fuleiro; Sebastião Molequinho; Wilson das Neves; Ivan Milanez; Tuninho Fuleiro; Rachel Valença; Luís Carlos do Cavaco; Nilson Rangel; Reinaldo Muzza; entre outros.

## Lugar de origem

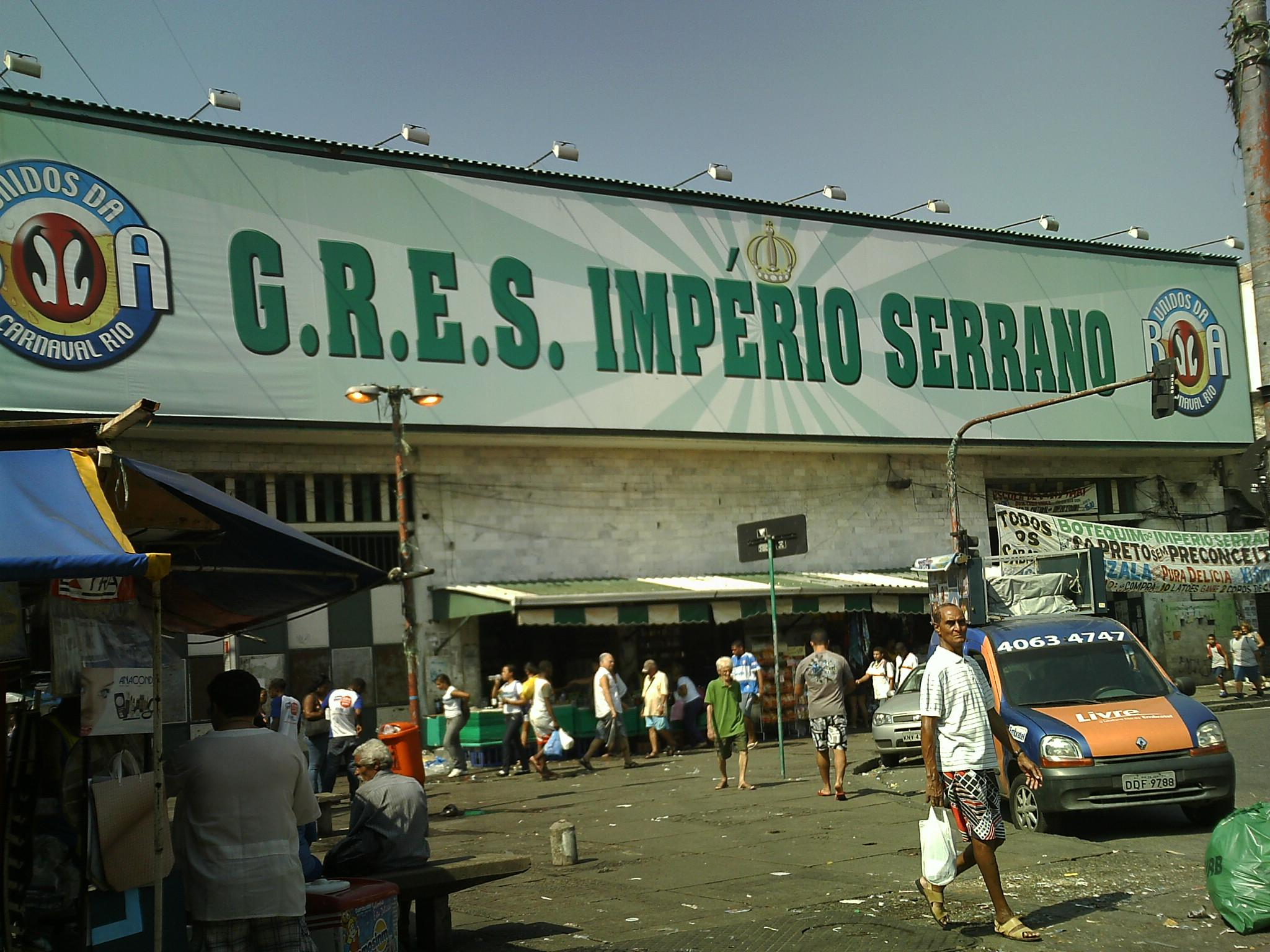
Madureira abriga a quadra do Império Serrano. O Morro da Serrinha, na divisa do bairro com Vaz Lobo é o berço da escola de samba.

O Império Serrano teve origem no Morro da Serrinha, vertente oeste da Serra da Misericórdia, entre os bairros de Madureira e Vaz Lobo. A região foi povoada, no início do século XX, por moradores expulsos do centro da cidade e ex-escravos. Os habitantes da localidade cultivaram tradições populares como os blocos carnavalescos familiares e as rodas de samba e de jongo. Diferente de outros logradouros onde o jongo deixou de ser praticado, na Serrinha a tradição foi mantida, com a criação da ONG Jongo da Serrinha e da Casa do Jongo. Dentre os blocos da Serrinha, destacavam-se o Primeiro Nós, Bloco da Lua, Dois Jacarés e Três Jacarés, organizados por Francisco Zacarias de Oliveira; e a Agremiação Carnavalesca e Recreativa Borboleta Amorosa. Na região, havia também o bloco Cabelo de Mana, organizado por Alfredo Costa e que, em 1930, originou a escola de samba Prazer da Serrinha, também comandada por Alfredo e sua família.
A Serrinha é citada em diversas composições do Império Serrano, como nos sambas de 1989 ("Sob os olhos graciosos de Oxalá / Desce a Serrinha"); 1999 ("Lá vou eu de verde e branco, feliz / A serrinha é meu encanto, meu país"); 2010 ("E na Serrinha ecoa a voz de uma nação que diz: Sou Império!");  2011 ("Poema que é ponto de partida / Pra Serrinha entrar em cena / Com Vinicius nessa avenida"); entre outros. No carnaval de 2016, a escola homenageou a Serrinha com o enredo "Silas canta Serrinha".

## Antecedentes

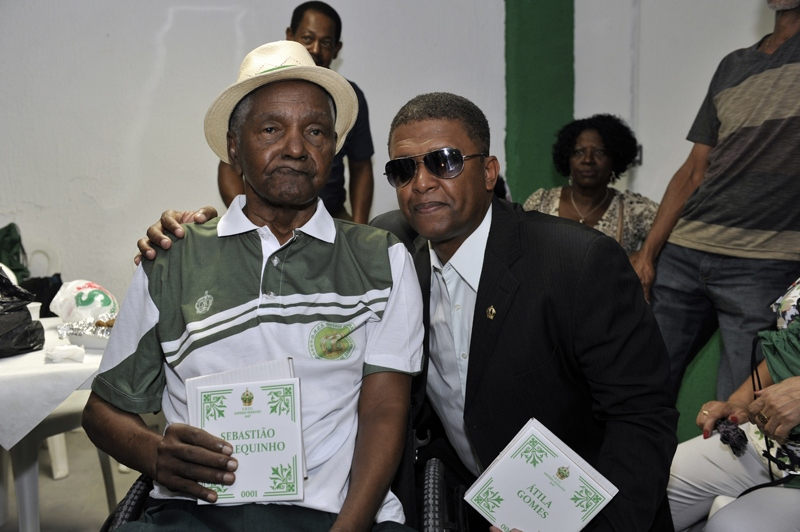
Sebastião Molequinho, um dos fundadores da escola, ao lado de Átila Gomes, presidente da escola em 2012.

A forma como Alfredo Costa presidia a escola de samba Prazer da Serrinha, impondo suas ideias, de forma pouco democrática, encontrou resistência ao longo dos anos. Diversos episódios de briga e descontentamento com Seu Alfredo contribuíram para a dissidência de componentes da agremiação.
O fato que culminou na criação do Império Serrano ocorreu durante o carnaval de 1946. Para o desfile daquele ano, o Prazer da Serrinha escolheu o enredo "A Conferência de São Francisco". Pela primeira vez, a escola apresentaria um samba-enredo. Conhecido como "A Paz Universal", o samba foi composto por Mano Décio da Viola e Silas de Oliveira especialmente para contar o enredo da agremiação - sendo também o primeiro samba-enredo da dupla. Porém, na hora do desfile, Seu Alfredo ordenou que fosse cantado o samba de quadra "Alto da Colina", de autoria do compositor Albano. Mesmo descontentes, e sem entender a decisão do presidente, os componentes desfilaram cantando o samba de quadra, e não o samba-enredo de Silas e Mano Décio. A troca do samba causou problemas na harmonia do desfile, visto que os desfilantes não haviam ensaiado o samba de quadra. A escola não foi bem avaliada, ficando classificada em 11.º lugar, a penúltima colocação do carnaval. Inconformado, Sebastião Molequinho, filho de Francisco Zacarias de Oliveira e compositor da escola, escreveu um samba sobre o ocorrido ("Quase chorei / Quando a nossa escola desfilou / Senti grande emoção / Que meu coração quase parou / O samba do concurso / Não era aquele / Era um samba harmonioso / Que o Mano Décio escreveu / Serra, dos meus sonhos dourados / A paz universal restabeleceu"). Molequinho e outros sambistas sugeriram aos dirigentes da agremiação a criação de uma nova diretoria, porém, a ideia foi imediatamente recusada. Molequinho então decidiu colher assinaturas para a criação de uma nova escola de samba. Ciente do abaixo-assinado, a diretoria do Prazer da Serrinha promoveu uma reunião assumindo a culpa pelo fracasso do desfile, conseguindo reconquistar a confiança de alguns sambistas, dentre eles, Mano Décio da Viola. Para o carnaval de 1947, foi escolhido o enredo "Bandeirantes", e o samba-enredo cantado seria da dupla Mano Décio e Silas de Oliveira. A escola, porém, perdeu muitos componentes, que preferiram formar um bloco para desfilar pelo bairro.

## Fundação
"Parecia que eles tinham estudado muito, mas não. Aprenderam tudo o que sabiam no sindicato, no Cais do Porto, e levaram as práticas de lá para a escola. Por isso o Império nasceu forte."

—Jorginho do Império, compositor e ex-intérprete do Império; filho de Mano Décio.
Após o carnaval de 1947, Sebastião Molequinho, incentivado por Elói Antero Dias, convocou sambistas e dissidentes do Prazer da Serrinha, para uma reunião com o intuito de fundar uma nova escola de samba. O Império Serrano foi fundado em 23 de março de 1947, durante uma reunião na casa de Dona Eulália do Nascimento (irmã de Molequinho) e seu marido José Nascimento, na Rua Balaiada, número 142, no Morro da Serrinha.
Os sócios fundadores da escola foram Sebastião Molequinho, Elói Antero Dias, Mano Décio da Viola, Silas de Oliveira, Abílio Ferreira da Silva, Alcides de Oliveira, Aniceto Menezes, Antenor Almeida dos Santos, Antenor Rodrigues de Oliveira, Antônio dos Santos (Mestre Fuleiro), Aristides Dias, Augusto Cardoso dos Santos, Carlos da Silva Reis, Clóvis de Oliveira, Hugo Correia de Matos (Mocorongo), Jair Machado, João Gradim, José Nascimento Filho, José Luiz Feliciano, Manoel Antônio Coelho, Mario Avelino Rocha, Mario Feliciano (Manula), Oswaldo Braz de Almeida, Oscarino Luiz dos Santos, Oswaldo Gonçalves, Pedro Francisco Monteiro Junior, Reginaldo Paulino, Ruy Coelho e Zacarias da Silva Avelar.
O intuito era fundar uma escola de samba sem dono, nem patrono, onde as decisões fossem tomadas de forma democrática, o oposto do que vinha acontecendo no Prazer da Serrinha. Assim ocorreu durante a reunião, onde, através de votações, foram escolhidos o nome, as cores e o símbolo da nova agremiação. Uma eleição foi realizada para definir a primeira diretoria da escola, sendo João Gradim (irmão de Eulália e Molequinho) eleito o primeiro presidente do Império Serrano. Também foi estipulada a cobrança de um valor mensal dos associados para ajudar financeiramente a escola. Tamanha organização tinha inspiração no Sindicato dos Estivadores, do qual fazia parte Mano Elói, Mano Décio, Molequinho, Fuleiro, Aniceto Menezes e José do Nascimento.

## Atributos

### Nome
O nome "Império Serrano" foi proposto por Sebastião Molequinho, e aceito por unanimidade na reunião de fundação. O "Serrano" faz referência ao Morro da Serrinha, berço da escola.

### Cores
A escola tem como cores o verde e o branco. Sebastião Molequinho propôs as cores azul e amarelo ouro, mas não foram aprovadas. As cores verde e branco foram escolhidas por Antenor Rodrigues de Oliveira que, na ocasião, compôs o primeiro samba da escola ("O branco é paz / O verde é esperança / Diz o ditado / Quem espera alcança / Eu esperei e alcancei / Império, tudo por ti farei"). Outras composições da escola também fazem referência às cores da agremiação, como, por exemplo, os sambas de 1994 ("Neste delírio tropical / O verde e branco é a razão da minha vida"); 1999 ("Lá vou eu de verde e branco, feliz / A serrinha é meu encanto, meu país"); 2008 ("Eu sou verde-e-branco com muito orgulho / Sou emoção"); 2010 ("Numa explosão de emoção / É verde-e-branco essa paixão"); entre outros.

### Símbolo
O símbolo da escola é a Coroa Imperial Brasileira, ou Coroa do Segundo Império. A coroa é comumente apresentada nos desfiles da agremiação, seja no carro abre-alas ou em outra alegoria; do jeito clássico ou de formas estilizadas.

### Bandeira
A bandeira, ou pavilhão, do Império Serrano foi desenhada por Mestre Caetano, inspirada na bandeira do Império da Tijuca. Consiste em doze raios de cores intercaladas (seis verdes e seis brancos), partindo de uma circunferência central, de cor verde, em direção às extremidades da bandeira. Dentro da circunferência, constam, em forma circular, as inscrições "G.R.E.S. Império Serrano" e "1947" (ano de fundação da escola). No centro da circunferência, está localizado o desenho da Coroa Imperial Brasileira (o símbolo da escola). A coroa tem em sua base aplicação de pedras coloridas. Cada presidente eleito(a) tenta imprimir sua personalidade na gestão realizada na escola. Com isso, é comum a logomarca e a bandeira da agremiação sofrerem pequenas mudanças a cada ano, como por exemplo, no número de raios e de circunferências. As cores das letras das inscrições também são comumente alteradas.

### Apelidos
O Império Serrano tem como alcunhas "Reizinho de Madureira", "Império do Samba" e "Menino de 47" (em referência ao ano de fundação). O samba-enredo de 1992 ("Essa paixão é Carnaval / Eu sou um menino de quarenta e sete / Imperial") e o de 2014 ("Seguindo o cortejo, posso ouvir o toque do agogô / Emoção em verde e branco / O Reizinho de Madureira chegou") fazem referência aos apelidos. "Menino de 47" é o título de um samba-exaltação do Império, composto por Sebastião Molequinho e Nílton Campolino.

### Apadrinhamento
A Portela foi escolhida para batizar o Império Serrano. Porém, a derrota da mesma para o novato Império, em 1948, interrompeu a sequência de sete conquistas consecutivas da azul e branco de Madureira, criando uma rivalidade com a escola da Serrinha. Como o batismo não foi realizado, o Império Serrano ficou sem escola-madrinha, tendo apenas São Jorge como padroeiro.

## História

### Década de 1940
A primeira apresentação pública do Império Serrano ocorreu no sábado de aleluia de 1947, quando integrantes da escola realizaram um desfile que percorreu os bairros de Madureira, Vaz Lobo e Irajá. Na ocasião, um dos sambas cantados foi "Boa Noite", de Silas de Oliveira. Em 31 de dezembro de 1948 a escola realizou sua segunda apresentação. O desfile foi organizado pelo Jornal A Manhã e realizado na Praça Mauá, contando com a participação de quarenta escolas de samba. O samba entoado na ocasião foi "Praça Mauá", de Silas de Oliveira.
Para disputar o carnaval de 1948, o Império se filiou à Federação Brasileira de Escolas de Samba (FBES), entidade criada pouco antes da escola. A FBES foi fundada em 2 de janeiro de 1947 com o objetivo de enfraquecer a União Geral das Escolas de Samba (UGES) que, supostamente, teria ligação com órgãos comunistas. No carnaval de 1948, apenas as escolas filiadas à FBES receberam verbas públicas, numa retaliação do poder municipal à proximidade entre a UGES e o Partido Comunista Brasileiro. Para realizar seu primeiro desfile oficial, o Império recebeu a doação de instrumentos musicais para compor sua bateria. A doação foi realizada pelo sambista Elói Antero Dias (Mano Elói), que estava encerrando as atividades de sua escola, a Deixa Malhar. O Império desfilou na Praça XI, no dia 8 de fevereiro de 1948, com o enredo "Homenagem a Antônio Castro Alves", sobre o escritor conhecido como "poeta dos escravos". O enredo foi escolhido por Sebastião Molequinho e desenvolvido por ele e Eulália do Nascimento. O primeiro samba-enredo do Império tem autoria de Altamiro Maia, conhecido como "Comprido". O samba foi composto antes da fundação do Império e já era conhecido no Morro da Serrinha. Everaldo e Jacira formaram o primeiro casal de mestre-sala e porta-bandeira. Em seu desfile, a escola inovou ao apresentar todos os seus componentes fantasiados. Também pela primeira vez, utilizou-se uma frigideira como instrumento de bateria. A escola contagiou o público e terminou seu desfile aos gritos de "campeã". O Jornal A Manhã publicou, em sua crônica carnavalesca, que "a apresentação foi estupenda e mereceu elogios pela coordenação de seu conjunto, pela riqueza de suas fantasias e pela oportunidade de seu enredo". Em seu primeiro campeonato oficial, a escola sagrou-se campeã do carnaval de 1948.
A vitória de uma escola estreante provocou reações. Durante a apuração do concurso de 1948, um dos jurados daquele ano, Alfredo Pessoa, teria sugerido uma alteração na ordem de classificação, colocando escolas mais antigas à frente do novato Império. A sugestão foi prontamente recusada pelos demais jurados, dentre eles, Irênio Delgado, então vice-presidente da FBES, e o resultado verdadeiro foi proclamado. A vitória do Império também causou mal estar à Portela, que teve sua sequência histórica de sete títulos consecutivos interrompida pela vitória de uma escola estreante. Com a rivalidade entre as agremiações vizinhas, a Portela não batizou o Império Serrano, que ficou sem escola-madrinha. Outra questão polêmica foi a eleição de Irênio Delgado para a presidência da FBES, em 1949. Irênio não escondia sua simpatia pela escola da Serrinha, tendo se tornado, anos mais tarde, sócio benemérito do Império. As demais escolas alegavam que não seria possível haver um julgamento justo enquanto Irênio estivesse à frente da organização do carnaval. Com isso, decidiram dividir-se entre entidades representativas diferentes. Cada entidade organizou seu próprio desfile, o que levou a realização de mais de um desfile por ano. O Império permaneceu filiado à FBES e, com isso, deixou de enfrentar diretamente escolas como Portela e Mangueira, que se filiaram à UGES. O desfile da FBES foi chamado de "Desfile Oficial" por ser o único a ter apoio do poder público.
No carnaval de 1949, o Império conquistou o bicampeonato do Desfile Oficial, organizado pela FBES. O enredo "Exaltação à Tiradentes" foi proposto por Antônio Caetano, que também confeccionou as alegorias do desfile, sendo uma espécie de carnavalesco da escola. O samba-enredo, composto por Mano Décio da Viola, Arnaldo Ferraz (Penteado) e Estanislau Silva, fez sucesso, entrando para a antologia do carnaval carioca. Foi gravado em 1955 por Roberto Silva, com o título "Tiradentes", sendo o primeiro samba-enredo a ser gravado em disco. Mais tarde foi regravado por Elis Regina, Cauby Peixoto, Chico Buarque e Jorge Goulart. A vitória do Império continuou incomodando as demais escolas. Contra as críticas dos descontentes, Aniceto do Império compôs o samba "Título Comprado" ("Se o título é comprado, alguém tem para vender / Será que eu fiz o que já fez você?"). O desfile organizado pela UGESB teve Mangueira como campeã e Portela como vice.

### Década de 1950
No carnaval de 1950, foi criada uma nova entidade representativa das escolas de samba, a União Cívica das Escolas de Samba (UCES). A entidade foi oficializada pela prefeitura da cidade e ganhou o direito de receber a subvenção. Portela e Mangueira foram duas das escolas que se filiaram à UCES. O Império Serrano permaneceu filiado à FBES. A escola desfilou na noite de 19 de fevereiro de 1950 com o enredo "Batalha Naval do Riachuelo". Irênio Delgado participou do desfile como componente. O samba-enredo foi assinado pela ala de compositores da escola, mas sua autoria real é controversa. Algumas fontes registram Mano Décio da Viola, Arnaldo Ferraz (Penteado) e Sebastião Molequinho como compositores; enquanto outras registram Silas de Oliveira como autor do samba. Em entrevista aos autores do livro Serra, Serrinha, Serrano: o Império do Samba, Mano Décio da Viola afirma que Silas de Oliveira foi coautor do samba. Sebastião Molequinho, por sua vez, afirma não ter participado da composição. Com a apresentação, o Império Serrano foi tricampeão do carnaval carioca. O desfile organizado pela UCES teve vitória de Mangueira e vice-campeonato da Portela. O desfile organizado pela UGESB foi vencido por Unidos da Capela e Prazer da Serrinha.
Ainda em 1950, o ex-presidente do Prazer da Serrinha, Alfredo Costa, foi incorporado ao Império Serrano. Em outubro do mesmo ano, iniciou-se a preparação para o desfile de 1951. O enredo escolhido foi "Sessenta e Um Anos de República", exaltando a figura de Getúlio Vargas, eleito presidente do Brasil em 3 de outubro de 1950. Frederico Ferreira foi contratado como artista-chefe do barracão da escola. O desfile de 1951 do Império apresentou a primeira destaque de luxo do carnaval carioca. Olegária dos Anjos desfilou no chão, ricamente fantasiada, de acordo com o enredo. O extenso samba-enredo de trinta e cinco versos, composto por Silas de Oliveira não empolgou o público. Ainda assim, o Império Serrano conquistou o treta-campeonato do carnaval carioca. Após uma troca de comando na prefeitura da cidade, a UGESB voltou a receber verba pública, tendo seu desfile considerado como oficial. Portela e Mangueira voltaram a se filiar à entidade. Esvaziada, a UCES foi extinta. O desfile organizado pela UGESB foi vencido pela Portela.
Com a saída de Irênio Delgado do comando da FBES, as escolas de samba acordaram em realizar um único desfile no carnaval de 1952, mesmo estando filiadas à entidades representativas diferentes. Por causa da numerosa quantidade de escolas inscritas, ficou decidido a criação de um segundo grupo, com escolas menores. O Grupo 1 disputaria o Supercampeonato; e o Grupo 2, o Campeonato. A competição foi organizada pelo Departamento de Turismo da Prefeitura. Os meses que antecederam o carnaval de 1952 foram marcados pela rivalidade entre as torcidas de Portela e Império Serrano. As duas escolas voltariam a se enfrentar diretamente após três anos participando de competições distintas. Para o confronto, o Império Serrano escolheu o enredo "Homenagem à Medicina Brasileira" (algumas fontes registram como "Ana Néri"), sugerido pelo médico Oswaldo Macedo. O samba-enredo foi composto por Mano Décio, Penteado e Mestre Fuleiro. O Império foi a décima oitava escola a se apresentar na Avenida Presidente Vargas. No início de sua apresentação, uma forte chuva caiu sobre a cidade. Dos cinco jurados oficiais do concurso, apenas um permaneceu no palanque, que não tinha cobertura contra água. Ainda assim, o desfile prosseguiu até o fim. Na quarta-feira de cinzas, dia da apuração do resultado oficial, representantes do Império foram até o Departamento de Turismo da cidade para solicitar a anulação do julgamento, alegando não só a ausências dos jurados como também as avarias causadas pela chuva em suas alegorias. O Departamento de Turismo acatou o pedido do Império, descartando os envelopes com o resultado. Com isso, o Supercampeonato de 1952 foi anulado e o confronto entre Império e Portela foi adiado para o próximo carnaval. Ao final do carnaval de 1952, as duas entidades com o maior número de escolas filiadas, a FBES e a UGESB, decidiram se unir, criando a Associação das Escolas de Samba da Cidade do Rio de Janeiro (AESCRJ).
Em 1953, Hugo Pinto, conhecido como Mocorongo, assumiu a presidência do Império. No carnaval de 1953, mais uma vez, o clima entre as torcidas de Portela e Império era de provocação. Antes de iniciar seu desfile, integrantes da Portela entoaram um samba maldizendo o resultado do ano anterior. O embate entre as duas escolas era aguardado com grande expectativa pelos sambistas, imprensa e público em geral. O Império se apresentou com o enredo "O Último Baile da Corte Imperial", sobre o último baile de gala realizado pela corte de Dom Pedro II. O samba-enredo, que ficou conhecido como "Ilha Fiscal", foi composto por Silas de Oliveira e Waldir Medeiros. O Império conquistou o vice-campeonato, quatro pontos atrás da campeã, Portela, que recebeu nota máxima em todos os quesitos. Neste mesmo ano, o Império foi convidado para participar do espetáculo "Esta Vida É Um Carnaval", produzido e dirigido por Carlos Machado, e apresentado na casa de espetáculos Night and Day. A iniciativa pioneira transformou segmentos da escola como passistas, baianas, ritmistas e casal de mestre-sala e porta-bandeira em atrações de um show. O Império desfilou no carnaval de 1954 com o enredo "O Guarani", sobre a obra homônima do escritor José de Alencar, também musicada como ópera pelo compositor Carlos Gomes. O samba-enredo do desfile foi composto por Silas de Oliveira, Waldir Medeiros, João Fabrício e Antônio dos Santos (Mestre Fuleiro). A escola conquistou mais um vice-campeonato, três pontos atrás da campeã Mangueira.

Desfile da Império Serrano de 1955. Arquivo Nacional.

O Império Serrano voltou a conquistar o título de campeão do carnaval carioca em 1955. O desfile teve como enredo "Exaltação a Caxias", sobre Luís Alves de Lima e Silva, o Duque de Caxias. O samba-enredo foi composto por Silas de Oliveira, Mano Décio da Viola e João Fabrício. Pela primeira vez, Calixto dos Anjos se apresentou tocando pratos à frente da bateria. Até então, o instrumento não era utilizado nas escolas de samba. O Império conquistou o primeiro lugar com dois pontos de diferença para a vice-campeã Mangueira. Após o carnaval, Império, Mangueira e Portela participaram de um desfile promovido pelo jornal Correio da Manhã na Avenida Atlântica, em Copacabana. Em 1956, Zacarias da Silva Avelar, um dos fundadores do Império, assumiu a presidência da escola. No mesmo ano, o Império conquistou seu sexto título de campeão do carnaval do Rio de Janeiro. A agremiação conquistou o primeiro lugar com seis pontos de diferença para a vice-campeã, Portela. O desfile do Império teve como enredo "O Sonhador de Esmeraldas", sobre a busca do bandeirante Fernão Dias Paes Leme por pedras preciosas. O samba-enredo composto por Silas de Oliveira e Mano Décio da Viola foi interpretado na avenida por Sebastião Molequinho e Eulália do Nascimento.
O desfile de 1957 foi realizado na Avenida Rio Branco. O Império Serrano tentou o tricampeonato com um samba-enredo composto por Silas de Oliveira, Mano Décio e Penteado. A escola desfilou com o enredo "Dom João VI". Portela foi a campeã do ano, com enredo semelhante: "Legados de Dom João VI". O Império conquistou o vice-campeonato, três pontos atrás da campeã. Em 1958, o Império se apresentou como enredo "Exaltação à Bárbara Heliodora", sobre uma poetisa que viveu em Minas Gerais. O samba-enredo do desfile foi composto por Mano Décio, Ramon Russo e Nilo de Oliveira. Assim como no ano anterior, o Império conquistou o vice-campeonato do Grupo 1, atrás da campeã Portela, dessa vez por meio ponto. Após o carnaval, Sebastião Molequinho assumiu a presidência da escola. Em dezembro de 1958, um temporal derrubou a sede do Império, no Morro da Serrinha. O que restou da escola foi levado para a casa de Mano Décio da Viola. Molequinho conseguiu a sede do Clube de Futebol Marechal Rangel, na Avenida Ministro Edgar Romero, para o Império Serrano ensaiar para o carnaval de 1959. A escola se apresentou na Avenida Rio Branco, em 8 de fevereiro de 1959, com o enredo "Brasil Holandês - Homenagem a Maurício de Nassau". O samba-enredo do desfile foi composto por Mano Décio, Abílio Martins e Chocolate. O samba foi gravado por Risadinha e lançado em seu LP De Cabral à Brasília, de 1960. A escola conquistou o terceiro lugar do Grupo 1, ficando atrás da campeã Portela e do vice Salgueiro. Ao final do ano, Sebastião Molequinho se afastou da presidência, sendo substituído por Elói Antero Dias.

### Década de 1960
Para o carnaval de 1960, o Império Serrano havia escolhido o enredo "Retirada da Laguna", sobre um dos desdobramentos da Guerra do Paraguai. Uma matéria publicada pelo Jornal O Globo, em sua edição do dia 15 de fevereiro de 1960, explicando o enredo da escola, repercutiu negativamente junto ao embaixador do Paraguai no Brasil. A embaixada paraguaia enviou um ofício ao Ministério das Relações Exteriores manifestando repulsa ao enredo do Império Serrano e criticando o samba-enredo da escola. A obra composta por Silas de Oliveira e Mano Décio, se referia à Solano López, considerado herói nacional do Paraguai, como um ditador ("O domínio imaculado do Império / Foi violado por Solano - o ditador", versava a letra original do samba). A música também se referia ao Paraguai como "o país invasor". Para piorar a situação, o então presidente do Brasil, Juscelino Kubitschek, acabara de lançar a Operação Pan-Americana (OPA), que visava, dentre outras iniciativas, estabelecer uma política de união entre os países da América Latina. O impasse na área diplomática recebeu ampla cobertura da imprensa. O Itamaraty procurou o Departamento de Turismo do Rio (órgão responsável pelo desfile de carnaval), propondo que o Império alterasse seu enredo e, como compensação, iniciasse o desfile com cinco pontos de vantagem sobre as rivais. As demais escolas ameaçaram não desfilar, caso a ideia fosse aceita. Restando poucos dias para o desfile, o Império decidiu alterar o seu samba, retirando as menções hostis aos paraguaios. Também trocou o título do enredo e modificou suas alegorias. O enredo e o samba ficaram conhecidos como "Medalhas e Brasões". O samba foi gravado por Jorginho do Império e lançado em seu LP de 1977. Foi no desfile de 1960 que Jorginho do Império, Sérgio Jamelão e Careca ganharam o apelido de "Pelés do Samba", por misturarem movimentos do futebol ao samba. A apuração do resultado oficial do carnaval foi realizada na sede do Departamento de Turismo. Após a contagem das notas dos jurados, a Portela liderava a apuração com 100 pontos, seguida de Mangueira e Salgueiro. Naquele ano, porém, seria aplicada, pela primeira vez, uma penalização para as escolas que ultrapassassem o tempo limite de desfile. Ao abrirem os envelopes de cronometragem, verificou-se que Portela e Mangueira ultrapassaram o tempo limite, sendo punidas com a perda de 15 pontos - o que daria a vitória ao Salgueiro. Imediatamente uma grande confusão tomou conta do local de leitura das notas. Natal da Portela e Nuno Linhares Veloso, representante da Mangueira, argumentaram que não conseguiram cumprir o horário estabelecido pelo regulamento pois tiveram seus desfiles atrapalhados pela Polícia e pelo Juizado de Menores. Representantes do Salgueiro não aceitaram os argumentos das duas escolas. A polícia teve que intervir na situação e a apuração foi suspensa sem que fosse proclamada uma escola vencedora. No dia seguinte, representantes das escolas se reuniram no Departamento de Turismo a fim de encontrar uma solução para o impasse. Ficou decidido que as cinco primeiras colocadas (Portela, Mangueira, Salgueiro, Unidos da Capela e Império) seriam proclamadas campeãs. Desta forma, o Império Serrano conquistou o seu sétimo título no carnaval carioca. As cinco escolas vencedoras realizaram um desfile de comemoração em Madureira, à convite de Natal da Portela.
Em 1961, o Império desfilou com o enredo "Movimentos Revolucionários e Independência do Brasil", desenvolvido por Moacir Rodrigues. Mano Décio e Aidno Sá tomaram conhecimento da sinopse do enredo antes dos demais compositores, que reclamaram do ocorrido. A direção da escola decidiu que o samba-enredo seria assinado pela ala de compositores. A real autoria do samba é desconhecida. O Império Serrano ficou classificado na quarta colocação. A partir de 1962, a escola passou a ser dirigida por uma junta governativa formada por João Gradim, Sebastião Molequinho, Mano Décio da Viola, Hugo Mocorongo, João Fabrício; e presidida por Alfredo Costa. Ainda sem sede, a escola realizou seus ensaios para o carnaval de 1962 no Irajá Atlético Clube e, posteriormente, no Madureira Tênis Clube. Alfredo Costa convidou o jornalista Nonnato Masson para escolher o enredo do Império para 1962. O jornalista sugeriu três enredos: "Rosa do Imperador", "Chica da Silva" e "Rio dos Vice-Reis". Após conversar com o jornalista, Alfredo escolheu a terceira opção. O enredo foi desenvolvido por Jorge Bittencourt, baseado na obra O Rio de Janeiro no tempo dos vice-reis, do poeta Luís Edmundo. O samba-enredo do desfile foi composto por Mano Décio, Aidno Sá e Davi do Pandeiro. O Império Serrano conquistou o vice-campeonato, sete pontos atrás da campeã Portela. Procurando um lugar onde pudesse ensaiar para o carnaval de 1963, o Império alugou uma casa no subúrbio de Vaz Lobo. Logo depois, mudaram-se para um terreno baldio na rua Itaúba, ao lado da casa de Mano Décio, na Serrinha. Uma matéria publicada pelo Jornal do Brasil, em sua edição de 30 de janeiro de 1963, relatou a difícil situação da escola, sem local fixo para se abrigar. Alfredo Costa anunciou à reportagem que o Império apresentaria o enredo "Rio Antigo e Atual", no qual as obras do Guandu e a figura do governador do estado seriam enaltecidas. Após a divulgação da reportagem, Mano Décio e Alfredo Costa foram convocados ao gabinete do secretário de obras do Rio de Janeiro que, em articulação com o diretor de Turismo da cidade, realizou obras de melhoria no terreno da rua Itaúba, utilizado pela escola. Em agradecimento, o Império homenageou o governador Carlos Lacerda em seu desfile. O samba-enredo "Rio de Ontem e de Hoje" foi assinado por Davi do Pandeiro e Ala dos Compositores. O desfile de 1963 marcou a estreia da ala "Sente o Drama", liderada por Jorginho do Império, Sérgio Jamelão e Careca. O grupo "Pelés do Samba" crescia a cada ano, até que seus líderes decidiram encerrar o grupo e formar uma ala. Foi a primeira ala coreografada do carnaval carioca, juntamente com a ala do Salgueiro, coreografada por Mercedes Baptista e apresentada no mesmo ano. Os integrantes da "Sente o Drama" ensaiaram durante dois meses para o desfile. O Império Serrano conquistou a terceira colocação do Grupo 1 no carnaval de 1963, atrás do campeão Salgueiro e da vice Mangueira.
No carnaval de 1964, o Império apresentou um dos sambas de enredo mais conhecidos e elogiados do carnaval carioca, sendo constantemente listado entre os melhores de todos os tempos. "Aquarela Brasileira", de Silas de Oliveira, fez história no carnaval, foi reeditado pela escola em 2004 e gravado por diversos artistas como Martinho da Vila, Elza Soares, Roberto Ribeiro, Elis Regina, Emílio Santiago, Beth Carvalho, Dudu Nobre, Simone, Arlindo Cruz, Carmem Silvana, Diogo Nogueira, Fernanda Abreu, Zeca Pagodinho, Leci Brandão, Jorge Aragão, entre outros. O estilo de samba descritivo, com letra comprida, e sem refrão, ficaria conhecido como "lençol" e marcaria as futuras composições de Silas de Oliveira. A cantora Carmem Silvana foi a responsável por interpretar o samba durante o desfile. O Império Serrano foi a terceira escola a se apresentar no domingo, dia 9 de fevereiro de 1964, partindo da Candelária. O enredo da escola foi baseado na música "Aquarela do Brasil", composta por Ary Barroso em 1939. O desfile exaltou as regiões do país, representando a fauna, a flora e a cultura do povo brasileiro. A escola contratou o cenógrafo, diretor de arte e roteirista de cinema Cajado Filho para confeccionar suas alegorias. O artista plástico Jorge Bittencourt, que dividiu os trabalhos com Cajado, viajou a outros estados para pesquisar paisagens a serem retratadas no desfile. No início da apresentação do Império, chegou a notícia da morte de Ary Barroso. Foi realizado um minuto de silêncio, em sinal de luto e, logo após, o desfile foi retomado. A escola teve sua apresentação elogiada pela crítica jornalística. O Jornal do Brasil estampou na capa da edição de 13 de fevereiro de 1964 que o "Império foi a melhor escola, com samba que merece nota dez". Na reportagem, o jornalista Marcos de Castro afirma que a escola "esteve impecável em todos os pontos", com destaque para o samba "de riqueza melódica rara". O Jornal O Globo classificou a agremiação como "a vedeta da noite". E o Jornal A Última Hora colocou a escola como candidata ao título. O resultado oficial foi diferente do esperado e o Império Serrano terminou classificado no quarto lugar. Entre os motivos do insucesso estaria o abatimento que acometeu os componentes ao receberem a notícia da morte de Ary Barroso. O elogiado samba-enredo não recebeu nota máxima, gerando reclamações, inclusive de dirigentes de outras escolas. O samba foi julgado nos quesitos letra e melodia, cada um valendo cinco pontos. A melodia recebeu nota máxima do jurado Edgar da Rocha Miranda. O julgador de letra, Paulo Afonso de Carvalho, deu nota três ao Império. No somatório, "Aquarela do Brasil" recebeu nota oito, a mesma pontuação do samba "Chico Rei", do Salgueiro. O único samba-enredo que recebeu a nota máxima foi "O Segundo Casamento de D. Pedro I", da Portela, escola campeã do ano. Em 23 de outubro de 1964, o Império inaugurou sua nova sede, na Avenida Ministro Edgard Romero, número 114, onde antes funcionava o Mercadão de Madureira. O local foi cedido pelo então administrador regional de Madureira, Alair dos Santos Filho.
No ano em que o Rio de Janeiro completou seu quarto centenário de fundação, a Prefeitura da cidade sugeriu que todas as escolas de samba apresentassem temas sobre o Rio. O Império Serrano escolheu o enredo "Cinco Bailes Tradicionais na História do Rio", sobre cinco bailes que marcaram a história da cidade: o baile de vinte anos da fundação do Rio, em 1585; de elevação do Rio à capital, em 1763; da aclamação de Dom João VI como Rei de Portugal, Brasil e Algarves, em 1818; festa da Independência, em 1822; e o baile da Ilha Fiscal (o último da Monarquia no Brasil), em 1889. Mais uma vez, o Império apresentou um samba de enredo antológico, comumente listados entre os melhores do carnaval. O samba, que ficou conhecido como "Cinco Bailes da História do Rio", foi composto por Silas de Oliveira, Dona Ivone Lara e Bacalhau (Antônio Oliveira). Algumas fontes consideram Dona Ivone como a primeira mulher a compor um samba-enredo. A afirmação é controversa, visto que outras escolas como Unidos da Tijuca e Paraíso do Tuiuti também registram sambas compostos por mulheres em data anterior. Ainda assim, Dona Ivone fez história ao vencer uma disputa de samba-enredo numa época em que mulheres não eram admitidas nas alas dos compositores. Ela mesmo nunca integrou a ala do Império, preferindo desfilar na ala das baianas. O samba-enredo foi gravado por diversos artistas como Caetano Veloso, Martinho da Vila, Roberto Ribeiro, Neguinho da Beija-Flor e a própria Dona Ivone. O Império Serrano foi a antepenúltima escola a desfilar no carnaval de 1965. A agremiação empolgou o público presente na Avenida Presidente Vargas e terminou sua apresentação aos gritou de "Já ganhou!". Entre os espectadores do desfile estava o cantor e compositor Caetano Veloso que, posteriormente, declarou ter chorado de emoção ao assistir o desfile. A escola conquistou o vice-campeonato do Grupo 1, dez pontos atrás do campeão Salgueiro. Após o carnaval, o Império foi convidado a se apresentar no Jockey Club da cidade.
A partir de 1966 o Império Serrano apostou em uma trilogia de enredos geográficos, com homenagens à Bahia, São Paulo e Pernambuco. Em 1966, o enredo "Glórias e Graças da Bahia" foi desenvolvido por Armando Iglésias, Antônio Carbonelli e Paulo dos Santos Freitas, que também cuidaram da parte plástica da escola. O samba-enredo foi composto por Silas de Oliveira e Joacyr Santana. Entre os cantores que gravaram o samba estão Abílio Martins, Roberto Ribeiro e Rixxah. A escola conquistou a terceira colocação do Grupo 1, quatro pontos atrás da campeã Portela. Em 1967, o Império conquistou o vice-campeonato do Grupo 1 com um desfile em homenagem à São Paulo. Armando Iglésias, Antônio Carbonelli e Paulo dos Santos Freitas foram os responsáveis pelo enredo e pela parte plástica da escola. O extenso samba-enredo "São Paulo, Chapadão de Glórias", de quarenta e cinco versos, foi composto por Silas de Oliveira e Joacyr Santana. A obra foi gravada por Dona Ivone Lara e lançado em seu álbum Sorriso de Criança, de 1979. A escola foi vice-campeã, quatro pontos atrás da campeã, Mangueira. O Império voltaria a ser vice-campeão do Grupo 1 no carnaval de 1968. O enredo "Pernambuco, Leão do Norte" foi desenvolvido por Jorge Bittencourt e Castelo Branco. O samba-enredo foi composto por Silas de Oliveira e Joacyr Santana. Novamente a escola perdeu o carnaval para a Mangueira, dessa vez por seis pontos de diferença.
Quatro anos após se estabelecer no antigo Mercadão de Madureira, o Império passou a receber ameaças de despejo. Preocupado com a situação, Sebastião Molequinho procurou o governador Negrão de Lima, que lhe prometeu manter a sede da escola na Avenida Edgard Romero caso Molequinho fosse eleito presidente do Império. A escola elegeu Molequinho e a permanência da sede foi assegurada por Negrão. Para o carnaval de 1969, Molequinho sugeriu o enredo "Vinte e Um Anos de Glórias do Império Serrano". O vice-presidente, Acir Pimentel, achou que o tema não era forte, e lembrou que durante sua existência o Império constantemente falou sobre heróis que lutaram pela liberdade. Desta forma, surgiu o enredo "Heróis da Liberdade", desenvolvido por Acir Pimentel e Swayne Moreira Gomes. O carnaval daquele ano marcou a retomada da parceria de Silas de Oliveira e Mano Décio da Viola. Mano Décio ficara afastado do Império de 1964 à 1967, quando esteve na Portela. Em 1968 retornou ao Império, mas teve seu samba derrotado na disputa de samba-enredo. Para a disputa de 1969, Molequinho determinou que os sambas inscritos passariam por uma espécie de triagem, realizada pelos próprios compositores, que dariam notas aos sambas. Os sambas que somassem menor pontuação seriam eliminados. Ao abrir os envelopes com as notas, Molequinho verificou que o samba de Silas recebera diversas notas zeradas, e entendeu que os demais compositores resolveram eliminar o samba do vencedor dos últimos cinco concursos. Molequinho, que já havia escutado o samba de Silas, e sabia da qualidade do mesmo, ordenou que todos os sambas fossem apresentados na quadra, onde seria escolhido o vencedor. O samba-enredo de Silas de Oliveira, Mano Décio da Viola e Manoel Ferreira não só venceu o concurso como entrou para a história do carnaval carioca, sendo mais um dos sambas do Império a figurar nas listas de melhores da história do carnaval. Uma eleição promovida pelo Jornal O Globo em 2003, com a participação de setenta personalidades ligadas ao samba, elegeu "Heróis da Liberdade" como o melhor samba-enredo de todos os tempos. Foi regravado por artistas como Chico Buarque, Jair Rodrigues, Martinho da Vila, Elza Soares, João Bosco, João Nogueira, Beth Carvalho, Jorginho do Império, Abílio Martins, Maria Rita, Toninho Geraes, Dudu Nobre, Roberto Ribeiro, entre outros. Em plena ditadura militar, os sambas, assim como outras obras artísticas, deveriam passar pelo crivo dos censores federais. Os compositores foram intimados à prestar esclarecimentos sobre a letra do samba-enredo ao Departamento de Ordem Política e Social (DOPS). Ainda assim, os censores exigiram a alteração da palavra "revolução" para "evolução", em determinado trecho da composição. Além da censura, componentes da escola relatam que, durante o desfile, voos rasantes de aeronaves da FAB prejudicaram a apresentação. O samba-enredo, apesar de elogiado, não recebeu nota máxima. A escola se classificou na quarta colocação.

### Década de 1970

Desfile do Império Serrano de 1971. Arquivo Nacional.

Em 1970, o Império desfilou com o enredo "Arte em Tom Maior", de Luiz Fernandez. Silas de Oliveira participou da disputa de samba-enredo da escola, mas não chegou à final. O samba vencedor tem autoria de Aidno Sá, Nina Rodrigues e Jorge Lucas. Segundo o regulamento do ano, as escolas que desfilassem dentro do tempo de 75 minutos ganhariam dez pontos de bônus. Império e Santa Cruz foram as únicas escolas a ultrapassarem o tempo limite e, por isso, não receberam a bonificação. O Império se classificou em oitavo lugar, uma posição acima da primeira rebaixada. Acir Pimentel, vice-presidente da escola, protestou contra o resultado, alegando que a pista estava "cheia de gente", o que prejudicou o desfile do Império. O presidente da agremiação, Sebastião Molequinho, ameaçou não desfilar no ano seguinte. Dirigentes de outras escolas solicitaram à Secretaria de Turismo que o Império também recebesse os dez pontos de bonificação. Mesmo com os protestos, a Secretaria manteve o resultado e o Império obteve a sua pior classificação até então. Magoado com o resultado, Sebastião Molequinho decidiu renunciar à presidência da escola e uma nova eleição foi convocada. Com o apoio de Elói Antero Dias, a escola elegeu Irani Santos Ferreira, que já havia sido vice-presidente da agremiação anteriormente.
A partir da chegada de Fernando Pamplona ao Salgueiro, em 1960, o carnaval do Rio iniciou uma série de transformações no modo de se confeccionar um desfile de escola de samba. As escolas passaram a contratar artistas para cuidar do enredo e da parte plástica de suas apresentações. Tentando se adequar ao novo modelo, o Império decidiu contratar um carnavalesco. O diretor de carnaval Ernesto Nascimento levou para a escola o cenógrafo e figurinista pernambucano Fernando Pinto, que através de uma carta, apresentou a ideia de um enredo para o carnaval de 1971. Fernando foi contratado e concebeu à escola o enredo proposto na carta, "Nordeste, teu Povo, seu Canto, sua Glória", sobre o folclore nordestino. O samba-enredo vencedor da disputa interna da escola foi composto pelo trio Wilson Diabo, Heitor Rocha Achiles e Maneco. Silas de Oliveira concorreu com um samba rebuscado, de 41 versos, porém, mais uma vez, não chegou à final. Durante o desfile, o Império foi saudado pelo público com gritos de "já ganhou". A escola se recuperou do resultado do ano anterior, conquistando o terceiro lugar do Grupo 1. Em 25 de abril de 1971 foi realizada a primeira procissão motorizada de São Jorge que, com o tempo, se tornaria uma tradição do Império Serrano. A ideia foi proposta pelo então presidente da escola, Irani Santos, que era devoto do santo padroeiro do Império. Irani acompanhou todas as procissões até o ano anterior à sua morte, em 2012. Desde 1971, a carreata é realizada, anualmente, no primeiro domingo após o dia do santo.

Desfile da Vitória do Império Serrano de 1972. Arquivo Nacional.

Assim como a parte plástica dos desfiles, o gênero samba-enredo também sofria transformações. Os sambas de sucesso da época eram curtos, com poucos versos e linguagem informal para facilitar o canto. Influenciado pelo sucesso do samba do Salgueiro no ano anterior (conhecido como "Pega no Ganzê"), o carnavalesco Fernando Pinto solicitou que os compositores do Império inovassem nas suas composições. Silas de Oliveira, em parceria com o então jovem compositor Jorge Lucas, compôs um samba totalmente diferente do modelo com o qual ficou conhecido. Contendo vinte versos e linguagem simplificada, o samba chegou à final da disputa de samba-enredo da escola, sendo derrotado por unanimidade. O samba vencedor foi composto por Wilson Diabo, Heitor Rocha Achiles e Maneco, o mesmo trio vencedor do ano anterior. O samba entoado no desfile possui uma estrofe inicial de sete versos e dois refrões de quatro versos bisados, repletos de gírias e linguagem informal ("Que grilo é esse? / Vou embarcar nessa onda / É o Império Serrano que canta / Dando uma de Carmen Miranda"). Foi a última vez que Silas de Oliveira participou de uma disputa de samba-enredo. Magoado com a derrota, o compositor não desfilou em 1972, ano em que o Império conquistou seu oitavo título de campeão do carnaval carioca. O desfile, sobre a vida da cantora Carmem Miranda, teve estética tropicalista, o que se tornaria uma marca nos trabalhos de Fernando Pinto. O carnavalesco convidou mulheres famosas para desfilar caracterizadas de Carmem Miranda, cada uma abrindo um setor do desfile. Ao todo, oito mulheres representaram Carmen: Leila Diniz; Marília Pera; Myriam Pérsia; Rosemary; Vilma Vernon; Tânia Scher; Isabel Ribeiro; e Olegária dos Anjos. A cantora Marlene interpretou o samba-enredo no desfile. O Império perdeu apenas dois décimos, um no quesito comissão de frente e outro na melodia do samba. Somando 68 pontos, conquistou o campeonato do Grupo 1. A escola foi a vencedora da primeira edição do Prêmio Estandarte de Ouro, que ficou conhecido como o "Óscar do carnaval carioca".
Após a derrota na disputa de samba-enredo, Silas de Oliveira entrou em depressão. Por diversas vezes foi visto embriagado vagando pelas ruas da cidade. O compositor faleceu no dia 20 de maio de 1972, aos 55 anos, após sofrer um infarto fulminante enquanto cantava "Os Cinco Bailes da História do Rio", em uma roda de samba em Botafogo. Durante o sepultamento do compositor, Natal da Portela entoou o samba-enredo "Heróis da Liberdade", sendo acompanhado por cerca de duas mil pessoas que estavam presentes no Cemitério de Irajá.
Última escola a se apresentar no Grupo 1 do carnaval de 1973, o Império Serrano foi uma das poucas agremiações que não desfilou sob chuva. O enredo "Viagem Encantada Pindorama Adentro" foi desenvolvido pelo carnavalesco Fernando Pinto. O samba-enredo do ano foi composto por Wilson Diabo, Malaquias e Carlinhos. O desfile empolgou o público, que invadiu a pista e seguiu a escola aos gritos de "bicampeã". O Jornal O Globo, em sua edição de 7 de março de 1973, noticiou que "o Império conseguiu fazer um dos desfiles mais felizes dos últimos anos" e "deixou a avenida com a certeza do bicampeonato". Mais uma vez, a escola foi a campeã do Estandarte de Ouro, recebendo três prêmios, incluindo de melhor escola do ano. Na classificação oficial do carnaval, a escola ficou com o vice-campeonato do Grupo 1, apenas um décimo atrás da campeã Mangueira. O Império perdeu dois décimos, um no quesito Conjunto e Evolução e outro em Melodia do Samba. Para o carnaval de 1974, Fernando Pinto desenvolveu o enredo "Dona Santa, Rainha do Maracatu", sobre a pernambucana Maria Júlia do Nascimento, conhecida como Dona Santa, e que durante dezesseis anos ostentou o título de Rainha do Maracatu Elefante, de Recife. O samba-enredo foi composto pelo mesmo trio do ano anterior, Wilson Diabo, Malaquias e Carlinhos. Wilson Diabo venceu pela quarta vez consecutiva a disputa de samba-enredo da escola. Devido às obras do Metrô, o desfile foi realizado na Avenida Presidente Antônio Carlos, mais estreita que a Presidente Vargas. Uma mudança que prejudicou a maioria das escolas. O desfile rendeu ao Império o terceiro lugar do Grupo 1, apenas um décimo atrás do campeão Salgueiro. Olegária dos Anjos recebeu o Estandarte de Ouro de Melhor Destaque Feminino.
Havia grande expectativa para o desfile de 1975 do Império Serrano. A escola escolhera homenagear Zaquia Jorge, atriz e vedete que fundou o Teatro de Revista de Madureira e faleceu precoce e tragicamente aos 33 anos, em 1957. O samba-enredo do compositor Avarese, vencedor do concurso interno da escola, ficou conhecido pelo refrão “Baleiro, bala / Grita o menino assim / Da Central a Madureira / É pregão até o fim”. Porém, foi o samba dos compositores Acir Pimentel e Ubirajara Cardoso, derrotado na disputa interna da escola, que fez sucesso ao ser gravado pelo cantor Roberto Ribeiro com o título "Estrela de Madureira". "Baleiro, bala" foi o nome dado à ala mirim da escola, que desfilou pela primeira vez em 1975. As crianças estavam vestidas representando os vendedores de bala dos trens e, ao longo do desfile, distribuíam balas ao público. A escola recebeu o Estandarte de Ouro de melhor comunicação com o público e de melhor melhor mestre-sala para Sérgio Jamelão. Com o desfile, o Império atingiu o terceiro lugar do Grupo 1, dois décimos atrás do campeão Salgueiro. Em 17 de julho de 1975, uma composição da Rede Ferroviária Federal, em excesso de velocidade, descarrilou ao fazer uma curva na Estação Magno e invadiu a quadra do Império Serrano. O trágico acidente matou doze passageiros e feriu outros duzentos. O governo se incumbiu de recuperar a parte danificada da quadra, incluindo, entre outras melhorias, a cobertura do local.
No carnaval de 1976, Fernando Pinto desenvolveu um enredo sobre a lenda das sereias, com uma exaltação especial à Iemanjá. O samba-enredo "A Lenda das Sereias, Rainhas do Mar", dos compositores Vicente Mattos, Arlindo Veloso e Dionel, fez grande sucesso, sendo constantemente listado entre os melhores do carnaval carioca. O samba foi reeditado pela Inocentes de Belford Roxo em 2006 e pelo próprio Império Serrano em 2009. Foi regravado pela cantora Marisa Monte e lançado em seu álbum de estreia, MM, de 1989. Em debate promovido pelo Jornal O Globo e transcrito em sua edição do dia 3 de março de 1976, especialistas apontaram que o excesso de componentes e as fantasias muito elaboradas, com chapéus pesados, prejudicaram a evolução da escola. O excesso de desfilantes fez a escola ultrapassar o tempo limite de desfile. O Império ficou classificado na sétima colocação do Grupo 1. O carnavalesco Fernando Pinto se desligou da escola após se desentender com a diretoria da agremiação. Moacir Rodrigues, ex-presidente da escola, e Lielzo de Azambuja foram os responsáveis pelo enredo de 1977. O samba-enredo "Brasil, Berço dos Imigrantes", dos compositores Jorge Lucas e Roberto Ribeiro fez sucesso em todo o país. O Império diminuiu o contingente em relação ao ano anterior, mas, ainda assim, ultrapassou novamente o tempo limite de desfile. A escola ficou classificada na sexta colocação. Mestre Fuleiro e o passista Careca foram premiados com o Estandarte de Ouro.
Fernando Pinto retornou ao Império para o desfile de 1978 e escolheu como enredo uma homenagem ao ator hispano-brasileiro Oscarito. O samba-enredo "Oscarito, Carnaval e Samba, Uma Chanchada no Asfalto", dos compositores Aidno Sá, Nina Rodrigues e Ubirajara Cardoso é considerado pela crítica especializada como um dos piores da história do Império. O desfile das escolas de samba foi transferido para a Rua Marquês de Sapucaí, onde, mais tarde, seria construído o Sambódromo do Rio de Janeiro. O Império teve problemas na parte de iluminação de suas alegorias. O carnavalesco Fernando Pinto, deixou o desfile reclamando que "tudo tinha dado errado naquela noite". Pela primeira vez em sua história, o Império Serrano foi rebaixado para a segunda divisão do carnaval carioca. A escola ficou na sétima colocação, sendo a primeira das quatro rebaixadas naquele ano. O resultado desencadeou uma crise interna na escola. O Jornal O Globo, em sua edição do dia 8 de fevereiro de 1978, noticiou que "os sambistas (da escola) trocaram acusações e um grupo tentou promover o 'enterro' do presidente Irani". No mesmo ano, Humberto Soares Carneiro foi eleito o novo presidente da agremiação. O sambista integrava escola desde 1961. O Império Serrano foi a quarta agremiação a desfilar na Rua Marquês de Sapucaí no carnaval de 1979. O samba-enredo do ano foi composto por Jorge Lucas, Edson Paiva e Roberto Ribeiro, sendo, este último, o intérprete oficial da obra no desfile. O figurinista Evandro de Castro Lima, que desfilava como destaque de luxo na escola, assumiu o posto de carnavalesco, contando com o auxílio de Jorge Segundo e Di Menezes. Com o enredo "Municipal Maravilhoso, Setenta Anos de Glórias", em homenagem aos setenta anos do Theatro Municipal do Rio de Janeiro, o Império conquistou o vice-campeonato do Grupo 1B, garantindo o direito de retornar à primeira divisão do carnaval no ano seguinte.

### Década de 1980
De volta à elite do carnaval, o Império Serrano abriu o desfile de 1980, realizado na Rua Marquês de Sapucaí. O enredo "Império das Ilusões, Atlântida, Eldorado, Sonho e Aventura" foi desenvolvido por Evandro do Rosário, José Eugênio, Mauro Almeida e Ubiratan de Assis. O tema foi baseado no livro Visão do Paraíso de Sérgio Buarque de Holanda, sobre a colonização do Brasil. Durval Nery e Joaquim Aguiar foram os autores do samba-enredo. Com um desfile que abordava povos fenícios, vikings, índios americanos, tribos africanas, Atlântida e a busca pelo Eldorado no Brasil, a escola terminou classificada na penúltima colocação, dez pontos à frente da rebaixada, Unidos de São Carlos. A Ala Sente o Drama representou diversos casais de mestre-sala e porta-bandeira em passos marcados, num ano em que os casais deixaram de ser julgados. Vovó Maria Joana, uma das fundadoras da escola; o mestre-sala Sérgio Jamelão; e a Ala Sente o Drama foram premiados com o Estandarte de Ouro. Após o carnaval, Humberto Soares Carneiro renunciou à presidência da escola, passando o cargo para Ribamar Correia de Souza.
O desfile de 1981 foi desenvolvido pelos carnavalescos Luís Fernandes e Ricardo Aquino. O enredo "Na Terra do Pau-brasil, nem Tudo Caminha Viu" contava sobre coisas brasileiras que os descobridores portugueses não tiveram oportunidade de ver quando chegaram ao Brasil. O samba-enredo do ano foi composto por Jorge Lucas e Edson Paiva. Com um desfile repleto de problemas, o Império Serrano terminou classificado na última colocação, o que lhe garantiria o seu segundo rebaixamento. Porém, após a apuração dos resultados, ficou acertado que nenhuma escola seria rebaixada devido às invasões de foliões à pista de desfile, o que atrapalhou a maioria das escolas. Dona Ivone Lara e o percussionista Calixto dos Pratos receberam o Estandarte de Ouro. Após o carnaval, Jamil Salomão Maruff, conhecido como "Cheiroso", foi eleito o novo presidente do Império. Ainda em 1981, é lançado o livro Serra, Serrinha, Serrano: o Império do Samba, de Raquel Valença e Suetônio Valença. Em 1982, a cantora Clara Nunes gravou "Serrinha", samba composto por Mauro Duarte e Paulo César Pinheiro em homenagem ao Império Serrano e ao Morro da Serrinha.
Para o carnaval de 1982, Jamil Cheiroso tentou contratar Fernando Pamplona. O carnavalesco se recusou a assumir a escola, mas indicou duas ex-alunas suas para ocupar a função de carnavalescas, Rosa Magalhães e Lícia Lacerda. Pamplona também ofereceu um enredo ao Império: "Onze, Candelária e Sapecaí", sobre a história das escolas de samba a partir dos palcos dos desfiles (Praça Onze, Candelária e Marquês de Sapucaí). Rosa Magalhães solicitou que o título do enredo fosse trocado para "Bum bum Paticumbum Prugurundum". A carnavalesca leu a expressão no livro As Escolas de Samba - o que, quem, onde, como, quando e porque, de Sérgio Cabral, no capítulo onde o autor entrevista Ismael Silva, o criador da primeira escola de samba da história - a Deixa Falar. A onomatopeia foi utilizada por Ismael Silva para descrever o ritmo do samba surgido no Estácio, feito para o deslocamento, diferente do ritmo comum, para dançar parado. Rosa também solicitou que os compositores utilizassem a expressão nos sambas concorrentes, o que gerou protestos da ala. O samba-enredo composto por Beto sem Braço e Aluízio Machado entrou para a história do carnaval carioca, sendo comumente listado entre os melhores do gênero. Além de conseguir encaixar o título do enredo no refrão principal ("Bum bum Praticumbum Prugurundum / O nosso samba, minha gente, é isso aí / Bum bum Praticumbum Prugurundum / Contagiando a Marquês de Sapucaí"), os compositores também inseriram uma crítica aos rumos do carnaval, sobretudo à importância dada aos quesitos plásticos em detrimento aos "quesitos de chão", diretamente ligados ao samba ("Super escolas de samba S/A / Super-alegorias / Escondendo gente bamba / Que covardia!"). O samba-enredo foi amplamente executado pelas rádios na fase pré-carnavalesca, e foi exaltado por Carlos Drummond de Andrade em uma crônica escrita para o Jornal do Brasil, onde o poeta classificou o título do enredo como “uma formidável onomatopeia”. Quinzinho assumiu o posto de intérprete oficial da escola, substituindo Roberto Ribeiro. O Império Serrano foi a última agremiação a desfilar pelo Grupo 1-A, tendo iniciado seu desfile às 10 horas e 35 minutos da manhã de 22 de fevereiro de 1982, sob calor de 37 graus. A escola fez uma das apresentações mais marcantes da história do carnaval carioca. O desfile homenageou antigos carnavais, as decorações de rua, e o último setor criticou o gigantismo das escolas. A última alegoria apresentava manequins de mulatas e, numa parte mais alta, a escultura do carnavalesco Joãosinho Trinta, principal responsável pelo aumento do tamanho dos carros alegóricos. A escola encerrou seu desfile aclamada pelo público. Os casais de mestre-sala e porta-bandeira voltaram a ser julgados após dois anos sem receberem notas. O Império liderou o início da apuração das notas, seguido de perto pela Imperatriz Leopoldinense. Porém, a Imperatriz foi despontuada por apresentar figuras vivas em cima de suas alegorias, contrariando o regulamento daquele ano. Com apenas três notas diferentes de dez, o Império Serrano conquistou o seu nono título de campeão do carnaval carioca, dois pontos a frente da vice-campeã, Portela. A escola também foi a vencedora da 11.ª edição do Estandarte de Ouro, recebendo seis prêmios (Melhor Comunicação com o Público; Melhor Samba-enredo; Melhor Enredo; Melhor Bateria; Revelação para a segunda porta-bandeira, Andrea Machado; e Personalidade Masculina para o presidente da escola, Jamil Salomão Maruff).
Tentando o bicampeonato, a escola solicitou um novo enredo à Fernando Pamplona, que sugeriu uma homenagem às baianas. Rosa e Lícia não foram mantidas na escola. Pamplona indicou Renato Lage para ocupar a vaga de carnavalesco. O elogiado samba-enredo composto por Aluízio Machado e Beto sem Braço foi premiado com o Estandarte de Ouro. Aniceto do Império e a bateria da escola, comandada por Mestre Natalino, também foram premiados com o Estandarte. Por conta do enredo, a escola apresentou quatro alas de baianas. O desfile do Império foi aclamado pelo público, que saudou a escola com gritos de "já ganhou" e "bicampeã". Após o desfile, o Império foi apontado pela imprensa como favorito ao título. A apuração das notas foi marcada por polêmicas. Um quesito em especial gerou forte reclamação por parte dos imperianos. O jurado Messias Neiva, de Alegorias e Adereços, conferiu nota dez apenas à Beija-Flor. O Império recebeu nota sete de Messias, enquanto o outro jurado do quesito, Sylvio Pinto, conferiu nota dez. A escola terminou classificada na terceira colocação, atrás da campeã Beija-Flor e da vice, Portela. O presidente Jamil Cheiroso reclamou do resultado. “Pela vontade popular, nós somos os campeões! Como chega um cara desses e dá nota sete para as nossas alegorias? Acho que houve armação!”, protestou o presidente.
Fernando Pamplona sugeriu um novo enredo para o carnaval de 1984. "Foi Malandro, é" contava que a malandragem brasileira teve origem no Descobrimento do Brasil. Renato Lage foi mantido como carnavalesco. Havia grande expectativa para o samba da premiada dupla Aluízio Machado e Beto Sem Braço, porém, os parceiros brigaram e participaram separados da disputa. Nenhum dos dois venceu. O samba escolhido foi do compositor Bicalho. O intérprete Ney Vianna, vindo da Mocidade, substituiu Quinzinho, que foi para a União da Ilha. Pela primeira vez as escolas desfilaram no recém inaugurado Sambódromo da Marquês de Sapucaí. Em comemoração, ficou definido que os desfiles seriam divididos em dois dias (domingo e segunda), sendo que cada dia teria uma escola campeã. As mais bem posicionadas em cada dia ainda participariam de um Supercampeonato, realizado no sábado seguinte. O Império foi a última escola a se apresentar no desfile de domingo. Com uma apresentação correta, a escola foi apontada pela imprensa como favorita ao título de campeã. O Império chegou a liderar a apuração das notas, mas os pontos perdidos no quesito "Mestre-sala e Porta-bandeira" deixaram a escola com o vice-campeonato, dois pontos atrás da campeã, Portela. O Império ainda conquistou o quarto lugar no Supercampeonato, vencido pela Mangueira. A ala de baianas da escola foi premiada com o Estandarte de Ouro. O carnaval de 1984 também marcou a estreia da escola de samba mirim Império do Futuro, considerada a primeira escola de samba mirim da História.
Após o carnaval, Irani Santos Ferreira foi eleito presidente da agremiação. As escolas do primeiro grupo decidiram deixar a AESCRJ e fundar uma nova entidade para gerir os desfiles da primeira divisão. A Liga Independente das Escolas de Samba do Rio de Janeiro (LIESA) foi fundada em 24 de julho de 1984 por dez escolas de samba, incluindo o Império. O enredo para 1985, sobre cerveja, foi escolhido pelo carnavalesco Renato Lage, que convidou sua esposa, na época, Lilian Rabello, para assinar o desfile junto com ele. "Samba, Suor e Cerveja, o Combustível da Ilusão" é tido como o primeiro enredo patrocinado do carnaval carioca. Após definir o enredo, Renato Lage procurou a Cervejaria Brahma em busca de patrocínio. Aluízio Machado e Beto sem Braço, mais uma vez, participaram da disputa de samba-enredo separados. A vitória foi de Beto. Quinzinho retornou à escola, assumindo o posto de intérprete oficial. O Império foi a quarta escola a desfilar na segunda-feira de carnaval. A comissão de frente da escola desfilou fantasiada de garçons, segurando bandejas com tulipas de chope. A fantasia, considerada moderna para a época, causou discórdia entre alguns componentes, que se negaram a desfilar, incluindo Jorge dos Remédios, que há anos comandava a comissão. Foi o último carnaval de Evandro de Castro Lima, que desfilou como destaque no abre-alas. O figurinista e carnavalesco faleceria dias após o desfile. O Império deixou a Sapucaí com boas expectativas, mas terminou classificado apenas na sétima colocação.
Para o carnaval de 1986, os carnavalescos Renato Lage e Lilian Rabello desenvolveram o enredo "Eu Quero", sobre os anseios do povo brasileiro após vinte anos de ditadura. O samba-enredo composto por Aluízio Machado, Jorge Nóbrega e Luís Carlos do Cavaco, fez grande sucesso, sendo bastante executado pelas rádios. O refrão central (“Me dá, me dá / Me dá o que é meu / Foram vinte anos / Que alguém comeu”) virou grito de torcida de futebol. O samba foi premiado com o Estandarte de Ouro. O diretor de bateria, Mestre Faísca, recebeu o Estandarte de Revelação. O desfile rendeu à escola a terceira colocação do Grupo 1A. Jamil Salomão Maruff foi eleito o novo presidente da escola e, assim como no seu mandato anterior, solicitou um enredo à Fernando Pamplona, que indicou "Com a Boca no Mundo, Quem não se Comunica se Trumbica", sobre a comunicação. O casal Renato Lage e Lilian Rabello trocou o Império pelo Salgueiro. O carnavalesco Ney Ayan foi indicado por Pamplona para assumir o lugar do casal. Após três anos separados, Beto sem Braço e Aluízio Machado fizeram as pazes, retomando a parceria. Os dois venceram a disputa de samba-enredo juntamente com o compositor Bicalho. O Império fez um desfile animado, onde foi abordada toda a história dos meios de comunicação no Brasil e no mundo, desde a carta de Pero Vaz de Caminha até a contemporaneidade. Chacrinha desfilou na última alegoria da escola, acompanhado de chacretes e Elke Maravilha. A ala das baianas desfilou com fantasias feitas em tecidos com estampas de folhas de jornal e foi premiada com o Estandarte de Ouro. Também receberam o prêmio a bateria e a porta-bandeira Irene. O Império repetiu a colocação do ano anterior, se classificando em terceiro lugar.
O carnavalesco Ney Ayan foi mantido na escola para carnaval de 1988. Mais uma vez, o Império apostou em um enredo de Fernando Pamplona. "Pára com Isto, Dá Cá o Meu" criticava a fusão do Estado da Guanabara com o Rio de Janeiro, ocorrida em 1975. Jarbas da Cuíca, Luís Carlos do Cavaco e Lula venceram a disputa interna de samba-enredo da escola. No dia da final da disputa de samba-enredo, ao ser anunciado o resultado, Beto Sem Braço, que formava parceria com Aluízio Machado e Bicalho, não aceitou a derrota, sacou uma arma e atirou contra o presidente do Império, Jamil Cheiroso, atingindo também o vice-presidente, Roberto Peixoto. Os dois foram feridos sem gravidade. Dias depois, Beto se desculpou, arrependido da atitude. Apesar de rapidamente solucionado, o fato abalou a preparação da escola para o carnaval. O Império desfilou após a elogiada apresentação de "Kizomba, Festa da Raça" da Unidos de Vila Isabel, a campeã de 1988. Claudinho, o segundo mestre-sala da escola, recebeu o Estandarte de Ouro de revelação. O Império ficou classificado em sétimo lugar. No carnaval de 1989, a escola homenageou o escritor Jorge Amado. O enredo "Jorge Amado, Axé Brasil" foi desenvolvido pelo carnavalesco Oswaldo Jardim. Pela primeira vez a escola desfilou com um samba-enredo de Arlindo Cruz. O compositor assinou a obra ao lado dos experientes Aluízio Machado, Beto Sem Braço e Bicalho. O intérprete Quinzinho deixou a escola, sendo substituído por Paulo Samara. O casal Juju Maravilha e Cizinho também deixou a agremiação. A segunda porta-bandeira, Andrea Machado foi promovida ao primeiro posto. Para dançar com ela, a diretoria da escola trouxera de volta o veterano Zequinha. Um incidente abalara a escola novamente no período de preparação para o carnaval. No dia 18 de dezembro de 1988, ao deixar a quadra do Império, o mestre-sala Zequinha foi assassinado a tiros, juntamente com a esposa. Faltando pouco mais de um mês para o desfile, a escola decidiu colocar o compositor Aluízio Machado para dançar com a filha, Andrea. O Império Serrano foi a última escola a desfilar no carnaval de 1989, se apresentando após o antológico desfile "Ratos e Urubus" da Beija-Flor. O carnavalesco optou por utilizar materiais alternativos, o que resultou em um desfile simples e original. Jorge Amado desfilou ao lado da esposa Zélia Gattai, na última alegoria, que representava Oxalá. O Império ficou classificado em décimo lugar. Após o carnaval houve eleição presidencial na escola. Oscar Lino da Costa Filho derrotou os dois últimos presidentes, Jamil Maruff e Irani Ferreira, e foi eleito o novo mandatário do Império.

### Década de 1990
No primeiro carnaval da gestão de Oscar Lino, o novo presidente contratou o carnavalesco Gil Ricon, que desenvolveu o enredo "História da Nossa História", baseado na obra História do Brasil, de Vicente do Salvador. O samba-enredo do ano foi composto por Edgard do Agogô, Ibraim, Jangada, Solidão, Tico do Gato e Zito. Um dos compositores, Tico do Gato, foi promovido à intérprete oficial da escola. A ala Serrinha, custeada pela escola e composta por moradores da comunidade, foi premiada com o Estandarte de Ouro. O Império terminou o carnaval de 1990 classificado na 11.º colocação. Após o resultado, a escola dispensou o carnavalesco Gil Ricon e recontratou Ney Ayan. Diferente dos carnavais de 1987 e 1988, quando trabalhou com enredos de Fernando Pamplona, desta vez Ney apostou em um enredo autoral. "É Por Aí Que Eu Vou" abordava a vida dos caminhoneiros. Presidente e carnavalesco da escola prometeram um desfile revolucionário. O Império foi a última escola do Grupo Especial a se apresentar no carnaval de 1991. A agremiação desfilou com cinco carretas motorizadas, sem decoração e com suas marcas à mostra, o que era proibido pelo regulamento e rendeu à escola uma perda de cinco pontos como punição. A escola ficou classificada na penúltima colocação, o que resultou no segundo rebaixamento de sua história. O desfile marcou a estreia de Selminha Sorriso como primeira porta-bandeira, dançando ao lado do mestre-sala Sérgio Jamelão. Selminha desfilou com uma fantasia ousada para a época, toda confeccionada em placas de caminhão. O casal recebeu notas baixas. O samba-enredo do ano foi composto por Beto Pernada, Edu do Pagode, Elci, Ibraim, Solidão e Valdir Sargento. Foi o último desfile do carnavalesco Ney Ayan, que morreria em julho de 1991, aos 44 anos de idade.
Dois antigos componentes da escola se ofereceram para confeccionar o desfile da mesma no carnaval de 1992. Luiz Rangel e Paulo Rezende apresentaram o enredo "Fala Serrinha, a Voz do Samba Sou Eu Mesmo, Sim Senhor", em homenagem ao Morro da Serrinha e à própria escola. Pouco antes do carnaval, Luiz Rangel faleceu, sendo substituído por Wanderley Silva. Cizinho e Andréa Machado retornaram ao posto de primeiro casal de mestre-sala e porta-bandeira. Roger da Fazenda foi promovido à intérprete oficial. O Império foi a última escola a desfilar pelo Grupo A e terminou sua apresentação aos gritos de "campeã". A escola ficou classificada na terceira colocação, permanecendo na segunda divisão para o ano seguinte. O samba-enredo composto por Beto Sem Braço, Jangada e Maurição é um dos mais queridos pelos torcedores da agremiação, tendo sido premiado com o Estandarte de Ouro de melhor samba do grupo de acesso. Foi o último samba-enredo de Beto Sem Braço, que faleceria no ano seguinte. Em maio de 1992, Jamil Salomão Maruff foi eleito presidente do Império pela terceira vez, derrotando o candidato à reeleição Oscar Lino, que não resistiu aos péssimos resultados de sua gestão. Para o carnaval de 1993, a escola contratou dois jovens recém-formados na Escola Nacional de Belas Artes, Cid Camilo e Sancler Boiron. A dupla desenvolveu o enredo "Império Serrano, Um Ato de Amor", sobre os carnavais de sucesso da escola. O desfile foi dividido em três atos, relembrando os enredos históricos e tradicionais das décadas de 1940 e 1950; os enredos regionais dos anos 60 e 70; e a renovação a partir da década de 1980. Quarta escola a se apresentar pelo Grupo A, o Império empolgou o público e terminou seu desfile aos gritos de "campeã". A escola conquistou o vice-campeonato, garantindo seu retorno à primeira divisão do carnaval carioca no ano seguinte. O elogiado samba-enredo composto por Aluízio Machado, Arlindo Cruz, Acyr Marques e Bicalho recebeu o Estandarte de Ouro de melhor samba do grupo de acesso.
De volta ao Grupo Especial, o Império manteve os dois carnavalescos. A dupla escolheu o enredo "Uma Festa Brasileira", sobre a exibição de cinquenta índios brasileiros em uma festa na corte de Catarina de Médici, em 1550, na França. Curiosamente, foi o mesmo enredo escolhido pela Imperatriz Leopoldinense. Apesar dos enredos iguais, as escolas obtiveram resultados extremamente diferentes. Enquanto a Imperatriz se sagrou campeã, o Império terminou em último lugar. O desfile do Império foi prejudicado pela quebra de três carros alegóricos, o que resultou na perda de pontos nos quesitos Alegorias e Adereços, Evolução, Harmonia e Conjunto. Uma das alegorias sequer desfilou, quebrando antes de entrar na avenida, o que gerou uma punição extra de cinco pontos pela escola não ter se apresentado com o mínimo de oito alegorias exigidas. O Império entrou com recurso contra o resultado, alegando que o reboque contratado pela LIESA custara a chegar para liberar a pista, mas a petição foi indeferida. Mais tarde, a LIESA voltou atrás e decidiu não rebaixar nenhuma escola, mantendo o Império Serrano na primeira divisão no ano seguinte. A bateria da escola e a comissão de frente, que representou o Rei Henrique II, receberam o prêmio Estandarte de Ouro. O samba-enredo do ano foi composto por Beto Pernada, Lula e Zito. No último ano de seu terceiro mandato, o presidente Jamil Cheiroso contratou a carnavalesca Lilian Rabelo, bicampeã em 1990 e 1991 pela Mocidade, e que já havia passado pelo Império em 1985 e 1986. A carnavalesca desenvolveu o enredo "O Tempo não Pára", sobre a relação do homem com o tempo. O samba-enredo do ano foi composto por Jorge Lucas, Luís Carlos do Cavaco e Maurição. Claudinho e Rita Freitas assumiram o posto de primeiro casal de mestre-sala e porta-bandeira. O Império foi a última escola a se apresentar no domingo de carnaval. Dificuldades financeiras e atritos entre a carnavalesca e a direção da escola resultaram em um desfile problemático, que garantiu ao Império, o 15.º lugar do Grupo Especial.
Em maio de 1995, José Marcos da Silva, conhecido como Marquinhos dos Anéis, foi eleito o novo presidente da escola. O presidente anterior, Jamil Salomão foi derrotado na eleição e impedido pela nova diretoria de frequentar a quadra da escola. Jamil faleceu em 23 de setembro de 1995, estando brigado com a escola que presidira por três vezes. Para o carnaval de 1996, o presidente Marquinhos contratou os carnavalescos Ernesto Nascimento e Actir Gonçalves. A dupla desenvolveu o enredo "Verás Que Um Filho Teu Não Foge à Luta", em homenagem ao sociólogo Herbert José de Sousa, conhecido como Betinho. Após quatro anos como intérprete oficial, Roger da Fazenda foi substituído por Jorginho do Império. O elogiado samba-enredo composto por Aluízio Machado, Arlindo Cruz, Beto Pernarda, Índio do Império e Lula é constantemente listado entre os melhores do carnaval. O Império foi a segunda agremiação a desfilar na segunda-feira de carnaval. Com dificuldades financeiras, a escola realizou um desfile simples, porém emocionante. Betinho desfilou na última alegoria, denominada "Um Ser de Luz". A escola encerrou seu desfile aos gritos de "já ganhou" e a expectativa era de um bom resultado. Na apuração das notas, o Império se classificou em sexto lugar. Ficou fora do desfile das campeãs, porém conquistou seu melhor resultado desde 1987. Rita Freitas recebeu o prêmio Estandarte de Ouro de melhor porta-bandeira. Betinho viria a falecer pouco mais de um ano depois, em agosto de 1997.
Causou polêmica a escolha do enredo "O Mundo dos Sonhos de Beto Carrero", em homenagem ao empresário idealizador do parque Beto Carrero World, para o carnaval de 1997. Segmentos da escola consideraram o enredo pouco condizente com a tradição do Império, o que desencadeou conflitos internos com a diretoria da agremiação. O carnavalesco contratado, Jerônimo Guimarães, já havia desenvolvido o mesmo enredo em 1993, na Lins Imperial, tendo conquistado apenas o nono lugar no campeonato da segunda divisão. O samba-enredo do ano foi composto por Arlindo Cruz, Carlos Senna, Índio do Império e Maurição. Quarta escola a desfilar no domingo de carnaval, o Império Serrano realizou um desfile frio e sem o impacto visual esperado (uma vez que recebeu investimento do homenageado). Beto Carreiro desfilou na última alegoria. Os diretores da escola desfilaram com uma faixa preta no braço esquerdo em sinal de luto ao falecimento de Mestre Fuleiro, morto no dia 6 de fevereiro de 1997. O lugar onde Fuleiro desfilaria, no carro abre-alas, permaneceu vazio durante o desfile. A bateria da escola, comandada por Mestre Wanderley da Serrinha, recebeu seu quinto Estandarte de Ouro. O Império Serrano foi punido com a perda de quatro pontos, um em dispersão e três em obrigatoriedades (por ter feito merchandising). A escola ficou classificada na 15.ª e penúltima colocação, o que resultou no seu terceiro rebaixamento para a segunda divisão.
O Império Serrano foi campeão da segunda divisão do carnaval de 1998 com nota máxima em todos os quesitos. A escola apresentou o enredo "Sou o Ouro Negro da Mãe África", desenvolvido pelo carnavalesco João Luís de Moura. O samba-enredo do ano foi composto por Deo Alexandre, Gonzagão, Gonzaguinha, Otávio Samba, Paulinho Gafieira e Marcão da Serrinha. Carlinhos da Paz foi o intérprete oficial da escola, enquanto Claudinho e Janaína formaram o primeiro casal de mestre-sala e porta-bandeira. Em maio de 1998, a escola reelegeu Marquinhos da Silva para seu segundo mandato consecutivo como presidente. Um mês depois, a Justiça determinou a anulação da eleição por constatar irregularidades nas fichas dos associados. A suspeita era de que a direção da escola tivesse cadastrado novos sócios para que eles reelegessem Marquinhos, sendo que os novos associados ainda não tinham atingido o tempo necessário para se tornarem eleitores. A Justiça também determinou que o presidente da assembleia eleitoral, o jornalista Antônio Lemos, assumisse a presidência da escola. A nova diretoria contratou o carnavalesco Mário Borriello, campeão pelo Salgueiro em 1993. O enredo escolhido para 1999 foi "Uma Rua Chamada Brasil", sobre a Rua 46, em Nova Iorque, onde se concentra um expressivo número de brasileiros. O enredo narra uma história fictícia sobre um jovem morador do Morro da Serrinha que se muda para os Estados Unidos a procura de uma vida melhor. Depois de enfrentar problemas com a imigração, ele se estabelece na Rua 46, onde conhece vários brasileiros. Até que o jovem recebe uma carta de sua mãe, uma baiana do Império Serrano e, com saudades do Brasil, decide retornar. O samba-enredo do ano foi composto por Arlindo Cruz, Carlos Senna, Elmo Caetano e Maurição. Jorginho do Império foi intérprete oficial da agremiação. A porta-bandeira Rita Freitas retornou à escola e conquistou seu terceiro Estandarte de Ouro. O Império foi a sexta escola a desfilar no domingo de carnaval. A crise financeira sofrida pela escola refletiu nos quesitos plásticos do desfile. Alegorias e fantasias tiveram problemas de acabamento e muitas desmancharam durante a apresentação. A crise política ajudou a agravar a situação. O ex-presidente Marquinhos tentava, na Justiça, retomar seu posto. E o carnavalesco reclamava da falta de diálogo com a direção da agremiação. Após o desfile, o presidente interino Antônio Lemos renunciou à presidência. Seu vice, Oscar Lino, assumiu o cargo. A escola ficou classificada na 13.ª e penúltima colocação sendo novamente rebaixada à segunda divisão. Em julho de 1999, uma sentença judicial determinou a realização de uma eleição imediata para a presidência da escola. Neide Dominicina Coimbra foi eleita a nova presidente do Império. Conhecida como Cigana Guerreira, Neide desfilou no Império, pela primeira vez, em 1974. Depois ocupou diversos cargos administrativos e foi vice-presidente da escola no último mandato de Marquinhos.

### Década de 2000

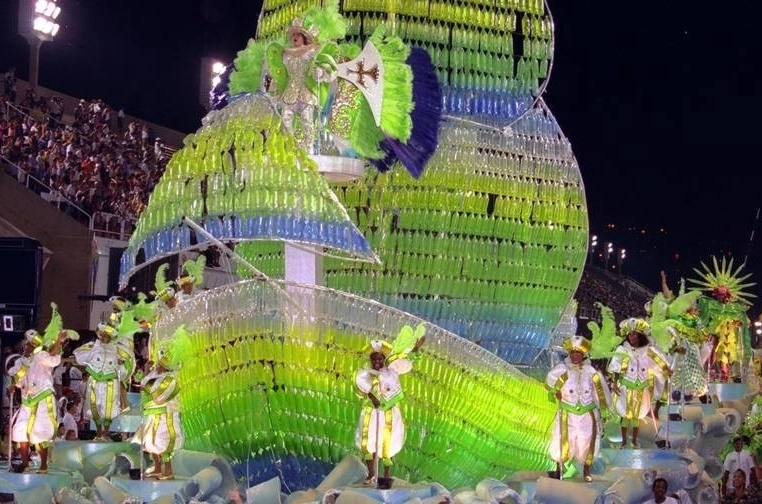
Alegoria feita de garrafas PET foi o destaque do desfile de 2000 do Império Serrano.

A nova presidente do Império manteve o carnavalesco e o enredo escolhidos pela gestão anterior para o carnaval de 2000. Quarta escola a desfilar no sábado de carnaval, o Império Serrano apresentou o enredo "Os Canhões de Guararapes". O carnavalesco Sílvio Cunha fez uso de materiais recicláveis para compor fantasias e carros alegóricos, com destaque para uma alegoria toda feita de garrafas PET, representando uma caravela. A escola venceu a segunda edição do Prêmio S@mba-Net, recebendo os prêmios de Melhor Desfile, Melhor Comunicação com o Público, Melhor Samba-enredo, Melhor Alegoria (a caravela de garrafas) e Mais Elegante Galeria de Velha-guarda. O samba-enredo composto por Marco Cabeça Branca, Paulinho Manahu e Zé Ferreira recebeu o Estandarte de Ouro de melhor samba do grupo de acesso. Com nota máxima em todos os quesitos, o Império foi campeão do Grupo A e garantiu seu retorno à primeira divisão do carnaval carioca no ano seguinte.
Tentando se manter no Grupo Especial, a escola renovou o contrato com o carnavalesco Sílvio Cunha e convidou os carnavalescos Ernesto Nascimento e Actir Gonçalves para montarem uma equipe de produção. A presidente escolheu o porto do Rio de Janeiro como enredo para 2001. O Império foi a primeira escola a desfilar na segunda-feira de carnaval. O desfile abordou a importância cultural, social e econômica da região portuária para a cidade do Rio; e também relembrou a Sociedade da Resistência, a primeira entidade sindical do país. O samba-enredo "O Rio Corre pro Mar", composto por Arlindo Cruz, Carlos Senna, Elmo Caetano e Maurição, recebeu elogios da crítica especializada e foi premiado pelo Estandarte de Ouro. A escola também recebeu os estandartes de Melhor Ala e de Personalidade para a presidente Neide Coimbra. Um fato que marcou o desfile foi o defeito na penúltima alegoria, formada por um contêiner que se abriria durante o desfile e de onde sairia uma surpresa, segundo fora pré-anunciado pelos próprios carnavalescos. O contêiner não abriu e nunca foi revelado e que tinha dentro da alegoria. A escola ficou classificada no 11.º lugar, conseguindo se manter na primeira divisão do carnaval. Em novembro de 2001, Império Serrano, Portela, Mangueira e Vila Isabel receberam a Medalha da Ordem do Mérito Cultural.

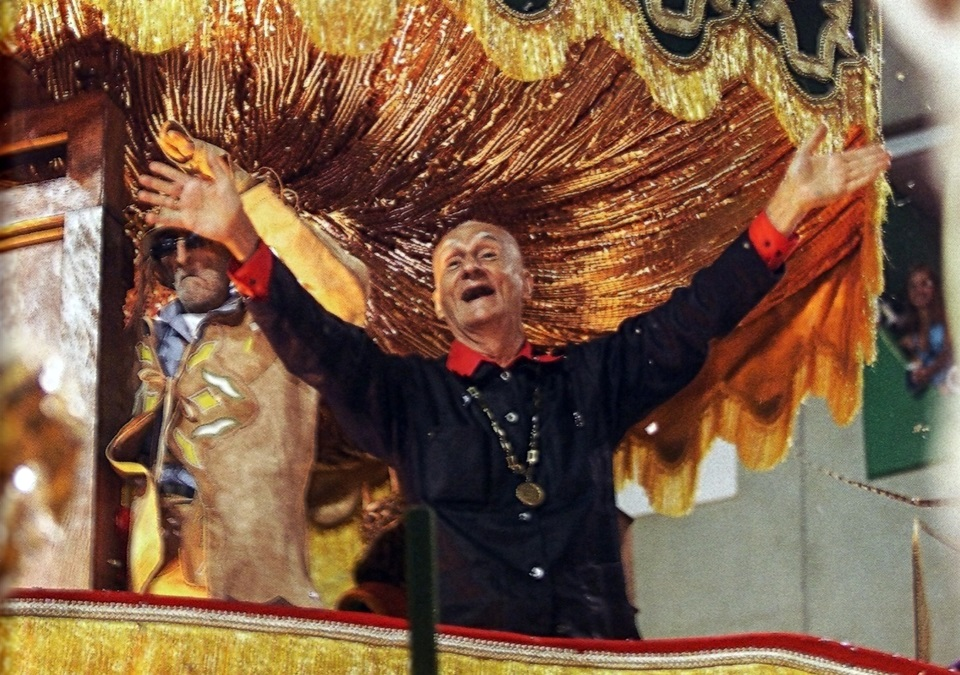
O escritor Ariano Suassuna desfila pelo Império no carnaval de 2002, com enredo em sua homenagem.

No carnaval de 2002, a escola fez um desfile em homenagem ao escritor Ariano Suassuna. O enredo "Aclamação e Coroação do Imperador da Pedra do Reino: Ariano Suassuna" foi desenvolvido pelo carnavalesco Ernesto Nascimento, desta vez sozinho. O samba-enredo do ano foi composto por Aluízio Machado, Carlos Senna, Elmo Caetano, Maurição e Lula. Ariano desfilou na última alegoria, sendo muito aplaudido pelo público. A escola conquistou o nono lugar. A bateria do Império, comandada pelos mestres Átila e Macarrão, foi premiada com o Estandarte de Ouro. Foi o último carnaval de Antônio Carlos Soares de Araújo, conhecido como Macarrão. O diretor de bateria foi morto a tiros, no Morro da Serrinha, no dia 24 de julho de 2002. No mesmo ano, Neide Coimbra foi reeleita para seu segundo mandato consecutivo como presidente do Império Serrano. Para o carnaval de 2003, o carnavalesco Ernesto Nascimento escolheu o enredo "E Onde Houver Trevas Que Se Faça a Luz". O desfile abordou a luz em todos os sentidos: luz elétrica, energia, fogo, criação do universo, espaço sideral, seres "iluminados, "luz" para o mundo, etc. O samba-enredo do ano foi composto por Aluízio Machado, Arlindo Cruz, Carlos Senna, Elmo Caetano e Maurição. Wantuir assumiu o posto de intérprete oficial. O mestre-sala Claudinho teve como par sua sobrinha, Fabiana Cid. Com o desfile, a escola conquistou a 12.ª colocação, se mantendo na primeira divisão.

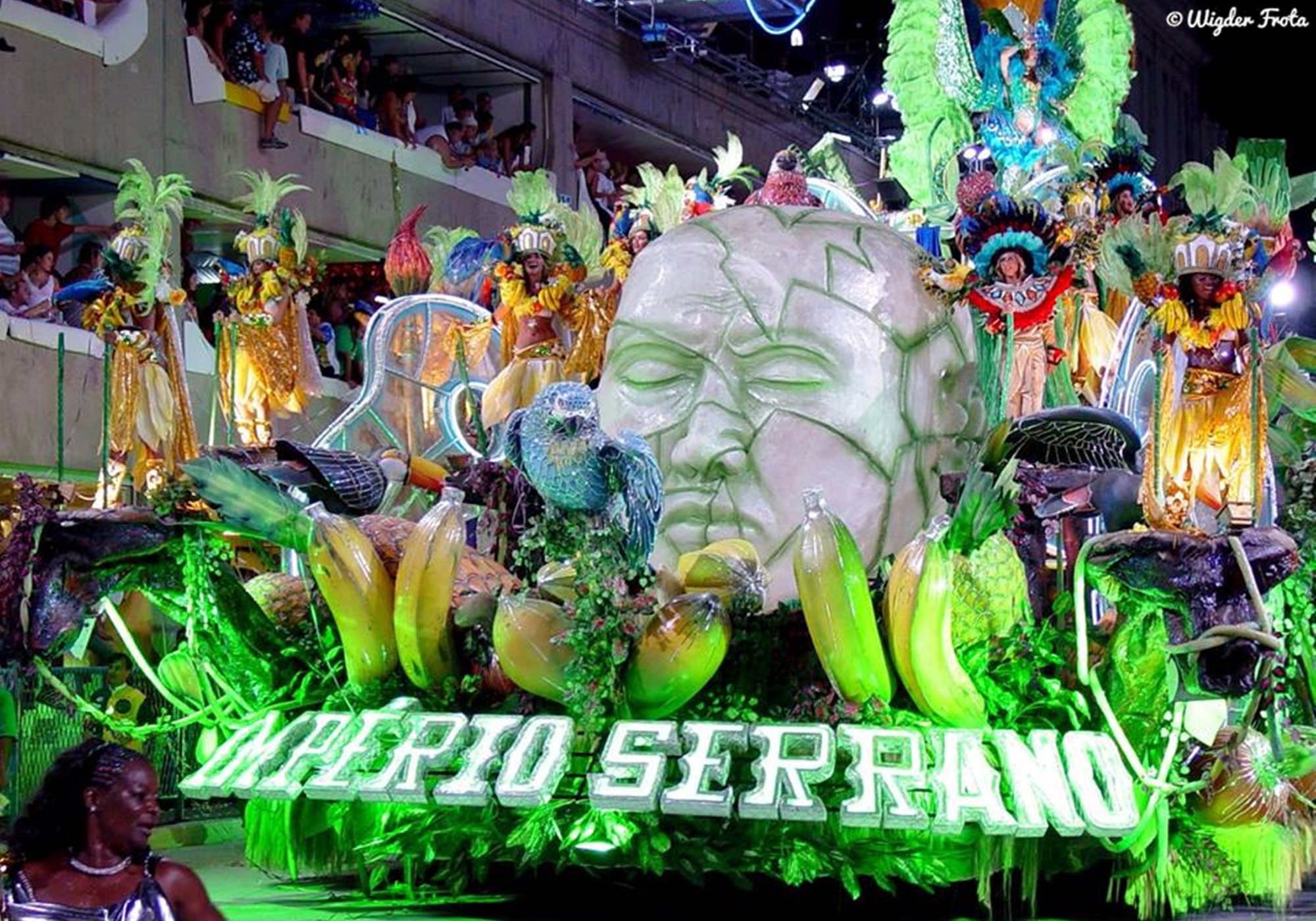
Abre-alas do Império em 2004, quando a escola reeditou o clássico "Aquarela Brasileira", de Silas de Oliveira.

A partir do carnaval de 2004, a LIESA passou a permitir que as escolas reeditassem sambas antigos. O Império foi uma das quatro agremiações que decidiram pela reedição. A presidente Neide Coimbra escolheu reeditar o clássico "Aquarela Brasileira", de Silas de Oliveira. A escola contratou o carnavalesco Ilvamar Magalhães, o intérprete Nêgo, e a coreógrafa Jussara Pádua. Quitéria Chagas foi coroada Rainha do Império, enquanto Fabiana Andrade desfilou como rainha da bateria. A escolha do popular samba-enredo impulsionou a quadra da escola, que passou a atingir lotação máxima nas noites de ensaio, recebendo também turistas. Durante a preparação para o desfile, a chapa de oposição tentava, na Justiça, retirar Neide Coimbra da presidência. Pouco menos de um mês para o carnaval, a Justiça bloqueou os recursos do Império. A escola iniciou uma campanha de doação de donativos para terminar a confecção de seu desfile. O Império Serrano foi a quinta escola a desfilar na segunda-feira de carnaval. A agremiação realizou uma apresentação animada, conseguindo empolgar o público presente no Sambódromo. Devido às dificuldades financeiras e aos bloqueios impostos pela Justiça, a escola desfilou com alegorias e fantasias simples e, algumas, com problemas de acabamento. A escola recebeu gritos de "campeã" durante toda a sua exibição. O Império foi o vencedor do Estandarte de Ouro, recebendo cinco prêmio: Melhor Escola; Melhor Samba-enredo; Melhor Ala de Baianas; Melhor Intérprete; e Melhor Bateria. Também recebeu o Tamborim de Ouro de Melhor Samba do Ano; Troféu Jorge Lafond de Melhor Intérprete para Nêgo; e S@mba-Net de Melhor Conjunto de Passistas. Aquarela Brasileira recebeu nota dez de todos os jurados, diferente do julgamento de 1964, quando o samba não conquistou a pontuação máxima. O Império ficou classificado na nona colocação, de fora do Desfile das Campeãs, resultado bastante contestado pelos componentes da escola. No Desfile das Campeãs, a vencedora Beija-Flor fez seu "esquenta" com o samba do Império.
A escola manteve o carnavalesco Ilvamar Magalhães para o carnaval de 2005. Claudinho e Fabiana Cid anunciaram que seria o desfile de despedida dos dois. Claudinho pretendia se candidatar à presidência da escola. Segunda agremiação a se apresentar no domingo de carnaval, o Império iniciou sua apresentação com chuva. O enredo "Um Grito que Ecoa no Ar. Homem/Natureza - O Perfeito Equilíbrio" abordava o equilíbrio ecológico e a preservação da natureza. O carro abre-alas teve um princípio de incêndio e precisou ser acompanhado pelos bombeiros durante todo o cortejo. O samba-enredo, composto por Marcão da Serrinha, Marcelo Ramos e João Bosco, não contagiou o público. A escola ficou classificada na 12.ª colocação.

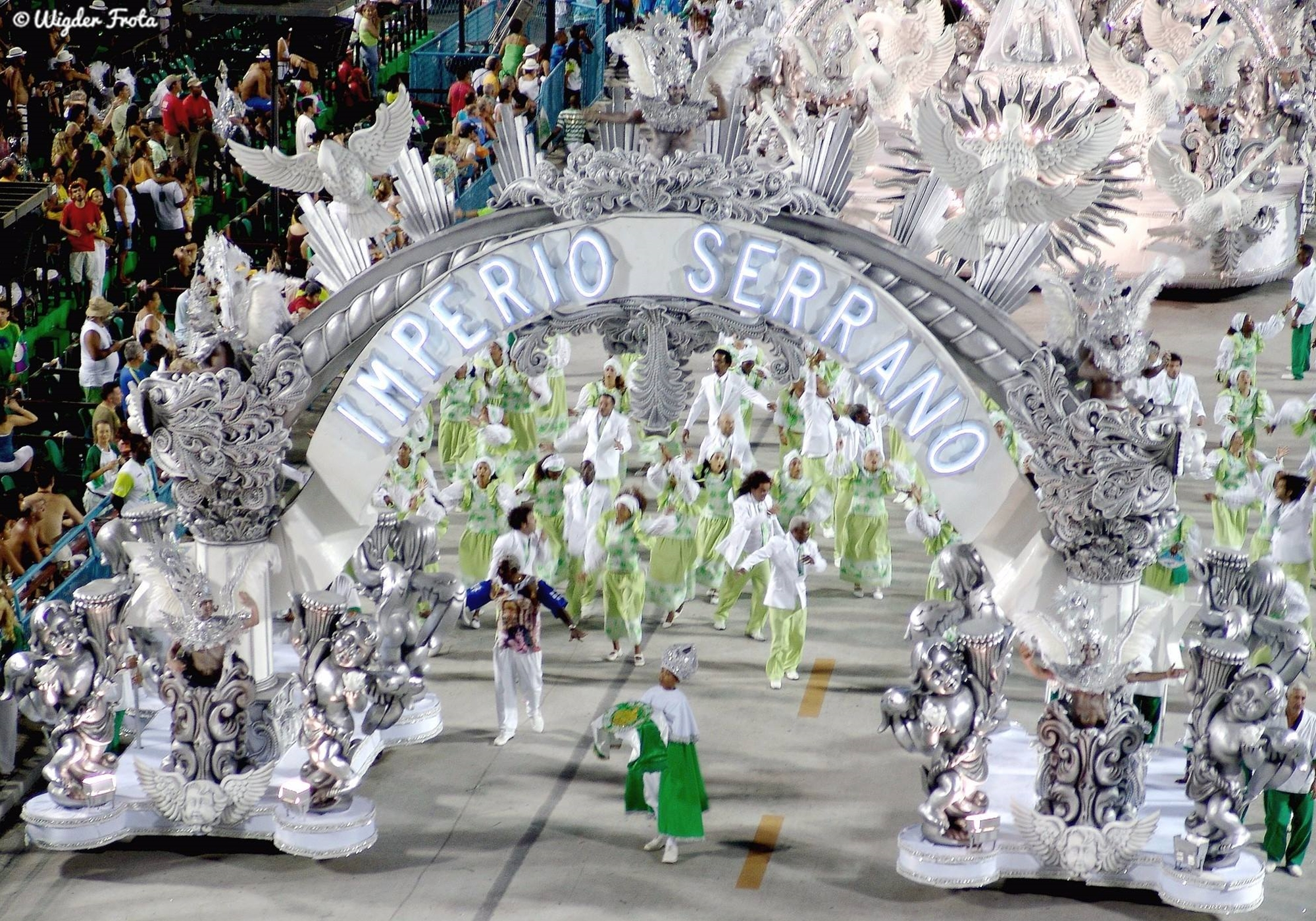
Em 2006 a escola desfilou com enredo "O Império do Divino".

No dia 15 de maio de 2005 uma nova eleição elegeria o novo presidente do Império. Após dois mandatos, Neide Coimbra não poderia se reeleger pois o estatuto proibia mais de dois mandatos consecutivos. Ela tentou emplacar seu filho, Claudinho, porém não obteve apoio dos sócios. Resolveu então apoiar a candidatura de Humberto Soares Carneiro, que já havia presidido a escola no final da década de 1980. Humberto foi eleito com a ampla maioria dos votos. No mesmo dia em que foi eleito, Humberto anunciou Paulo Menezes como o novo carnavalesco do Império. Em 11 de julho de 2005, morreu Dona Eulália do Nascimento, irmã de Sebastião Molequinho e uma das fundadoras da escola. No carnaval de 2006 a escola apresentou o enredo "O Império do Divino", sobre festas religiosas no Brasil. A escola contratou Robson Sensação e Ana Paula para formar o primeiro casal de mestre-sala e porta-bandeira; e Nino Giovanetti para coreografar a comissão de frente. Quitéria Chagas foi promovida à rainha de bateria, substituindo Fabiana Andrade. Penúltima escola a se apresentar na segunda-feira de carnaval, o Império realizou uma bonita e emocionante apresentação. O samba-enredo, composto por Aluízio Machado, Arlindo Cruz, Carlos Senna, Elmo Caetano e Maurição, ganhou nota dez de todos os jurados e foi o mais premiado do ano, recebendo Estandarte de Ouro, Tamborim de Ouro e Troféu Apoteose. O intérprete Nêgo também recebeu o Estandarte de Ouro. A escola ficou classificada em oitavo lugar, sua melhor colocação desde 1996.

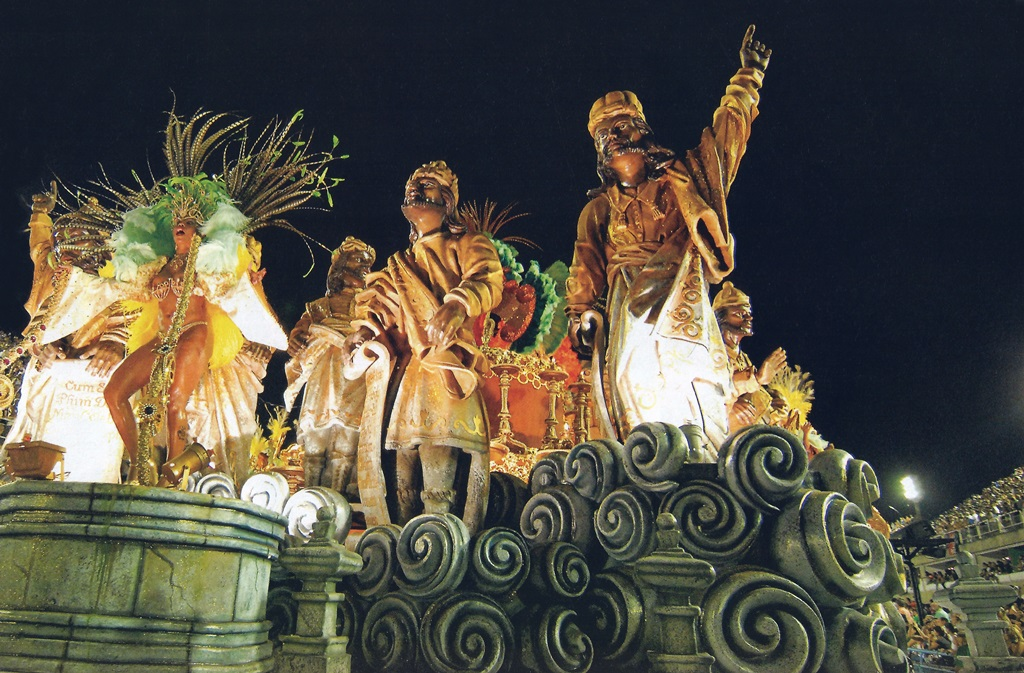
Detalhe de uma das alegorias do desfile de 2007.

Para o carnaval de 2007, a diretoria escolheu o enredo "Ser Diferente é Normal: O Império Serrano Faz a Diferença no Carnaval". O tema foi sugerido por uma ONG defensora dos portadores de Síndrome de Down. Com um enredo autoral recusado, Paulo Menezes foi demitido, sendo substituído por Jack Vasconcelos. O samba-enredo do ano foi composto por Aluízio Machado, Arlindo Cruz, Carlos Senna, Maurição e João Bosco. Ciro Barcelos e Fernando Moraes coreografaram a comissão de frente. O Império foi a segunda escola a se apresentar no domingo de carnaval. O desfile abordou personalidades portadoras de deficiência como o físico Albert Einstein; a pintora Frida Kahlo; o escultor Aleijadinho; o compositor Noel Rosa; o artista plástico Arthur Bispo do Rosário; e até o personagem Quasimodo. Também saudava o Império como uma escola diferente, surgida na Estiva com o objetivo de lutar pela liberdade de expressão. Durante o desfile, a rainha de bateria Quitéria Chagas gravou cenas para a novela Páginas da Vida, da Rede Globo, no qual interpretava a personagem Dorinha. A novela abordava a Síndrome de Down, e a atriz Joana Mocarzel, de sete anos, portadora da síndrome, também desfilou como destaque na agremiação. O samba não contagiou o público nem os componentes. A escola foi rebaixada para a segunda divisão após ficar classificada na 12.ª, e penúltima, colocação. A bateria da escola, comandada por Mestre Átila, recebeu o seu oitavo prêmio Estandarte de Ouro. Sebastião Molequinho, um dos fundadores da escola, recebeu o Estandarte de Personalidade. O Tamborim de Ouro premiou o enredo e a rainha de bateria da escola.

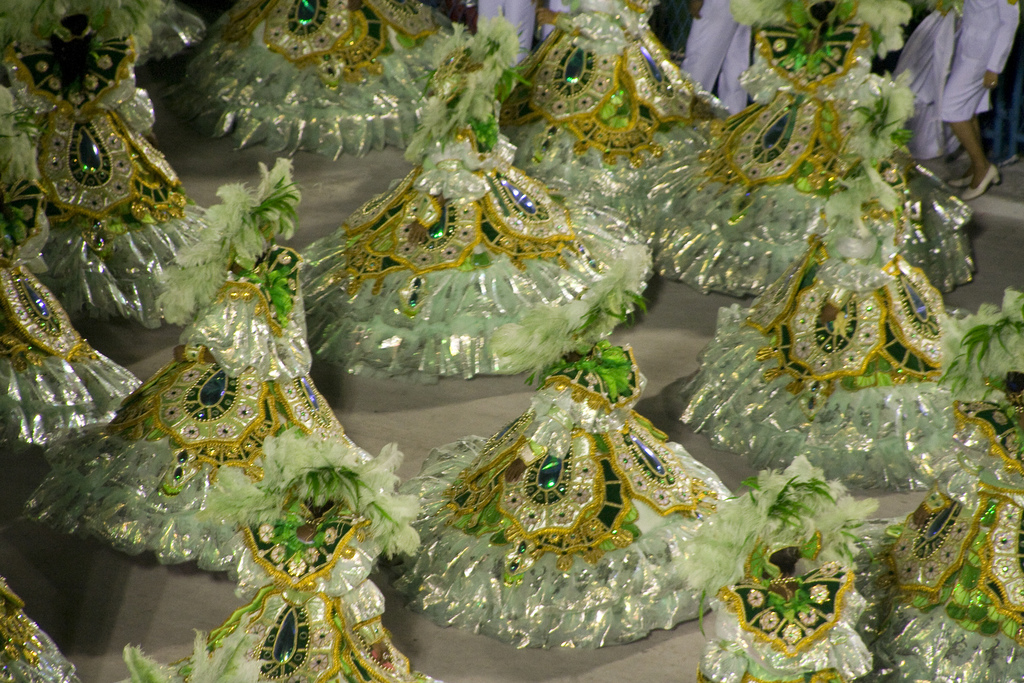
As baianas do desfile de 2009, premiadas pelo Estandarte de Ouro.

Para retornar ao Grupo Especial, a escola contratou o casal de carnavalescos Renato Lage e Márcia Lage, que escolheram reeditar o carnaval de 1972, quando a escola foi campeã homenageando a cantora Carmem Miranda. A agremiação decidiu não utilizar o mesmo samba-enredo que, na época, foi muito criticado. Optou-se por realizar uma disputa entre os compositores para a escolha de um samba inédito. A parceria campeã foi dos compositores Henrique Hoffmann, Marcão da Serrinha, Marcelo Ramos, Chupeta, Nato, Vando Diniz, William Black e Zé Paulo. Gonzaguinha assumiu o posto de intérprete oficial da escola. Charles Eucy e Danielle Nascimento formaram o primeiro casal de mestre-sala e porta-bandeira. O Império Serrano foi a última escola a se apresentar no sábado de carnaval. Mesmo desfilando sob forte chuva, a agremiação contagiou o público e garantiu o campeonato da segunda divisão. A escola recebeu os prêmios Estandarte de Ouro, S@mba-Net, Troféu Jorge Lafond, e Troféu Rádio Manchete.

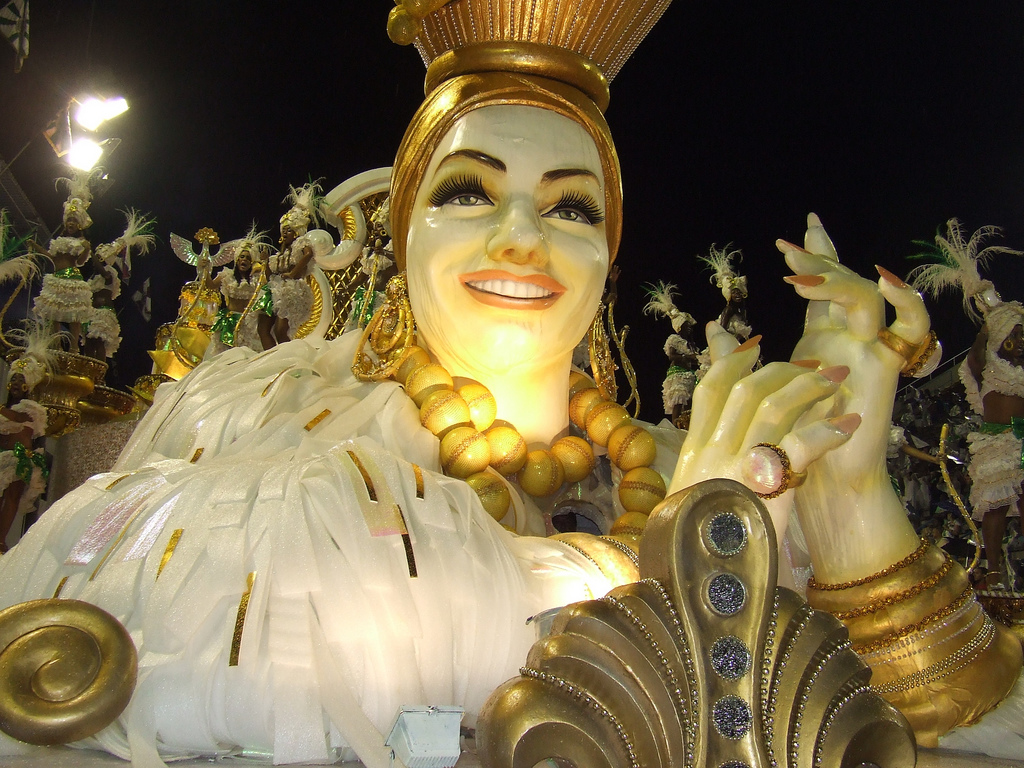
Com homenagem à Carmen Miranda, escola venceu o Grupo de Acesso A em 2008.

Em maio de 2008, Humberto Soares Carneiro foi reeleito para seu segundo mandato de presidente. No dia 1 de julho de 2008, morreu Oscarino Luiz dos Santos, um dos fundadores do Império Serrano. Seu Oscarino, como era chamado, morreu aos 91 anos, de causas naturais. No dia 22 do mesmo mês morreu a ex-presidente do Império, Neide Dominicina Coimbra. Ao 64 anos, Neide estava internada com anemia, além de sofrer depressão. No dia seguinte, em 23 de julho, o Império Serrano anunciou seu enredo para 2009: "A Lenda das Sereias e os Mistérios do Mar", uma reedição do carnaval de 1976. Márcia Lage assinaria o desfile sozinha, pela primeira vez, sem o marido. A escola optou por utilizar o samba-enredo original, composto por Dionel, Arlindo Velloso e Vicente Mattos. Na saída da festa de apresentação do enredo, o ex-presidente da escola, Marquinhos dos Anéis foi executado a tiros. O mestre-sala Charles Eucy, que conversava com Marquinhos no momento do atentado, também foi baleado nas costas. Charles não conseguiu se recuperar para desfilar, sendo substituído por Diego Machado. Primeira escola a desfilar no domingo de carnaval de 2009, o Império realizou uma apresentação empolgante, embalado pelo samba-enredo de sucesso. Na comissão de frente, coreografada por João Wlamir, os componentes, representando cavalos-marinhos, deslizavam sobre a pista utilizando patinetes motorizadas. As alegorias, embora simples, apresentavam bom acabamento. A bateria, comandada por Mestre Átila, recebeu seu nono Estandarte de Ouro. A ala das baianas e a porta-bandeira Jaqueline também foram premiadas com o Estandarte. Apesar da expectativa de permanecer no Grupo Especial, a escola ficou classificada na 12.ª e última colocação, sendo rebaixada para a segunda divisão. O resultado foi muito contestado pelos torcedores da escola.

### Década de 2010
- 2010: "João das Ruas do Rio"

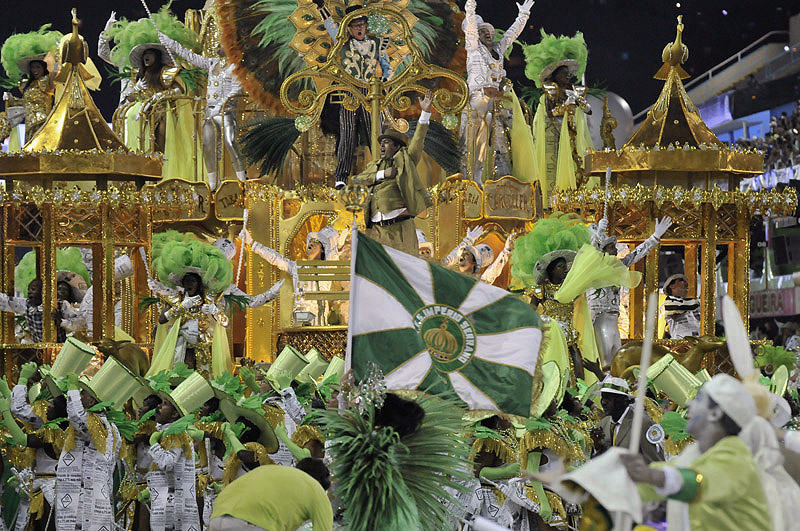
Abertura do desfile do Império Serrano em 2010.

Após o rebaixamento, a carnavalesca Márcia Lage se desligou da escola, sendo substituída por Rosa Magalhães. O enredo escolhido para o carnaval de 2010 foi baseado na biografia do cronista João do Rio, escrita por Raimundo Magalhães Júnior, pai de Rosa. Para lhe auxiliar na confecção do carnaval, Rosa contou com a assistência de Andréa Vieira e Mauro Leite. O samba-enredo do ano foi composto por Henrique Hoffmann, Marcelo Ramos, Paulinho Valença, Popeye e Willian Black. Mestre Átila foi contratado pela Unidos de Vila Isabel, sendo substituído por seu cunhado, Mestre Gilmar. O intérprete Nêgo foi demitido. A escola decidiu não contratar nenhum outro intérprete, mantendo seus cantores de apoio em igualdade de condição. Jovaci, Cremilson, Bira Silva, André Moreno e Arthur Franco formaram o conjunto Vozes Imperianas, interpretando o samba no desfile com o apoio vocal do conjunto Meninas da Serrinha. O primeiro casal de mestre-sala e porta-bandeira foi formado por Alex Marcelino e Danielle Nascimento, que retornava à escola. Ambos tiveram a supervisão de Vilma Nascimento, mãe de Danielle. Em seu desfile, o Império enfrentou uma série de problemas como falha no sistema de som do sambódromo, falta de acabamento em algumas alegorias, e queda do mestre-sala. A escola obteve a sexta colocação da segunda divisão, o pior resultado de sua história até então. A comissão de frente, coreografada por João Wlamir, recebeu o prêmio S@mba-Net; enquanto a bateria recebeu os troféus Jorge Lafond e Gato de Prata.
- 2011: "A Benção, Vinicius"

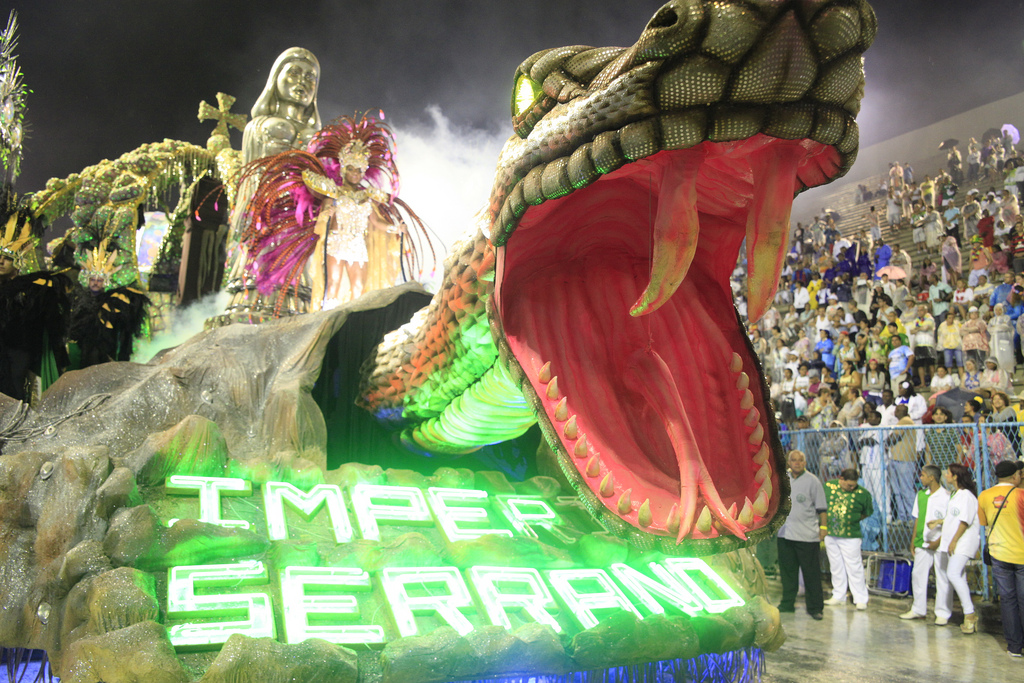
Abre-alas do Império no desfile de 2011, sobre Vinícius de Moraes.

No dia 27 de maio de 2010, Humberto Soares Carneiro renunciou a presidência da escola. Para completar o mandato, que terminaria em maio de 2011, foi convocada uma nova eleição. No pleito, ocorrido em julho de 2010, Vera Lúcia Correa Souza e Helton Dias somaram 204 votos cada. Vera Lúcia foi eleita presidente por estar mais tempo na escola, segundo previa o estatuto da agremiação em caso de empates. Vera chegou ao Império na década de 1960, quando o seu então marido, Ribamar Corrêa de Souza, presidia a escola. Desde então, Vera passou por diversas funções na agremiação. Para o carnaval de 2011, foi contratado o carnavalesco Alexandre Colla, que desenvolveu um enredo sobre o poeta Vinicius de Moraes. Faltando dez dias para o desfile, a então primeira porta-bandeira, Andrea Machado, pediu desligamento da escola. O segundo casal, Rafaela Cabloco e Alex Marcelino foi promovido ao primeiro posto. O intérprete Vitor Cunha teve o apoio de seu pai, Carlinhos Paz, na condução do samba no desfile. Handerson Big foi o coreógrafo responsável pela comissão de frente. Após cinco anos como rainha de bateria do Império, Quitéria Chagas se desligou da escola, sendo substituída por Vânia Love, irmã do jogador Vágner Love. Nona escola a se apresentar no sábado de carnaval, o Império Serrano fez um desfile marcado por problemas. A porta-bandeira Raphaela se desequilibrou e caiu sentada durante a apresentação para o segundo módulo dos jurados. Alegorias apresentaram falha de acabamento. No carro abre-alas, a iluminação não funcionou corretamente. Na segunda alegoria, uma escultura de Xangô desfilou sem a mão esquerda, que caiu durante o trajeto até a concentração. No final da apresentação, componentes tiveram que correr para não ultrapassar o tempo limite de desfile. Destaque positivo para o premiado samba-enredo composto por Aluízio Machado, Henrique Hoffmann, Paulinho Valença, Popeye, Victor Alves e Zé Paulo. A obra recebeu os prêmios Estandarte de Ouro, S@mba-Net, Estrela do Carnaval, Gato de Prata e Troféu Jorge Lafond. A escola repetiu a sexta colocação do ano anterior.
- 2012: "Dona Ivone Lara: O Enredo do Meu Samba"

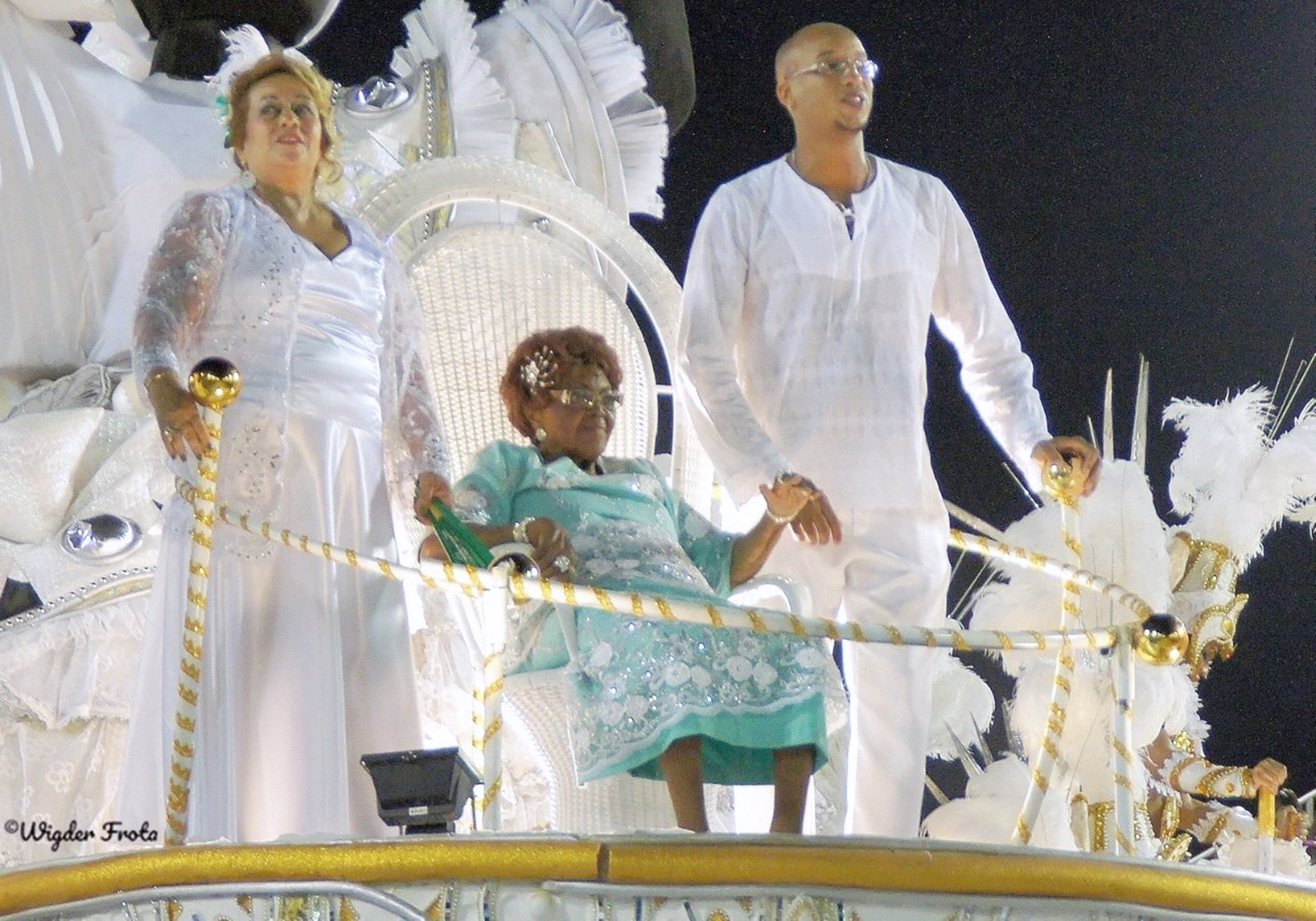
Dona Ivone Lara é homenageada pelo Império em 2012. Desfile foi aclamado, mas escola ficou com o vice-campeonato.

Em maio de 2011 houve eleição para definir a presidência da escola no triênio 2012-14. Vera Lúcia tentaria a reeleição. Fora da Vila Isabel, Mestre Átila Gomes retornou ao Império como candidato à presidência. Helton Dias e Valdir Carola completavam o pleito. Átila Gomes foi eleito presidente com 223 votos, dois a mais que Vera Lúcia. No mesmo dia da eleição, Átila anunciou a contratação do carnavalesco Mauro Quintaes e a escolha do enredo em homenagem à compositora Dona Ivone Lara. Com a quadra da escola em obras, a disputa de samba-enredo foi realizada na Fundição Progresso, tendo vencido a parceria formada por Arlindo Cruz, Arlindo Neto e Tico do Império. Foi a décima vitória de Arlindo Cruz em disputas de samba-enredo no Império. Freddy Vianna e Tiãozinho Cruz foram contratados para conduzir o samba no desfile. Flávia Piana, Miss Mato Groso 2008, foi escolhida para o posto de rainha de bateria. O Império Serrano foi a penúltima escola a desfilar pelo Grupo A no sábado de carnaval. A agremiação apresentou alegorias grandes e bem acabadas. Na comissão de frente, coreografada por Carlinhos de Jesus, integrantes trocavam de roupa. O elogiado samba-enredo empolgou o público presente no sambódromo. Aos 90 anos, Dona Ivone desfilou na última alegoria, sendo bastante aplaudida pelo público. O desfile foi aclamado pela imprensa carnavalesca que concedeu à escola a maioria das premiações do carnaval. Dentre os prêmios recebidos estão o Estandarte de Ouro, S@mba-Net, Troféu Tupi, Estrela do Carnaval, Troféu Jorge Lafond e Troféu SRZD. O samba-enredo "Dona Ivone Lara: O Enredo do Meu Samba" também recebeu diversos prêmios como Estandarte de Ouro, S@mba-Net, Estrela do Carnaval, Gato de Prata e Troféu Jorge Lafond. Multipremiada, a escola se credenciou como favorita ao título de campeã do grupo de acesso. A apuração do resultado oficial do carnaval foi cercada de polêmicas. O jurado Luiz Carlos Guimarães, que avaliou o quesito “Samba-enredo”, deixou de dar nota a quatro escolas, incluindo ao Império Serrano. De acordo com o regulamento, a maior nota dada no quesito foi duplicada. Outro julgador, do quesito "Mestre-sala e porta-bandeira', também deixou de dar nota a uma escola. O Império Serrano conquistou o vice-campeonato, 1,3 pontos atrás da campeã Inocentes de Belford Roxo. Integrantes do Império e de outras escolas protestaram contra o resultado, e a campeã chegou a ser vaiada enquanto recebia o troféu. Durante a preparação para o carnaval, circulavam na internet boatos sobre a possível vitória da Inocentes. O fato do presidente da escola campeã ser também presidente da liga organizadora do desfile contribuiu para as suspeitas de fraude. A Lesga decidiu que nenhuma escola seria rebaixada devido ao atraso no repasse das verbas pela Prefeitura. A decisão levou a Riotur à não reconhecer mais legitimidade na entidade reguladora do Grupo A. A Prefeitura do Rio anunciou que o resultado do carnaval poderia ser anulado caso o Ministério Público constatasse irregularidades no julgamento, porém a investigação não foi à frente.
- 2013: "Caxambu - O Milagre das Águas na Fonte do Samba"

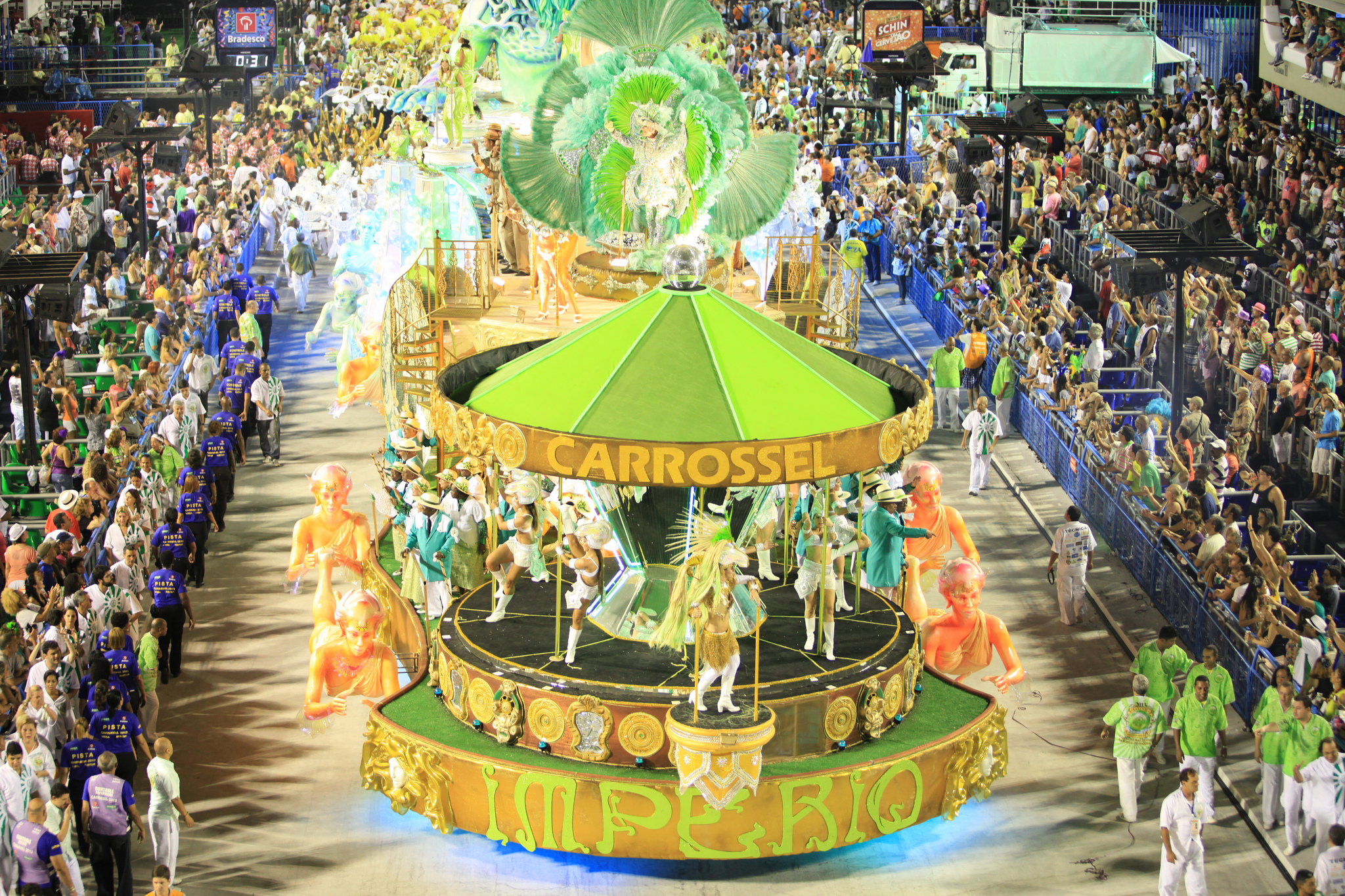
O Império recebeu o Estandarte de Ouro de melhor escola da Série A de 2013, mas terminou classificada na terceira colocação do carnaval.

A partir de 2013, a segunda divisão do carnaval carioca passou a se chamar "Série A", sendo dividida em dois dias de desfiles, realizados na sexta e no sábado de carnaval. Após o polêmico resultado de 2012, a Lesga mudou de nome para Liga das Escola de Samba do Rio de Janeiro (LIERJ), e elegeu novos presidente e diretoria. Em 2013, a escola escolheu homenagear o município de Caxambu, uma das cidades do Circuito das Águas de Minas Gerais. O enredo foi desenvolvido pelo carnavalesco Mauro Quintaes. O retorno do intérprete Nêgo estava acertado, tendo, ele, gravado o samba-enredo no CD da Série A e também participado do ensaio técnico no sambódromo. Porém, o regulamento dos desfiles proibia que a principal voz de uma escola assumisse o posto de intérprete oficial em outra (mesmo que em grupos diferentes), e Nêgo já estava compromissado com a Grande Rio. Às vésperas do carnaval, Freddy Vianna foi convidado para substituir Nêgo. Também às vésperas do carnaval, Carlinhos de Jesus deixou o posto de coreógrafo da comissão de frente, sendo substituído por Caio Nunes. Quitéria Chagas retornou ao posto de rainha de bateria da escola. Um possível patrocínio da cidade à agremiação gerou grande expectativa para o desfile, porém nenhum dinheiro foi recebido. O Império foi a quarta escola a se apresentar no desfile de sábado. No início da apresentação houve um problema com o tripé da comissão de frente e o mesmo teve que ser deixado na concentração. Com um desfile clássico e técnico, a escola encerrou sua apresentação saudada pelo público com gritos de "é campeã!". O Império recebeu os prêmios Estandarte de Ouro e Tamborim de Ouro de melhor escola da Série A. Os jurados do Estandarte destacaram a harmonia da escola, a força da bateria e a empolgação dos componentes. A bateria, comandada por Mestre Gilmar, recebeu os prêmios Estrela do Carnaval, Gato de Prata e Troféu Jorge Lafond. Apesar da expectativa, o Império ficou classificado na terceira colocação, garantindo mais um ano na segunda divisão.
- 2014: "Angra com os Reis"

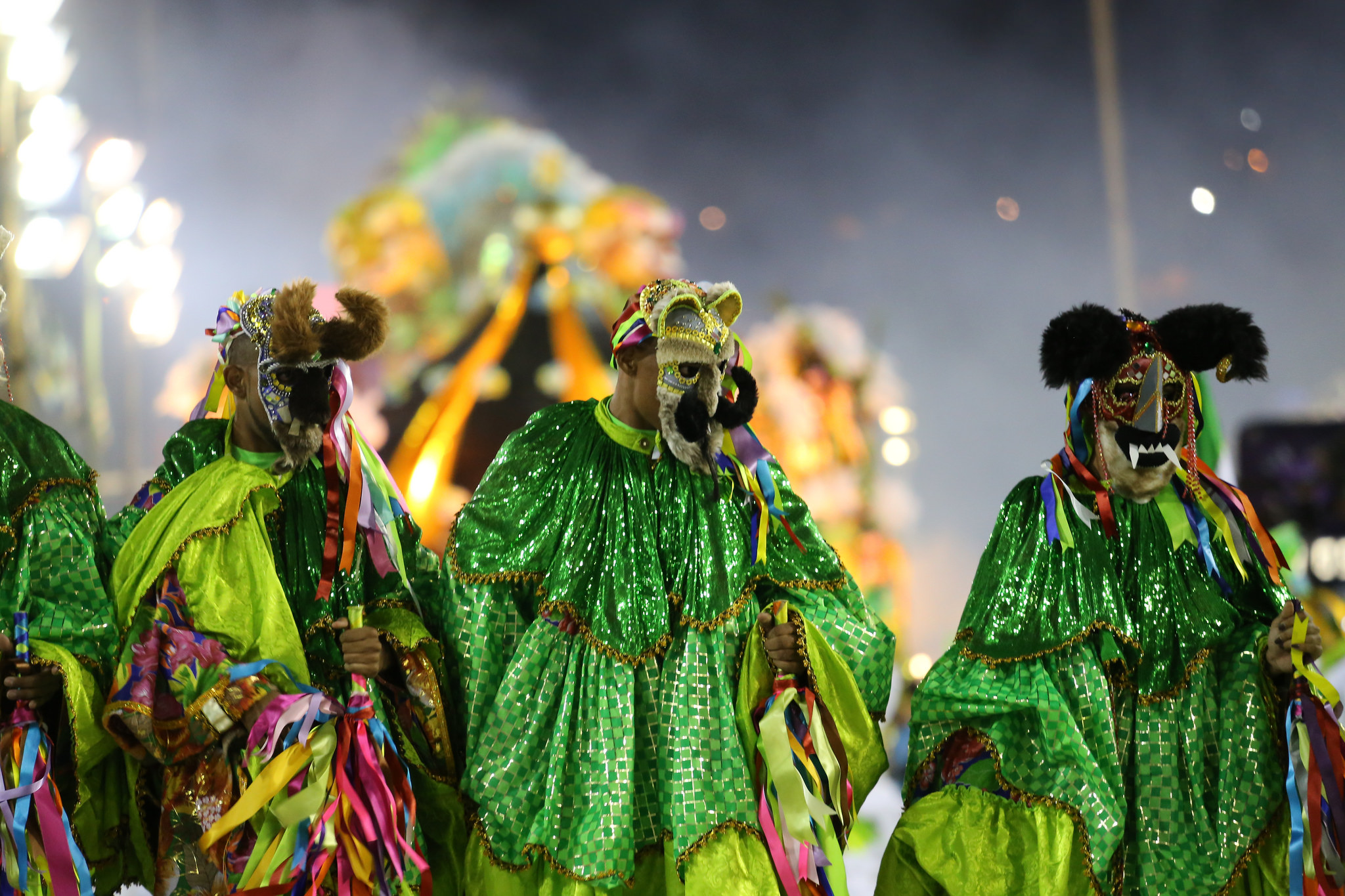
A comissão de frente do Império no desfile de 2014.

Para o carnaval de 2014 a escola escolheu homenagear o município de Angra dos Reis, novamente vislumbrando receber patrocínio. Mauro Quintaes deixou a escola sendo substituído pelo carnavalesco Eduardo Gonçalves. O enredo da escola traçou um paralelo entre a cidade e os folguedos populares, abordando a Folia de Reis, a Festa do Divino e o Jongo. O samba-enredo do ano foi composto por Henrique Hoffmann, Paulinho Valença, Beto do Império, Filipe Araújo, Juliano Centeno, Popeye, Tião Pinheiro e Victor Alves. No dia primeiro de fevereiro de 2014, cerca de um mês antes do carnaval, morreu, aos 93 anos, Sebastião Molequinho. O Império foi a última agremiação a se apresentar no desfile de sexta-feira, dia 28 de fevereiro de 2014. Clóvis Pê assumiu o posto de intérprete oficial. Bete Spinelli e Ivan Reis coreografaram a comissão de frente. Alex Marcelino e Bárbara Falcão formaram o primeiro casal de mestre-sala e porta-bandeira. Beth Raposo desfilou como rainha da bateria; e Quitéria Chagas, como rainha da escola. Logo no início da apresentação, o carro abre-alas sofreu uma pane na embreagem, com princípio de incêndio, soltando muita fumaça. Bombeiros foram acionados e a escola permaneceu parada por alguns minutos. O motor da alegoria foi desligado e integrantes tiveram que empurrá-la até o final do desfile. As alegorias apresentaram falhas de acabamento. A escola ficou classificada na sexta colocação.
- 2015: "Poema aos Peregrinos da Fé"

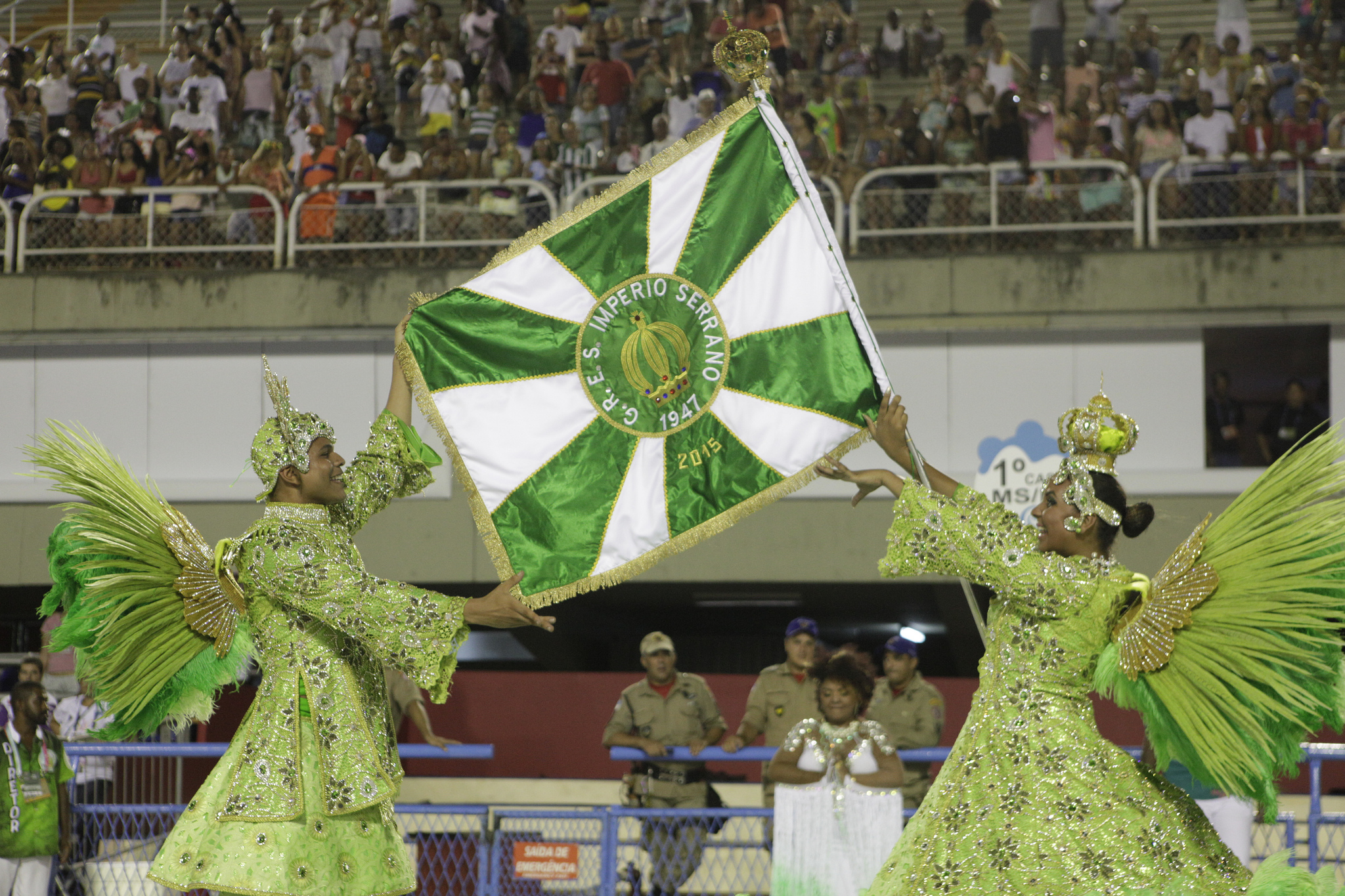
O casal de mestre-sala e porta-bandeira, Feliciano Junior e Raphaela Caboclo, no desfile de 2015.

Uma eleição presidencial estava marcada para o dia 18 de maio de 2014, porém, uma liminar judicial impediu a realização da mesma pela suspeita de irregularidades no cadastro de novos sócios. No mesmo dia, os computadores com os cadastros de todos os sócios foram saqueados da quadra da escola. Após refazer todos os cadastros, uma nova eleição foi marcada para o dia 15 de junho de 2014. Única candidata a concorrer, Vera Lúcia Corrêa foi aclamada presidente. No mesmo dia, foi anunciada a contratação do carnavalesco Severo Luzardo e a escolha do enredo sobre o modo como o brasileiro lida com a fé. A ideia do carnavalesco era realizar uma trilogia da escola, abordando a fé (2015), a raiz (2016) e a esperança (2017). O Império foi a terceira escola a se apresentar no desfile de sexta-feira, dia 13 de fevereiro de 2015. A comissão de frente, coreografada por Handerson Big, representou os peregrinos imperianos. A porta-bandeira Raphaela Caboclo retornou à escola, tendo como par o mestre-sala Feliciano Junior. O casal representou Nossa Senhora Aparecida e São Benedito. A modelo Ângela Bismarchi desfilou como rainha de bateria. Cremilson Silva, o Bico Doce, foi o intérprete oficial do samba no desfile. O Império recebeu o prêmio Tamborim de Ouro de melhor escola da Série A. O samba-enredo recebeu o prêmio S@mba-Net. O casal de mestre-sala e porta-bandeira e a alas de passistas também receberam prêmios. A escola ficou classificada na terceira colocação.
- 2016: "Silas Canta Serrinha"

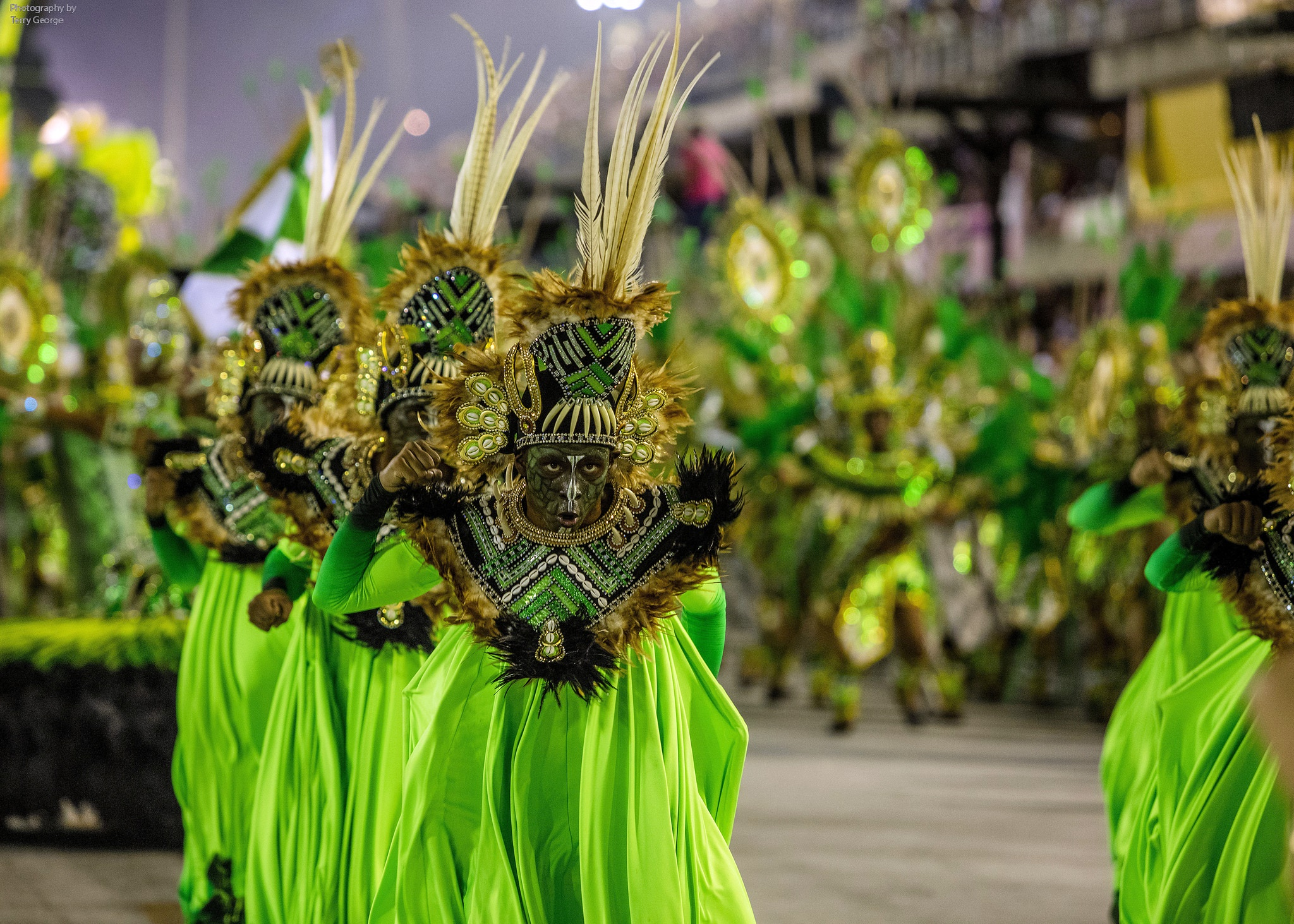
A comissão de frente do carnaval de 2016 causou forte impacto visual.

Para o carnaval de 2016, o carnavalesco Severo Luzardo desenvolveu o enredo em comemoração ao centenário do compositor Silas de Oliveira. O enredo é narrado por Silas, que conta a história do Morro da Serrinha e do próprio Império Serrano. O Império foi a quarta escola a se apresentar no sábado de carnaval. Causou impacto os vestidos verdes utilizados pelos dançarinos na comissão de frente da coreógrafa Claudia Motta. Pixulé foi responsável por interpretar o samba no desfile. Patrícia Chélida desfilou como rainha de bateria. Na última alegoria, desfilaram familiares de Silas de Oliveira, Tia Maria do Jongo e a atriz Myriam Pérsia. O Império recebeu os prêmios Estandarte de Ouro, Tamborim de Ouro e Troféu Jorge Lafond de melhor escola da Série A. Comissão de frente, ala das baianas e ala de passistas também receberam prêmios. Com o desfile, a escola conquistou a quarta colocação da segunda divisão. Severo Luzardo não concluiu sua trilogia. O carnavalesco se transferiu para a União da Ilha, fazendo sua estreia no Grupo Especial. 
- 2017: "Meu Quintal É Maior Do Que o Mundo"

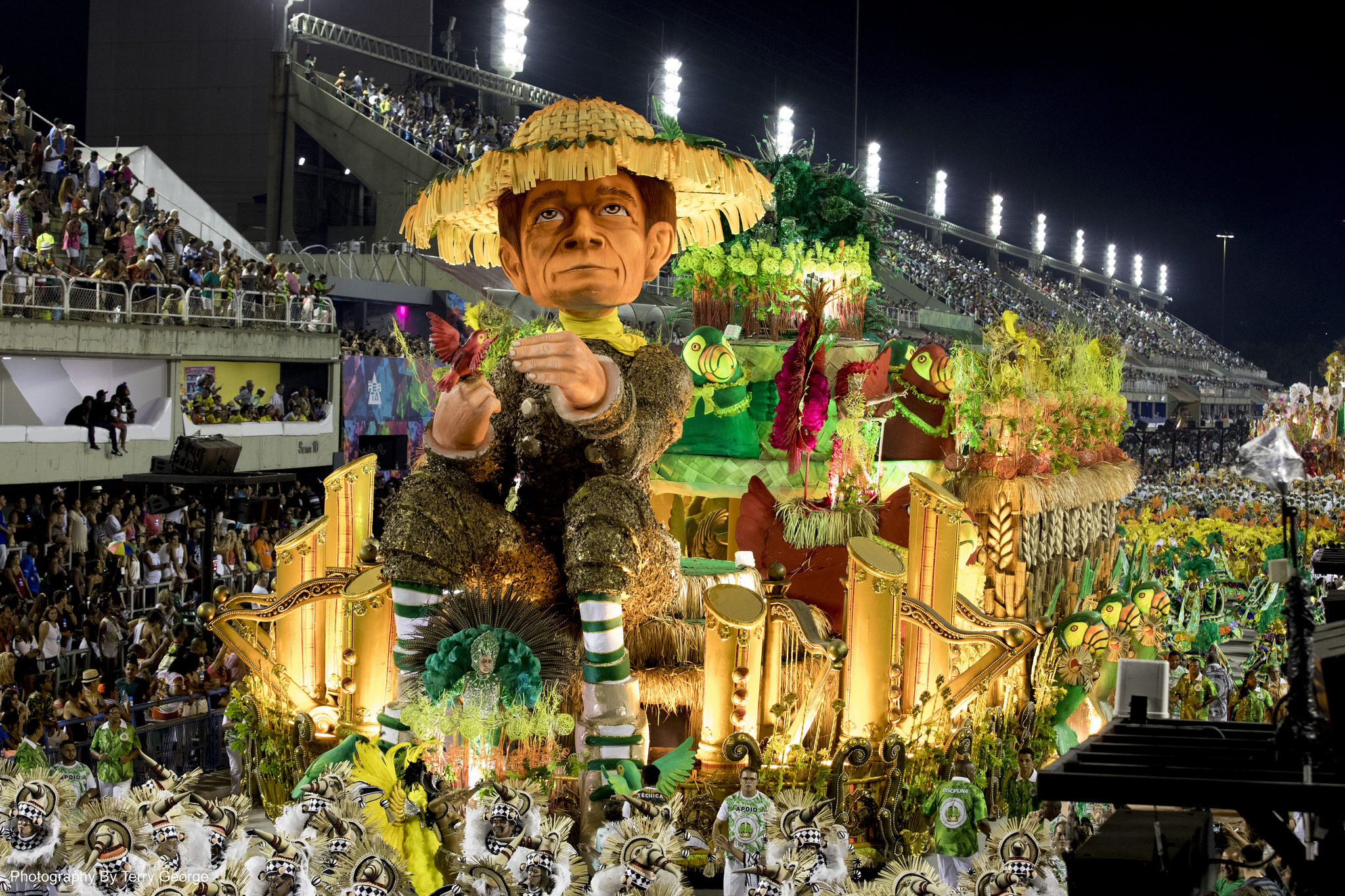
Desfile de 2017, com o qual a escola venceu a Série A.

Para o carnaval de 2017, a escola contratou o carnavalesco Marcus Ferreira, que desenvolveu um enredo sobre o poeta Manoel de Barros. Quarta escola a se apresentar no sábado de carnaval, o Império Serrano realizou um desfile tecnicamente perfeito. Quitéria Chagas abriu o desfile, se apresentando como "Rainha da escola". Na comissão de frente, coreografada por Junior Scapin, pantaneiros se transformavam em animais. Plantas de verdade foram utilizadas na roupa do primeiro casal de mestre-sala e porta-bandeira, Feliciano Junior e Raphaela Caboclo. Milena Nogueira desfilou como rainha de bateria. Marquinho Art'Samba foi o responsável por interpretar o samba-enredo na avenida. A escola apresentou alegorias imponentes e fantasias caprichadas. Pelo desfile, o Império recebeu os prêmios Tamborim de Ouro, Estrela do Carnaval e Troféu Nota 10. Na apuração das notas, a escola confirmou o favoritismo e conquistou o seu quarto campeonato da segunda divisão, garantindo retorno ao Grupo Especial após oito anos de espera.
- 2018: "O Império do Samba na Rota da China"

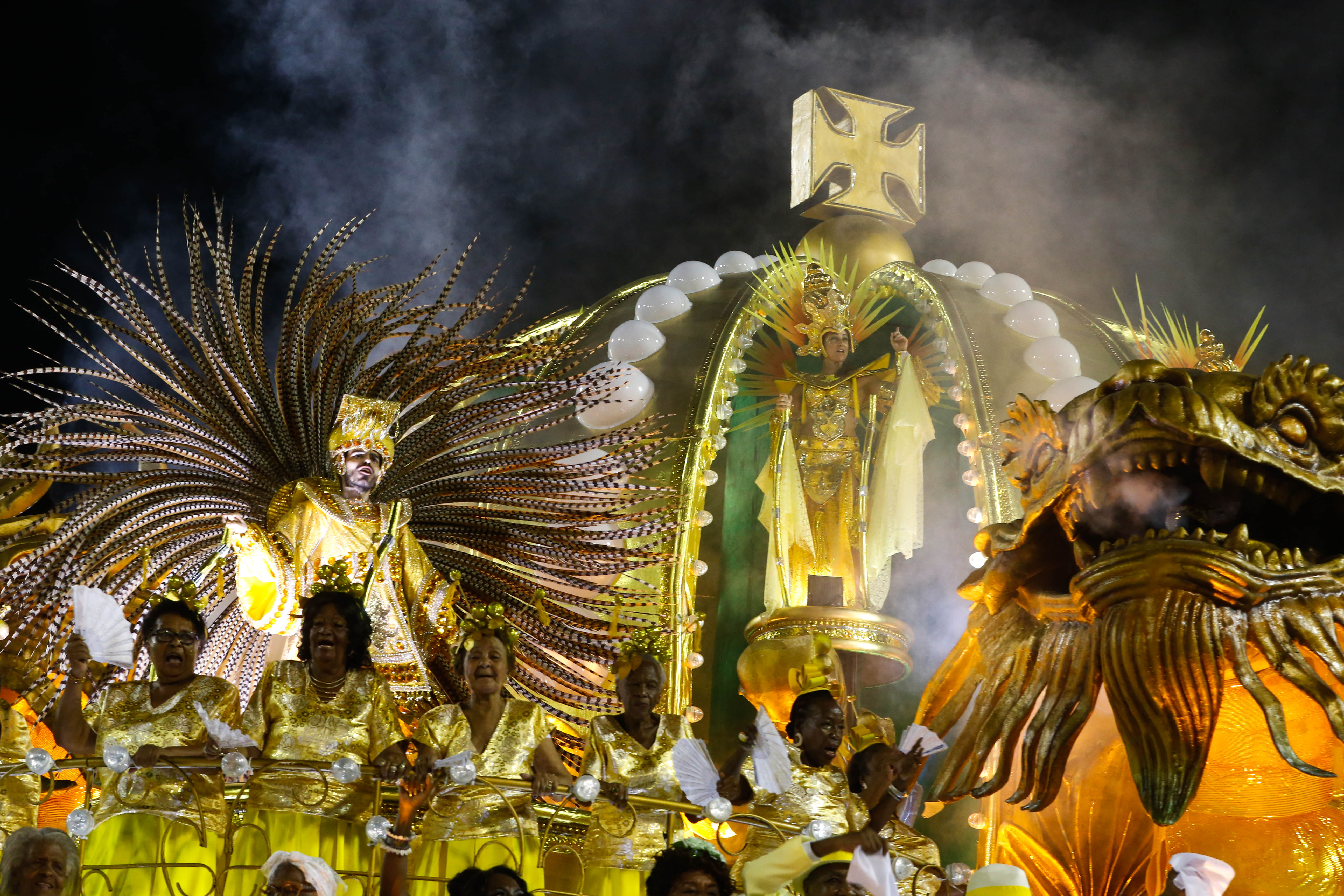
A coroa do Império Serrano no desfile de 2018, sobre a China.

Em maio de 2017, Vera Lúcia Corrêa foi reeleita para mais um mandato de três anos. Para o carnaval de 2018, a escola dispensou o carnavalesco Marcus Ferreira. Fábio Ricardo foi contratado para desenvolver um enredo sobre a China. O carnaval teve um período de preparação conturbado. Em junho de 2017, a Prefeitura do Rio anunciou o corte de 50% do repasse de verbas públicas para as escolas de samba. Sem dinheiro, a LIESA decidiu cancelar os ensaios técnicos. Em outubro de 2017, faltando cerca de quatro meses para os desfiles, o Ministério do Trabalho interditou os barracões de todas as escolas na Cidade do Samba. Os barracões foram liberados ao final de novembro, após as escolas cumprirem uma série de exigências visando melhores condições de trabalho. A subvenção foi paga às escolas em janeiro de 2018, faltando menos de um mês para os desfiles. O Império abriu o domingo de carnaval. Uma ala com 180 membros, incluindo Maria Rita, Regina Casé, Babi Cruz e Arlindo Neto, desfilou com camisas em homenagem ao compositor Arlindo Cruz, na época internado após sofrer um AVC. A escola terminou sua apresentação dois minutos antes do limite mínimo, perdendo dois décimos. A porta-bandeira Raphaela Caboclo recebeu o Estandarte de Ouro de revelação. A escola ficou classificada na última colocação e seria rebaixada junto com a penúltima colocada, a Grande Rio. Em uma plenária realizada no dia 28 de fevereiro de 2018, a LIESA decidiu cancelar o rebaixamento e manter as duas escolas na primeira divisão. O Ministério Público do Rio de Janeiro abriu investigação sobre a "virada de mesa". O inquérito foi arquivado após a LIESA assinar um Termo de Ajustamento de Conduta se comprometendo a não cancelar novamente o rebaixamento do concurso.
- 2019: "O Que É, o Que É?"

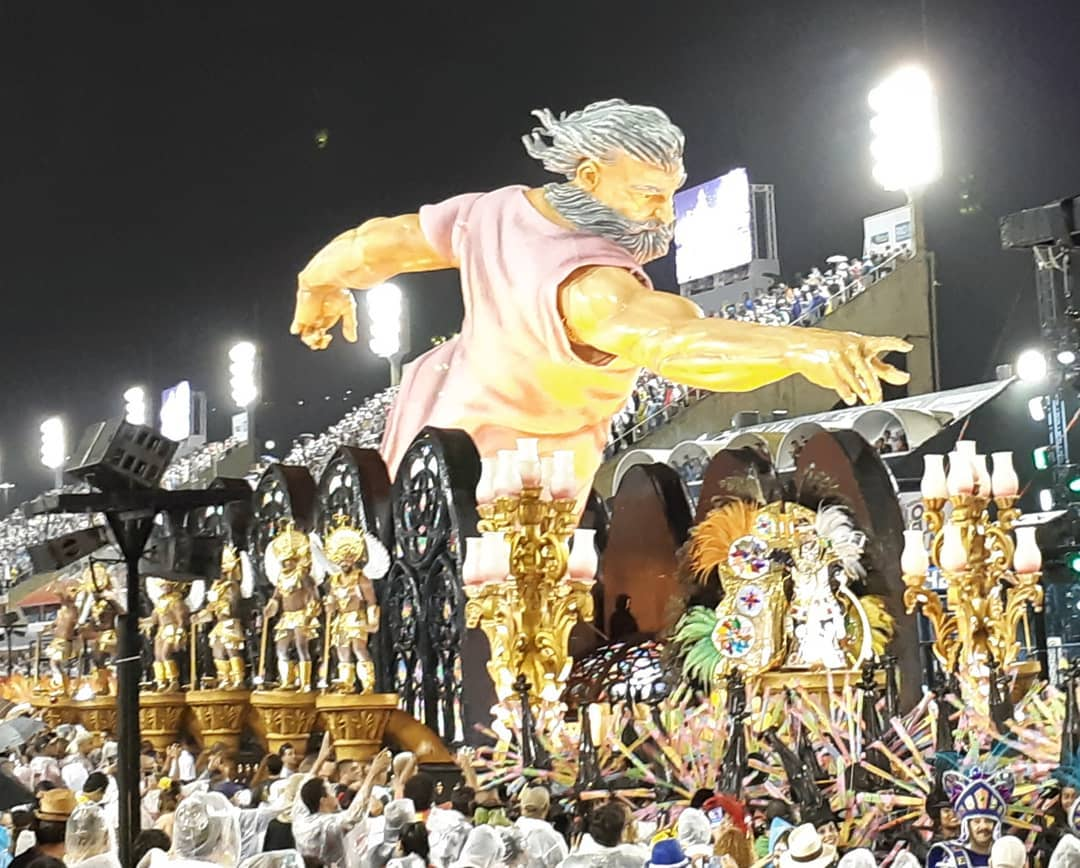
Segunda alegoria do desfile de 2019 lembrou A Criação de Adão, obra de Michelangelo.

No dia 17 de abril de 2018, a quadra do Império recebeu o velório de Dona Ivone Lara, morta no dia anterior, aos 96 anos. Para o carnaval de 2019, a escola promoveu diversas alterações em seus quadros. Fábio Ricardo foi substituído por Paulo Menezes, que esteve no Império em 2006. A direção solicitou ao carnavalesco um enredo ousado. Dentre as propostas apresentadas por Paulo, foi escolhida a ideia de um enredo baseado na canção "O que é, o que é?", de Gonzaguinha, que também seria usada como samba-enredo do desfile. Para interpretá-lo, a escola contratou a dupla Anderson Paz e Silas Leléu. Juntos desde 2015, Raphaela Caboclo e Feliciano Junior foram desligados, sendo substituídos por Diogo Jesus e Verônica Lima. Responsável pela comissão de 2016, Cláudia Mota retornou ao Império. Quitéria Chagas foi coroada rainha de bateria. Direções de carnaval e de harmonia também foram alteradas. Em um sorteio entre as duas escolas que não foram rebaixadas no ano anterior (Império e Grande Rio) e a campeã da Série A (Viradouro), o Império foi sorteado para abrir o desfile de domingo. Pelo segundo ano consecutivo, o prefeito Marcelo Crivella determinou o corte de mais 50% da subvenção pública. Com isso, cada agremiação recebeu cerca de 500 mil reais da Prefeitura. Com barracão atrasado, precisou da ajuda de outras escolas para finalizar seu carnaval. O Império abriu os desfiles do Grupo Especial sob chuva fraca. A crise financeira comprometeu a parte alegórica e de fantasias, que apresentaram problemas de acabamento. A escola inovou ao apresentar o casal de mestre-sala e porta-bandeira em cima de um tripé com sistema hidráulico que subia até a altura da cabine de jurados. Grande aposta da escola, a música de Gonzaguinha teve uma boa recepção inicial, mas não se sustentou durante a maior parte da apresentação, tampouco contagiou o público como era esperado. Com nenhuma nota máxima recebida dos julgadores, o Império se classificou novamente na última colocação, sendo rebaixado junto à sua escola afilhada, a Imperatriz Leopoldinense. Após o resultado, o compositor Arlindo Neto divulgou um vídeo na internet criticando o carnavalesco Paulo Menezes e a diretoria da escola pela escolha da música de Gonzaguinha como samba-enredo.

### Década de 2020
- 2020: "Lugar de Mulher É Onde Ela Quiser!"

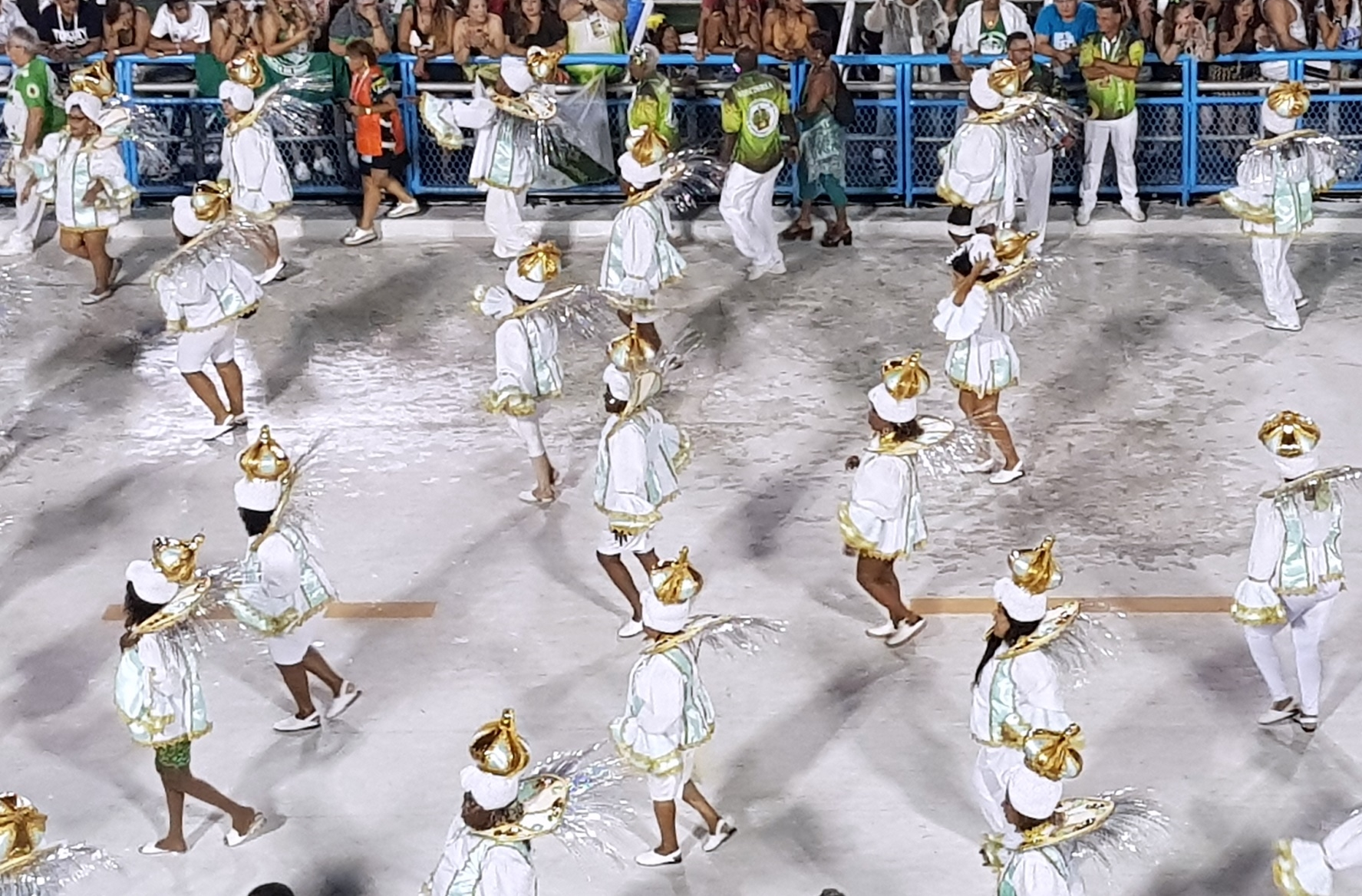
Baianas do Império desfilam com fantasia incompleta em 2020.

Para seu retorno à segunda divisão, a escola contratou o carnavalesco Júnior Pernambucano, que desenvolveu um enredo sobre a força feminina na sociedade. O mestre-sala Diogo Jesus se desligou para assumir o posto na Mocidade Independente. O segundo mestre-sala do Império, Matheus Machado, foi promovido à primeiro, formando par com Verônica Lima. Paulo Pinna substituiu Cláudia Mota na comissão de frente. Silas Leleu foi mantido como intérprete da escola. A rainha de bateria, Quitéria Chagas, anunciou que faria seu último desfile em 2020. No dia 18 de maio de 2019, morreu Tia Maria do Jongo da Serrinha, aos 98 anos. Tia Maria foi a última fundadora da escola a falecer. Em agosto do mesmo ano, faleceu o compositor e percussionista Ivan Milanez, integrante da velha guarda da escola. Ambos foram velados na quadra do Império. Ainda em agosto, o prefeito do Rio, Marcelo Crivella, anunciou que não destinaria verba pública às escolas da Série A e do Especial. Para piorar a situação financeira, todo o dinheiro que o Império receberia de cota de TV e venda de ingressos era penhorado diretamente da conta da Liga devido à dívidas processuais. Outra crise foi deflagrada na final da disputa de samba-enredo. Ao anunciar a parceria vencedora, a presidente Vera Lúcia declarou que a obra não era sua favorita e que estava triste por ter sido voto vencido. Após o anúncio do samba vencedor, uma grande confusão tomou conta da quadra da escola. Integrantes se envolveram em agressões; cadeiras, mesas e outros objetos foram arremessados; e algumas pessoas tiveram ferimentos leves. O samba vencedor foi composto por Aluízio Machado, Lucas Donato, Senna, Matheus Machado, Luiz Henrique, Thiago Bahiano, Beto BR, Rafael Prates e Renan Diniz. Última escola a se apresentar na primeira noite da Série A, o Império fez um desfile problemático. Alegorias apresentaram problemas de acabamento e algumas fantasias estavam incompletas. O caso mais grave foi da ala das baianas, que desfilou sem a saia do figurino. Alguns integrantes chegaram a chorar diante da situação. Apesar da expectativa de um possível rebaixamento, o Império obteve o nono lugar, se mantendo, com folga, na Série A do carnaval.
- 2021/2022: "Mangangá"

Em maio de 2020, Sandro Avelar foi eleito presidente do Império por aclamação ao ser o único candidato inscrito no pleito. A escola promoveu diversas mudanças em seus quadros. Apenas o primeiro casal, Matheus e Verônica, foi mantido. A escola contratou o carnavalesco Leandro Vieira, que foi campeão da Série A de 2020 com a Imperatriz Leopoldinense; o intérprete Nêgo e o coreógrafo Patrick Carvalho. Wilsinho Alves assumiu a direção de carnaval e Júnior Escafura a direção de harmonia. Após dez anos à frente da bateria da escola, Mestre Gilmar foi dispensado. Para assumir seu lugar, a escola contratou mestre Vitinho, que fazia um elogiado trabalho na Unidos da Ponte. Vitinho é neto de Alcides Gregório, um dos fundadores do Império, e filho de mestre Faísca. Darlin Ferrattry, mãe da cantora Lexa, foi coroada rainha de bateria da escola. Para o carnaval de 2021, o carnavalesco Leandro Vieira escolheu um enredo sobre Besouro Mangangá, capoeirista baiano que se notabilizou na defesa dos mais humildes, sobretudo dos negros que ainda eram tratados como escravos no período pós-abolicionista, no início do século XX.

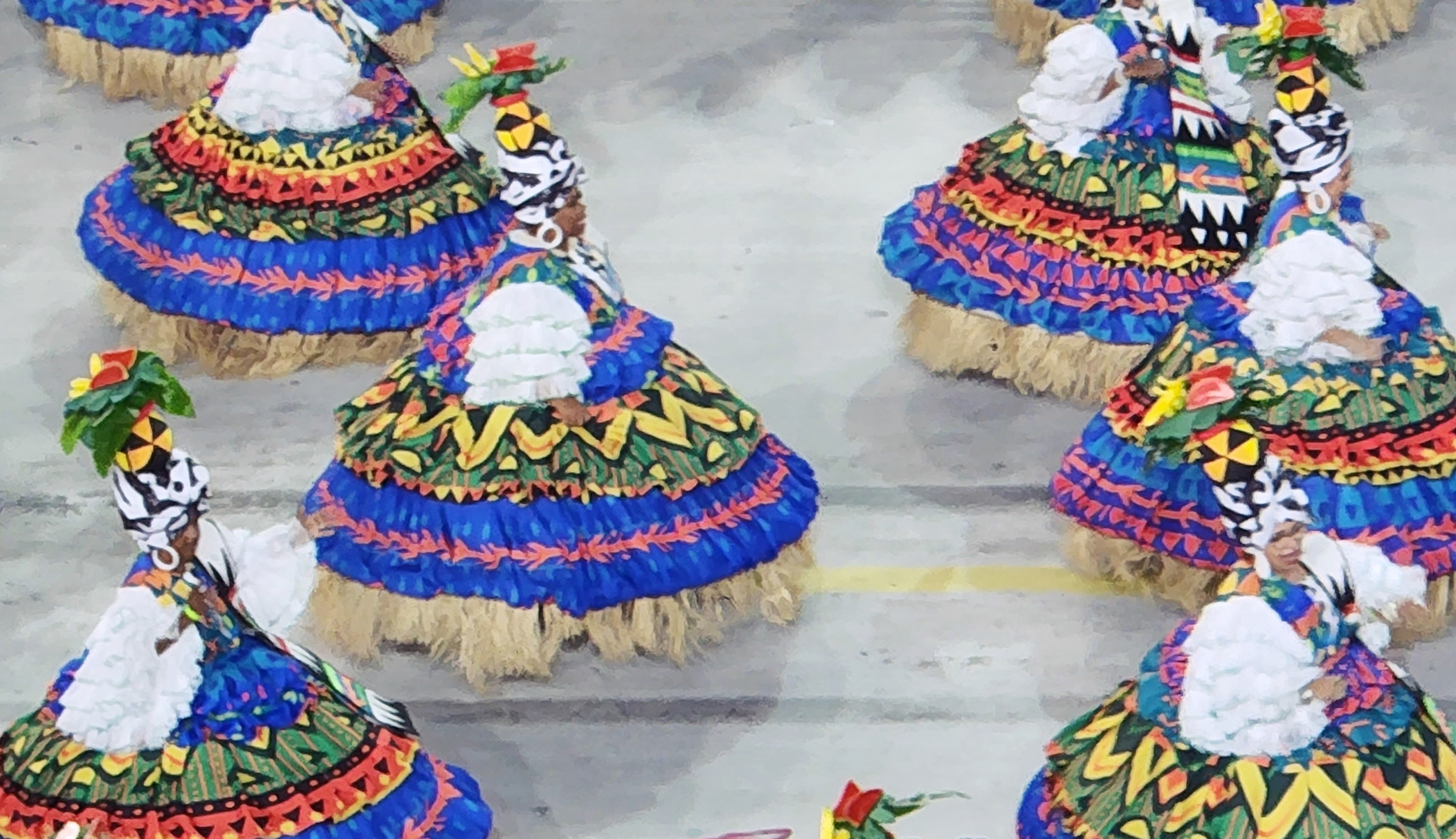
Ala de baianas do Império Serrano no desfile de 2022.

Com o avanço da Pandemia de COVID-19 em todo o mundo, o desfile das escolas de samba de 2021 foi cancelado, sendo a primeira vez, desde a criação do concurso, em 1932, que o evento não foi realizado. Com o agravamento da pandemia, as escolas paralisaram as atividades presenciais nas quadras e barracões, mas seguiram se programando para o desfile futuro. Com a campanha de vacinação contra a COVID no decorrer de 2021 e a diminuição de mortes pela doença, as escolas começaram a se preparar para o carnaval de 2022. Durante a preparação para o carnaval, o Império teve cerca de 93 bens de sua quadra apreendidos para penhora, segundo determinação do Tribunal de Justiça do Rio, para pagamento de uma divida de 70,5 mil reais. Com o aumento dos casos de COVID no país devido ao avanço da variante Ómicron, o desfile das escolas de samba que ocorreriam no carnaval de 2022 foram adiados para abril do mesmo ano, durante o feriado de Tiradentes. O Império foi a última escola a desfilar na segunda divisão, que passou a se chamar Série Ouro. A escola foi a mais premiada do ano, recebendo diversos prêmios como o Estandarte de Ouro, Estrela do Carnaval, S@mba-Net e Rádio Tupi. Confirmando o favoritismo, o Império sagrou-se campeão da Série Ouro, conquistando seu quinto título na segunda divisão e garantindo seu retorno ao Grupo Especial em 2023. A escola recebeu apenas cinco notas abaixo da máxima, sendo que quatro foram descartadas seguindo o regulamento do concurso. Com isso, apenas um décimo foi perdido, no quesito mestre-sala e porta-bandeira. O Império foi campeão com quatro décimos a frente da vice-campeã, Porto da Pedra.
- 2023: "Lugares de Arlindo"

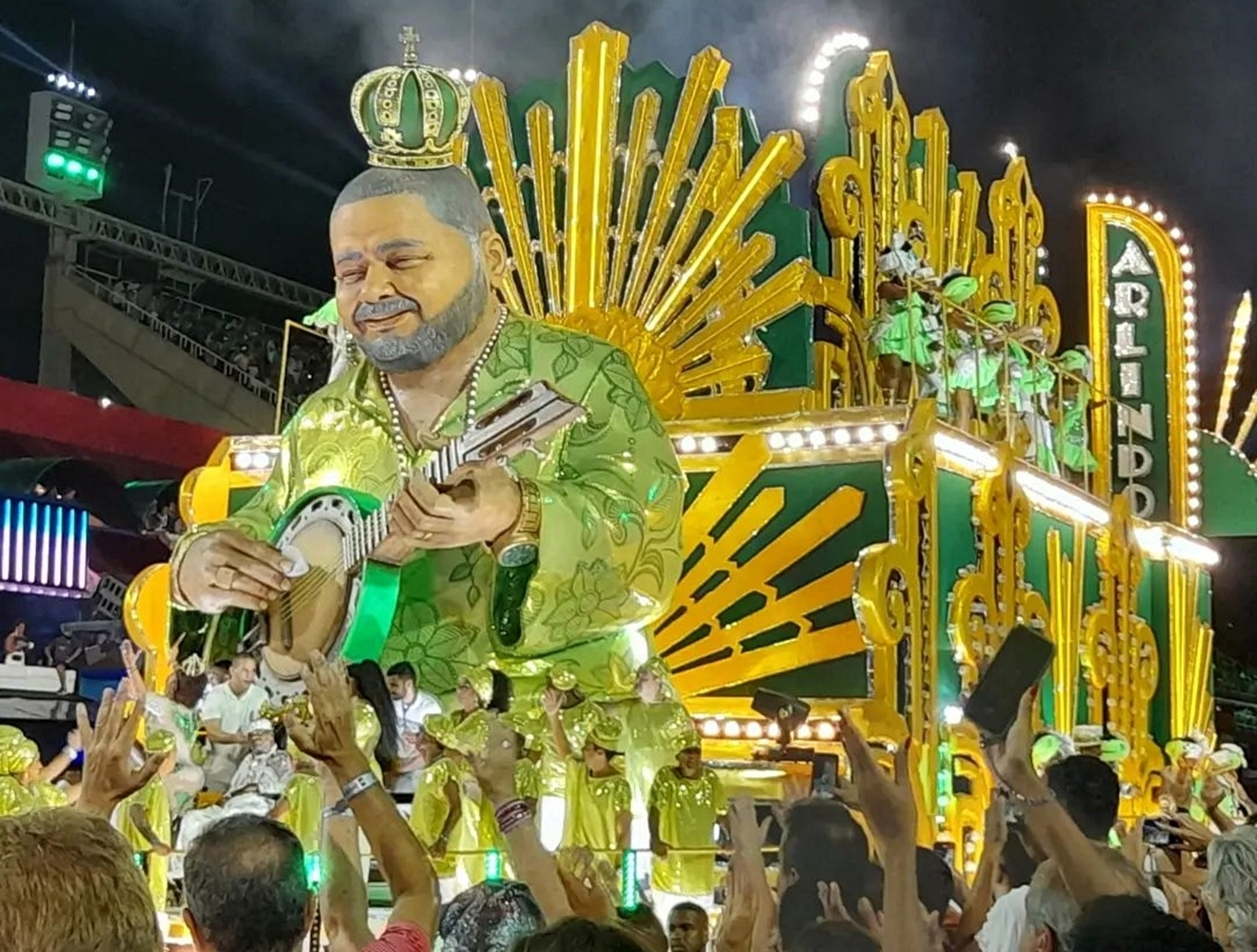
Desfile do Império em 2023.

Para o carnaval de 2023, o Império contratou o carnavalesco Alex de Souza, desligado do Salgueiro, e o intérprete Ito Melodia, que estava na União da Ilha do Governador. Abrindo a primeira noite do Grupo Especial de 2023, a escola realizou um desfile em homenagem ao cantor e compositor Arlindo Cruz, autor de sambas históricos da escola. Mesmo debilitado, por conta de um AVC sofrido em 2017, o cantor participou da homenagem, desfilando na última alegoria da escola. O Império Serrano se classificou em último lugar, sendo rebaixado novamente para a segunda divisão. Aluisio Machado assinou seu décimo quinto samba no Império, se tornando o compositor com mais sambas na escola, ultrapassando Silas de Oliveira, autor de quatorze composições na agremiação. Amigo e parceiro musical histórico de Arlindo Cruz, Sombrinha também estava entre os compositores do samba. Após o carnaval, o então presidente da escola, Sandro Avelar, decidiu não concorrer à reeleição. Único candidato inscrito para disputar a presidência, Flávio França foi aclamado novo presidente da agremiação.
- 2024: "Ilú-Ọba Ọ̀yọ́: A Gira dos Ancestrais"

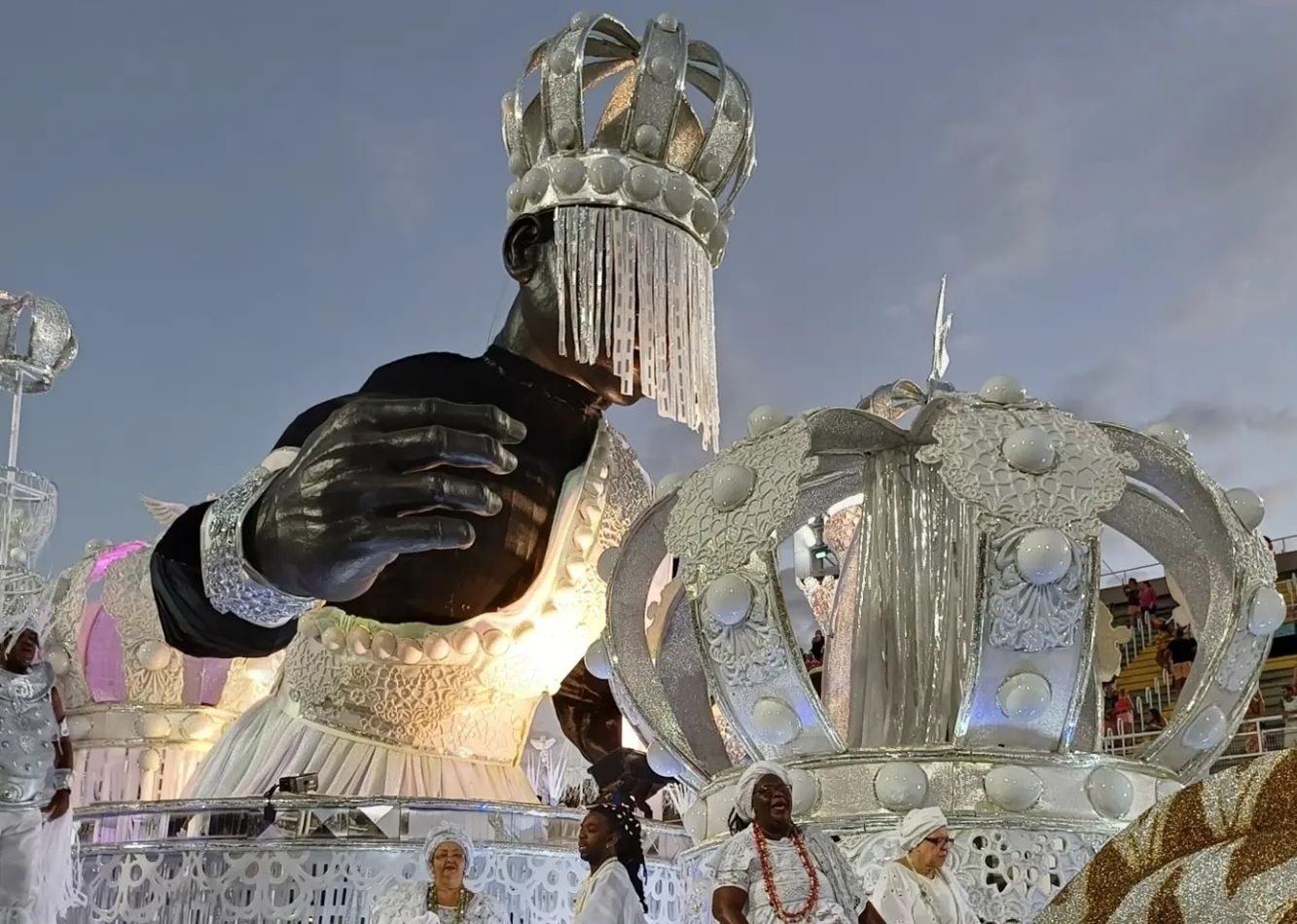
Desfile do Império em 2024.

Após as eleições, o Império começou a montagem da equipe para o carnaval de 2024. O casal de mestre-sala e porta-bandeira Marlon Flores e Danielle Nascimento foi dispensado após um ano. A escola contratou Anderson Abreu e Eliza Xavier, egressos da Unidos de Bangu. Neto do compositor Dionel Sampaio, Tem-Tem Jr. foi efetivado ao posto de intérprete oficial da agremiação após a saída de Ito Melodia, que se transferiu para a Unidos da Tijuca. O coreógrafo Marlon Cruz foi contratado para assumir a comissão de frente substituindo Junior Scapin, que foi para a Porto da Pedra. O carnavalesco Alex de Souza e o mestre de bateria Vitinho tiveram seus contratos renovados. Realizando um desfile sobre os orixás cultuados no antigo Império de Oió (em iorubá: Ilú-Ọba Ọ̀yọ́), a escola ficou com o vice-campeonato da Série Ouro. A bateria da escola conquistou seis prêmios, enquanto o samba-enredo venceu o SRzd. Após o desfile, o Império anunciou o desligamento do carnavalesco Alex de Souza e do intérprete Tem-Tem Jr.
- 2025: "O Que Espanta Miséria é Festa"

Para o carnaval de 2025, o Império Serrano contratou o carnavalesco Renato Esteves e o intérprete Kleber Simpatia, ambos egressos da Unidos da Ponte. Os demais segmentos tiveram os contratos renovados. O enredo escolhido para 2025 foi "O Que Espanta Miséria é Festa", em homenagem ao compositor e baluarte da escola Beto sem Braço, morto em 1993. No dia 12 de fevereiro de 2025, faltando menos de vinte dias para o desfile, um incêndio destruiu totalmente a fábrica onde estavam sendo confeccionadas as fantasias do Império, da Unidos de Bangu e da Unidos da Ponte. No mesmo dia, a LigaRJ decidiu que as escolas afetadas não seriam avaliadas em 2025, desfilando como hors concours, sendo mantidas na segunda divisão para o ano seguinte.

## Carnavais
| Império Serrano | Império Serrano                                 | Império Serrano                                 | Império Serrano | Império Serrano                                                     | Império Serrano                         |
| Ano             | Colocação                                       | Divisão                                         | Enredo | Carnavalesco                                                        | Ref.                                    |
| --------------- | ----------------------------------------------- | ----------------------------------------------- | --- | ------------------------------------------------------------------- | --------------------------------------- |
| 1948            | Campeã                                          | Desfile Oficial                                 | "Homenagem a Antônio Castro Alves" (Samba-enredo composto por Altamiro Maia "Comprido") | Sebastião Molequinho e Eulália do Nascimento                        | [ 504 ] [ 505 ]                         |
| 1949            | Campeã                                          | FBES                                            | "Exaltação à Tiradentes" (Samba-enredo composto por Mano Décio da Viola, Estanilau Silva e Penteado) | Antônio Caetano                                                     | [ 505 ] [ 506 ]                         |
| 1950            | Campeã                                          | FBES                                            | "Batalha Naval do Riachuelo" (Samba-enredo composto pela Ala de Compositores) | Direção de carnaval                                                 | [ 505 ] [ 507 ]                         |
| 1951            | Campeã                                          | FBES                                            | "Sessenta e Um Anos de República" (Samba-enredo composto por Silas de Oliveira) | Frederico Ferreira                                                  | [ 505 ] [ 508 ]                         |
| 1952            | Não foi julgada                                 | Grupo 1                                         | "Homenagem à Medicina Brasileira" (Samba-enredo composto por Mano Décio da Viola, Mestre Fuleiro e Penteado) | Direção de carnaval                                                 | [ 505 ] [ 509 ]                         |
| 1953            | Vice-campeã                                     | Grupo 1                                         | "O Último Baile da Côrte Imperial" (Samba-enredo composto por: Silas de Oliveira e Waldir Medeiros) | Direção de carnaval                                                 | [ 505 ] [ 510 ]                         |
| 1954            | Vice-campeã                                     | Grupo 1                                         | "O Guarani" (Samba-enredo composto por Silas de Oliveira, Waldir Medeiros, Mestre Fuleiro e João Fabrício) | Direção de carnaval                                                 | [ 505 ] [ 511 ]                         |
| 1955            | Campeã                                          | Grupo 1                                         | "Exaltação a Caxias" (Samba-enredo composto por Mano Décio da Viola, Silas de Oliveira e João Fabrício) | Direção de carnaval                                                 | [ 505 ] [ 512 ]                         |
| 1956            | Campeã                                          | Grupo 1                                         | "Caçador de Esmeraldas" ou "Sonho das Esmeraldas" (Samba-enredo composto por Mano Décio da Viola e Silas de Oliveira) | Direção de carnaval                                                 | [ 505 ] [ 513 ]                         |
| 1957            | Vice-campeã                                     | Grupo 1                                         | "D. João VI ou Brasil Império" (Samba-enredo composto por Mano Décio da Viola, Silas de Oliveira e Penteado) | Direção de carnaval                                                 | [ 505 ] [ 514 ]                         |
| 1958            | Vice-campeã                                     | Grupo 1                                         | "Exaltação à Bárbara Heliodora" (Samba-enredo composto por Mano Décio da Viola, Nilo de Oliveira e Ramon Russo) | Direção de carnaval                                                 | [ 505 ] [ 515 ]                         |
| 1959            | 3.º Lugar                                       | Grupo 1                                         | "Brasil Holandês, Homenagem a João Maurício de Nassau" (Samba-enredo composto por Mano Décio da Viola, Abílio Martins e Chocolate) | Direção de carnaval                                                 | [ 505 ] [ 516 ] [ 517 ]                 |
| 1960            | Campeã                                          | Grupo 1                                         | "Medalhas e Brasões" (Samba-enredo composto por Mano Décio da Viola e Silas de Oliveira) | Direção de carnaval                                                 | [ 505 ] [ 517 ] [ 518 ]                 |
| 1961            | 4.º Lugar                                       | Grupo 1                                         | "Movimentos Revolucionários e Independência do Brasil - Inconfidência Mineira" (Samba-enredo composto pela Ala de Compositores) | Moacir Rodrigues                                                    | [ 505 ] [ 517 ] [ 519 ]                 |
| 1962            | Vice-campeã                                     | Grupo 1                                         | "Rio dos Vice-reis" (Samba-enredo composto por Mano Décio da Viola, Aidno Sá e Davi do Pandeiro) | Jorge Bittencourt                                                   | [ 505 ] [ 517 ] [ 520 ]                 |
| 1963            | 3.º Lugar                                       | Grupo 1                                         | "Rio de Ontem e de Hoje ou Exaltação a Mem de Sá" (Samba-enredo composto por David do Pandeiro) | Jorge Bittencourt                                                   | [ 505 ] [ 517 ] [ 521 ]                 |
| 1964            | 4.º Lugar                                       | Grupo 1                                         | "Aquarela Brasileira" (Samba-enredo composto por Silas de Oliveira) | Jorge Bittencourt e Cajado Filho                                    | [ 505 ] [ 522 ] [ 523 ]                 |
| 1965            | Vice-campeã                                     | Grupo 1                                         | "Cinco Bailes Tradicionais na História do Rio" (Samba-enredo composto por Silas de Oliveira, Dona Ivone Lara e Bacalhau) | Direção de carnaval                                                 | [ 505 ] [ 523 ] [ 524 ]                 |
| 1966            | 3.º Lugar                                       | Grupo 1                                         | "Glória e Graças da Bahia" (Samba-enredo composto por Silas de Oliveira e Joacyr Santana) | Antônio Carbonelli, Armando Iglésias e Paulo dos Santos Freitas     | [ 505 ] [ 525 ]                         |
| 1967            | Vice-campeã                                     | Grupo 1                                         | "São Paulo, Chapadão de Glórias" (Samba-enredo composto por Silas de Oliveira e Joacyr Santana) | Antônio Carbonelli, Armando Iglésias e Paulo dos Santos Freitas     | [ 505 ] [ 526 ]                         |
| 1968            | Vice-campeã                                     | Grupo 1                                         | "Pernambuco, Leão do Norte" (Samba-enredo composto por Silas de Oliveira e Joacyr Santana) | Jorge Bittencourt e Castelo Branco                                  | [ 505 ] [ 527 ]                         |
| 1969            | 4.º Lugar                                       | Grupo 1                                         | "Heróis da Liberdade" (Samba-enredo composto por Mano Décio da Viola, Silas de Oliveira e Manoel Ferreira) | Acir Pimentel e Swayne Moreira                                      | [ 505 ] [ 523 ] [ 528 ] [ 529 ]         |
| 1970            | 8.º Lugar                                       | Grupo 1                                         | "Arte em Tom Maior" (Samba-enredo composto por Aidno Sá, Jorge Lucas e Nina Rodrigues) | Luiz Fernandez                                                      | [ 505 ] [ 530 ]                         |
| 1971            | 3.º Lugar                                       | Grupo 1                                         | "Nordeste - Seu Povo, Seu Canto, Sua Gente" (Samba-enredo composto por Wilson Diabo, Heitor Rocha e Maneco) | Fernando Pinto                                                      | [ 505 ] [ 531 ]                         |
| 1972            | Campeã                                          | Grupo 1                                         | "Alô, Alô, Taí Carmem Miranda" (Samba-enredo composto por Wilson Diabo, Heitor Rocha e Maneco) | Fernando Pinto                                                      | [ 505 ] [ 517 ] [ 532 ]                 |
| 1973            | Vice-campeã                                     | Grupo 1                                         | "Viagem Encantada Pindorama Adentro" (Samba-enredo composto por Wilson Diabo, Carlinhos e Malaquias) | Fernando Pinto                                                      | [ 505 ] [ 533 ]                         |
| 1974            | 3.º Lugar                                       | Grupo 1                                         | "Dona Santa, Rainha do Maracatu" (Samba-enredo composto por Wilson Diabo, Carlinhos e Malaquias) | Fernando Pinto                                                      | [ 505 ] [ 517 ] [ 534 ]                 |
| 1975            | 3.º Lugar                                       | Grupo 1                                         | "Zaquia Jorge, a Vedete do Subúrbio, Estrela de Madureira" (Samba-enredo composto por Avarese) | Fernando Pinto                                                      | [ 505 ] [ 535 ]                         |
| 1976            | 7.º Lugar                                       | Grupo 1                                         | "A Lenda das Sereias, Rainhas do Mar" (Samba-enredo composto por Dionel, Arlindo Velloso e Vicente Mattos) | Fernando Pinto                                                      | [ 505 ] [ 536 ]                         |
| 1977            | 6.º Lugar                                       | Grupo 1                                         | "Brasil, Berço dos Imigrantes" (Samba-enredo composto por Roberto Ribeiro e Jorge Lucas) | Moacir Rodrigues e Lielzo de Azambuja                               | [ 505 ] [ 537 ]                         |
| 1978            | 7.º Lugar (Rebaixada)                           | Grupo 1                                         | "Oscarito, Carnaval e Samba - Uma Chanchada no Asfalto" (Samba-enredo composto por Aidno Sá, Nina Rodrigues e Ubirajara Cardoso) | Fernando Pinto                                                      | [ 505 ] [ 538 ]                         |
| 1979            | Vice-campeã (Promovida)                         | Grupo 1B                                        | "Municipal Maravilhoso, 70 Anos de Glórias" (Samba-enredo composto por Roberto Ribeiro, Jorge Lucas e Edson Paiva) | Evandro de Castro Lima, Jorge Segundo e Di Menezes                  | [ 505 ] [ 539 ]                         |
| 1980            | 5.º Lugar                                       | Grupo 1A                                        | "Império das Ilusões - Atlântida, Eldorado, Sonho e Aventura" (Samba-enredo composto por Durval Nery e Joaquim Aguiar) | Evandro do Rosário, José Eugênio, Mauro Almeida e Ubiratan de Assis | [ 505 ] [ 540 ]                         |
| 1981            | 10.º Lugar                                      | Grupo 1A                                        | "Na Terra do Pau-brasil, nem Tudo Caminha Viu" (Samba-enredo composto por Jorge Lucas e Edson Paiva) | Luís Fernandes e Ricardo Aquino                                     | [ 505 ] [ 541 ]                         |
| 1982            | Campeã                                          | Grupo 1A                                        | "Bum bum Paticumbum Prugurundum" (Samba-enredo composto por Aluízio Machado e Beto Sem Braço) | Rosa Magalhães e Lícia Lacerda                                      | [ 505 ] [ 542 ]                         |
| 1983            | 3.º Lugar                                       | Grupo 1A                                        | "Mãe Baiana Mãe" (Samba-enredo composto por Aluízio Machado e Beto Sem Braço) | Renato Lage                                                         | [ 505 ] [ 543 ]                         |
| 1984            | Vice-campeã                                     | Grupo 1A (Domingo)                              | "Foi Malandro, É" (Samba-enredo composto por Bicalho) | Renato Lage                                                         | [ 505 ] [ 544 ]                         |
| 1984            | 4.º Lugar                                       | Supercampeonato                                 | "Foi Malandro, É" (Samba-enredo composto por Bicalho) | Renato Lage                                                         | [ 505 ] [ 544 ]                         |
| 1985            | 7.º Lugar                                       | Grupo 1A                                        | "Samba, Suor e Cerveja, o Combustível da Ilusão" (Samba-enredo composto por Beto Sem Braço) | Renato Lage e Lilian Rabello                                        | [ 505 ] [ 545 ]                         |
| 1986            | 3.º Lugar                                       | Grupo 1A                                        | "Eu Quero" (Samba-enredo composto por Aluízio Machado, Jorge Nóbrega e Luís Carlos do Cavaco) | Renato Lage e Lilian Rabello                                        | [ 505 ] [ 546 ]                         |
| 1987            | 3.º Lugar                                       | Grupo 1                                         | "Com a Boca no Mundo, Quem não se Comunica se Trumbica" (Samba-enredo composto por Aluízio Machado e Beto Sem Braço) | Ney Ayan                                                            | [ 505 ] [ 547 ]                         |
| 1988            | 7.º Lugar                                       | Grupo 1                                         | "Pára com Isto, Dá cá o Meu" (Samba-enredo composto por Jarbas da Cuíca, Luís Carlos do Cavaco e Lula) | Ney Ayan                                                            | [ 505 ] [ 548 ]                         |
| 1989            | 10.º Lugar                                      | Grupo 1                                         | "Jorge Amado, Axé Brasil" (Samba-enredo composto por Arlindo Cruz, Aluízio Machado, Beto Sem Braço e Bicalho) | Oswaldo Jardim                                                      | [ 505 ] [ 549 ]                         |
| 1990            | 11.º Lugar                                      | Grupo Especial                                  | "História da Nossa História" (Samba-enredo composto por Edgard do Agogô, Ibraim, Jangada, Wilson Solidão, Tico do Gato e Zito) | Gil Ricon                                                           | [ 505 ] [ 550 ]                         |
| 1991            | 15.º Lugar (Rebaixada)                          | Grupo Especial                                  | "É Por Aí que Eu Vou" (Samba-enredo composto por Beto Pernada, Edu do Pagode, Elcy, Ibraim, Wilson Solidão e Valdir Sargento) | Ney Ayan                                                            | [ 505 ] [ 551 ]                         |
| 1992            | 3.º Lugar                                       | Grupo A                                         | "Fala Serrinha, a Voz do Samba Sou Eu Mesmo, sim Senhor" (Samba-enredo composto por Beto Sem Braço, Jangada e Maurição) | Luiz Rangel, Paulo Resende e Wanderley Silva                        | [ 505 ] [ 552 ]                         |
| 1993            | Vice-campeã (Promovida)                         | Grupo A                                         | "Império Serrano, Um Ato de Amor" (Samba-enredo composto por Aluízio Machado, Arlindo Cruz, Bicalho e Acyr Marques) | Cid Camilo e Sanclair Boiron                                        | [ 505 ] [ 553 ]                         |
| 1994            | 16.º Lugar                                      | Grupo Especial                                  | "Uma Festa Brasileira" (Samba-enredo composto por Beto Pernada, Lula e Zito) | Cid Camilo e Sanclair Boiron                                        | [ 505 ] [ 554 ]                         |
| 1995            | 15.º Lugar                                      | Grupo Especial                                  | "O Tempo não Pára" (Samba-enredo composto por Jorge Lucas, Luís Carlos do Cavaco e Maurição) | Lilian Rabello                                                      | [ 505 ] [ 555 ]                         |
| 1996            | 6.º Lugar                                       | Grupo Especial                                  | "Verás que Um Filho Teu não Foge à Luta" (Samba-enredo composto por Aluízio Machado, Arlindo Cruz, Beto Pernarda, Índio do Império e Lula)                                                                                                 | Ernesto Nascimento e Actir Gonçalves                                | [ 505 ] [ 556 ]                         |
| 1997            | 15.º Lugar (Rebaixada)                          | Grupo Especial                                  | "O Mundo dos Sonhos de Beto Carrero" (Samba-enredo composto por Arlindo Cruz, Carlos Senna, Índio do Império e Maurição) | Jerônimo Guimarães                                                  | [ 505 ] [ 557 ]                         |
| 1998            | Campeã (Promovida)                              | Grupo A                                         | "Sou o Ouro Negro da Mãe África" (Samba-enredo composto por Deo Alexandre, Gonzagão, Gonzaguinha, Otávio Samba, Paulinho Gafieira e Marcão da Serrinha)                                                                                    | João Luís de Moura                                                  | [ 505 ] [ 558 ]                         |
| 1999            | 13.º Lugar (Rebaixada)                          | Grupo Especial                                  | "Uma Rua Chamada Brasil" (Samba-enredo composto por Arlindo Cruz, Maurição, Elmo Caetano e Carlos Senna) | Mário Borriello                                                     | [ 505 ] [ 559 ]                         |
| 2000            | Campeã (Promovida)                              | Grupo A                                         | "Os Canhões de Guararapes" (Samba-enredo composto por Marco Cabeça Branca, Paulinho Manahu e Zé Ferreira) | Sílvio Cunha                                                        | [ 505 ] [ 560 ]                         |
| 2001            | 11.º Lugar                                      | Grupo Especial                                  | "O Rio Corre pro Mar" (Samba-enredo composto por Arlindo Cruz, Maurição, Elmo Caetano e Carlos Senna) | Sílvio Cunha, Ernesto Nascimento e Actir Gonçalves                  | [ 505 ] [ 561 ]                         |
| 2002            | 9.º Lugar                                       | Grupo Especial                                  | "Aclamação e Coroação do Imperador da Pedra do Reino: Ariano Suassuna" (Samba-enredo composto por Aluízio Machado, Maurição, Elmo Caetano, Carlos Senna e Lula)                                                                            | Ernesto Nascimento e Actir Gonçalves                                | [ 505 ] [ 562 ] [ 563 ] [ 564 ]         |
| 2003            | 12.º Lugar                                      | Grupo Especial                                  | "E Onde Houver Trevas que se Faça a Luz" (Samba-enredo composto por Aluízio Machado, Arlindo Cruz, Maurição, Elmo Caetano e Carlos Senna)                                                                                                  | Ernesto Nascimento                                                  | [ 505 ] [ 565 ] [ 566 ]                 |
| 2004            | 9.º Lugar                                       | Grupo Especial                                  | "Aquarela Brasileira" (Reedição do enredo de 1964) (Samba-enredo composto por Silas de Oliveira) | Ilvamar Magalhães                                                   | [ 505 ] [ 567 ] [ 568 ]                 |
| 2005            | 12.º Lugar                                      | Grupo Especial                                  | "Um Grito que Ecoa no Ar. Homem/Natureza - o Perfeito Equilíbrio" (Samba-enredo composto por Marcão da Serrinha, Marcelo Ramos e João Bosco)                                                                                               | Ilvamar Magalhães                                                   | [ 505 ] [ 569 ] [ 570 ]                 |
| 2006            | 8.º Lugar                                       | Grupo Especial                                  | "O Império do Divino" (Samba-enredo composto por Aluízio Machado, Arlindo Cruz, Maurição, Elmo Caetano e Carlos Senna) | Paulo Menezes                                                       | [ 505 ] [ 571 ]                         |
| 2007            | 12.º Lugar (Rebaixada)                          | Grupo Especial                                  | "Ser Diferente É Normal: O Império Serrano Faz a Diferença no Carnaval" (Samba-enredo composto por Aluízio Machado, Arlindo Cruz, Carlos Senna, Maurição e João Bosco)                                                                     | Jack Vasconcelos                                                    | [ 505 ] [ 572 ] [ 573 ]                 |
| 2008            | Campeã (Promovida)                              | Grupo A                                         | "Taí, Eu Fiz Tudo pra Você Gostar de Mim" (Samba-enredo composto por Henrique Hoffmann, Marcão da Serrinha, Marcelo Ramos, Chupeta, Nato, Vando Diniz, William Black e Zé Paulo)                                                           | Renato Lage e Márcia Lage                                           | [ 505 ] [ 574 ]                         |
| 2009            | 12.º Lugar (Rebaixada)                          | Grupo Especial                                  | "A Lenda das Sereias e os Mistérios do Mar" (Reedição do enredo de 1976) (Samba-enredo composto por Dionel, Arlindo Velloso e Vicente Mattos)                                                                                              | Márcia Lage                                                         | [ 505 ] [ 575 ] [ 576 ] [ 577 ]         |
| 2010            | 6.º Lugar                                       | Grupo A                                         | "João das Ruas do Rio" (Samba-enredo composto por Henrique Hoffmann, Marcelo Ramos, Paulinho Valença, Popeye e Willian Black) | Rosa Magalhães, Andréa Vieira e Mauro Leite                         | [ 578 ] [ 579 ] [ 505 ] [ 580 ]         |
| 2011            | 6.º Lugar                                       | Grupo A                                         | "A Benção, Vinícius" (Samba-enredo composto por Aluízio Machado, Henrique Hoffmann, Paulinho Valença, Popeye, Victor Alves e Zé Paulo) | Alexandre Colla                                                     | [ 505 ] [ 564 ] [ 581 ] [ 582 ]         |
| 2012            | Vice-campeã                                     | Grupo A                                         | "Dona Ivone Lara: O Enredo do Meu Samba" (Samba-enredo composto por Arlindo Cruz, Arlindo Neto e Tico do Império) | Mauro Quintaes                                                      | [ 505 ] [ 583 ] [ 584 ] [ 585 ]         |
| 2013            | 3.º Lugar                                       | Série A                                         | "Caxambu - O Milagre das Águas na Fonte do Samba" (Samba-enredo composto por Henrique Hoffmann, Paulinho Valença, Marcelo Ramos, Popeye, Airinho, Beto do Império e Filipe Araújo)                                                         | Mauro Quintaes                                                      | [ 505 ] [ 586 ] [ 587 ]                 |
| 2014            | 6.º Lugar                                       | Série A                                         | "Angra com os Reis" (Samba-enredo composto por Henrique Hoffmann, Paulinho Valença, Popeye, Beto do Império, Filipe Araújo, Juliano Centeno, Tião Pinheiro e Victor Alves)                                                                 | Eduardo Gonçalves                                                   | [ 505 ] [ 588 ] [ 589 ] [ 590 ] [ 591 ] |
| 2015            | 3.º Lugar                                       | Série A                                         | "Poema aos Peregrinos da Fé" (Samba-enredo composto por Arlindo Cruz, Carlos Senna, Lucas Donato, Andinho Samara, Alex Ribeiro, Beto BR, Chico Matos, Rogê, Wagner Rogério e Zé Glória)                                                    | Severo Luzardo                                                      | [ 505 ] [ 592 ] [ 593 ]                 |
| 2016            | 4.º Lugar                                       | Série A                                         | "Silas Canta Serrinha" (Samba-enredo composto por Aluízio Machado, Arlindo Cruz, Arlindo Neto, Lucas Donato, Andinho Samara e Zé Gloria)                                                                                                   | Severo Luzardo                                                      | [ 35 ] [ 505 ]                          |
| 2017            | Campeã (Promovida)                              | Série A                                         | "Meu Quintal É Maior do que o Mundo" (Samba-enredo composto por Lucas Donato, Tico do Gato, Andinho Samara, Victor Rangel, Jefferson Oliveira, Ronaldo Nunes, André do Posto 7, Vagner Silva, Vinicius Ferreira, Rafael Gigante e Totonho) | Marcus Ferreira                                                     | [ 594 ] [ 595 ] [ 596 ]                 |
| 2018            | 13.º Lugar                                      | Grupo Especial                                  | "O Império do Samba na Rota da China!" (Samba-enredo composto por Tico do Gato, Chupeta, Henrique Hoffman, Lucas Donato, Arlindinho, Andinho Samara, Victor Rangel, Jefferson Oliveira, Ronaldo Nunes e André do Posto 7)                  | Fábio Ricardo                                                       | [ 597 ]                                 |
| 2019            | 14.° Lugar (Rebaixada)                          | Grupo Especial                                  | "O que é, o que é?" (Samba-enredo composto por Gonzaguinha) | Paulo Menezes                                                       | [ 598 ]                                 |
| 2020            | 9.º Lugar                                       | Série A                                         | "Lugar de Mulher É Onde Ela Quiser!" (Samba-enredo composto por Aluízio Machado, Lucas Donato, Senna, Matheus Machado, Luiz Henrique, Thiago Bahiano, Beto BR, Rafael Prates e Renan Diniz)                                                | Júnior Pernambucano                                                 | [ 599 ]                                 |
| 2021            | Não houve desfile devido a pandemia de Covid-19 | Não houve desfile devido a pandemia de Covid-19 | Não houve desfile devido a pandemia de Covid-19 | Não houve desfile devido a pandemia de Covid-19                     | [ 600 ]                                 |
| 2022            | Campeã (Promovida)                              | Série Ouro (segunda divisão)                    | "Mangangá" (Samba-enredo composto por Paulo César Feital / Henrique Hoffmann / Andinho Samara / Ronaldo Nunes / Igor Fininho / Jefferson Oliveira / STS / Rafael Gigante / Vinicius Ferreira / André do Posto 7)                           | Leandro Vieira                                                      | [ 601 ] [ 602 ]                         |
| 2023            | 12.° Lugar (Rebaixada)                          | Grupo Especial                                  | "Lugares de Arlindo" (Samba-enredo composto por Sombrinha, Aluízio Machado, Carlos Senna, Carlitos Beto Br, Rubens Gordinho e Ambrosio Aurélio)                                                                                            | Alex de Souza                                                       | [ 603 ]                                 |
| 2024            | Vice-campeã                                     | Série Ouro (segunda divisão)                    | "Ilú-ọba Ọ̀yọ́ - A Gira dos Ancestrais" (Samba-enredo composto por Aluisio Machado, Carlos Senna, Andinho Samara, Jefferson Oliveira Nunes, Carlitos Ambrósio e Marcos R. Valença)                                                           | Alex de Souza                                                       | [ 604 ]                                 |
| 2025            | Não foi julgada                                 | Série Ouro (segunda divisão)                    | "O Que Espanta Miséria É Festa" (Samba-enredo composto por Xande de Pilares, Aluísio Machado, Henrique Hoffmann, Carlos Senna, Jefferson Oliveira e Leandro Maninho)                                                                       | Renato Esteves                                                      | [ 605 ] [ 606 ]                         |
| 2026            |                                                 | Série Ouro (segunda divisão)                    | Ponciá Evaristo, Flor do Mulungu | Renato Esteves                                                      | [ 607 ] [ 608 ]                         |

## Títulos e estatísticas
O Império Serrano é quarta escola com mais títulos de campeã do carnaval do Rio de Janeiro, com nove conquistas. Na segunda divisão do carnaval, o Império tem cinco campeonatos.
| Divisão          | Campeonato | Ano                                                   | Vice | Ano                                                         | Terceiro lugar | Ano                                                   |
| ---------------- | ---------- | ----------------------------------------------------- | ---- | ----------------------------------------------------------- | -------------- | ----------------------------------------------------- |
| Primeira divisão | 9          | 1948, 1949, 1950, 1951, 1955, 1956, 1960, 1972 e 1982 | 10   | 1953, 1954, 1957, 1958, 1962, 1965, 1967, 1968, 1973 e 1984 | 9              | 1959, 1963, 1966, 1971, 1974, 1975, 1983, 1986 e 1987 |
| Segunda divisão  | 5          | 1998, 2000, 2008, 2017 e 2022                         | 3    | 1979, 1993, 2012 e 2024                                     | 3              | 1992, 2013 e 2015                                     |

## Premiações
O Império Serrano tem uma vasta lista de premiações recebidas ao longo de sua história. A escola é uma das maiores vencedoras do prêmio Estandarte de Ouro, considerado o "óscar do carnaval carioca". Por três vezes foi eleita a melhor escola da primeira divisão (1973, 1982 e 2004). Em outras cinco ocasiões recebeu o prêmio de melhor escola da segunda divisão (2008, 2012, 2013, 2016 e 2022). A bateria "Sinfônica do Samba" é a recordista do Estandarte, juntamente com a bateria do Salgueiro. Ambas receberam nove prêmios. A escola também ostenta onze Estandartes de Ouro de melhor samba-enredo, seis na primeira divisão e cinco na segunda.
Também conquistou diversos outros prêmios como Tamborim de Ouro; S@mba-Net; Estrela do Carnaval; Troféu SRzd; Gato de Prata; Troféu Jorge Lafond; Prêmio Plumas & Paetês; Troféu Tupi; entre outros. Em 2001, a escola foi condecorada com a Ordem do Mérito Cultural. Em 2021 foi declarada patrimônio cultural de natureza imaterial do Estado do Rio de Janeiro.

## Segmentos
| Nome                                        | Mandato       | Ref.            |
| ------------------------------------------- | ------------- | --------------- |
| João de Oliveira (João Gradim)              | 1948—1950     | [ 609 ]         |
| Mário Feliciano (Manula)                    | 1951—1952     | [ 609 ]         |
| Hugo Pinto (Mocorongo)                      | 1953—1955     | [ 609 ]         |
| Zacarias da Silva Avelar                    | 1956—1958     | [ 609 ]         |
| Sebastião de Oliveira (Molequinho)          | 1959          | [ 609 ] [ 80 ]  |
| Elói Antero Dias (Mano Elói)                | 1960—1961     | [ 80 ]          |
| Alfredo Costa                               | 1962—1963     | [ 609 ]         |
| Zacarias da Silva Avelar                    | 1964—1966     | [ 609 ]         |
| Zacarias da Silva Avelar                    | 1967—1969     | [ 609 ]         |
| Sebastião de Oliveira (Molequinho)          | 1970          | [ 127 ]         |
| Irani Santos Ferreira                       | 1971—1972     | [ 127 ]         |
| Irani Santos Ferreira                       | 1973—1975     | [ 127 ]         |
| Irani Santos Ferreira                       | 1976—1978     | [ 127 ]         |
| Humberto Soares Carneiro                    | 1979—1980     | [ 609 ] [ 176 ] |
| Ribamar Corrêa de Souza                     | 1981          | [ 609 ] [ 176 ] |
| Jamil Salomão Maruff (Cheiroso)             | 1982—1984     | [ 609 ]         |
| Irani Santos Ferreira                       | 1985—1986     | [ 609 ]         |
| Jamil Salomão Maruff (Cheiroso)             | 1987—1989     | [ 609 ]         |
| Oscar Lino da Costa Filho                   | 1990—1992     | [ 609 ]         |
| Jamil Salomão Maruff (Cheiroso)             | 1993—1995     | [ 241 ] [ 609 ] |
| José Marcos da Silva (Marquinhos dos Anéis) | 1996—1998     | [ 609 ]         |
| Antônio Lemos                               | 1999          | [ 609 ]         |
| Neide Dominicina Coimbra                    | 2000—2002     | [ 609 ]         |
| Neide Dominicina Coimbra                    | 2003—2005     | [ 609 ]         |
| Humberto Soares Carneiro                    | 2006—2008     | [ 609 ]         |
| Humberto Soares Carneiro                    | 2009—2010     | [ 609 ]         |
| Vera Lúcia Corrêa de Souza                  | 2011          | [ 609 ]         |
| Átila Gomes                                 | 2012—2014     | [ 609 ]         |
| Vera Lúcia Corrêa de Souza                  | 2015—2017     | [ 402 ]         |
| Vera Lúcia Corrêa de Souza                  | 2018—2020     | [ 430 ]         |
| Sandro Avelar                               | 2020—2023     | [ 476 ]         |
| Flávio França                               | 2023—presente | [ 610 ]         |

| Diretor de Carnaval                        | Período       | Ref.            |
| ------------------------------------------ | ------------- | --------------- |
| Ernesto Nascimento                         | 1970—1976     | [ 530 ] [ 536 ] |
| Mauro Almeida e Dino Florêncio             | 1979          | [ 539 ]         |
| José Coelho Alves                          | 1987—1988     | [ 547 ] [ 548 ] |
| Moacyr Rodrigues                           | 1993          | [ 553 ]         |
| Ernesto Nascimento                         | 1994          | [ 554 ]         |
| Oswaldo Maguila                            | 1995          | [ 555 ]         |
| José Coelho                                | 1996—1998     | [ 556 ] [ 558 ] |
| Célio Pereira                              | 1999          | [ 559 ]         |
| Vera Lúcia Corrêa de Souza                 | 2000—2001     | [ 560 ] [ 561 ] |
| José Coelho                                | 2002          | [ 563 ]         |
| Pedro Mazzoni                              | 2003          | [ 565 ]         |
| Pedro Arídio                               | 2014          | [ 611 ]         |
| Paulo Santi                                | 2015—2017     | [ 612 ]         |
| Júnior Fionda e Zé Luiz Escafura           | 2017          | [ 594 ]         |
| Zé Luiz Escafura                           | 2018          | [ 613 ]         |
| Rildo Seixas e Zé Luiz Escafura            | 2019          | [ 614 ]         |
| Paulo Elias, Rildo Seixas e Gustavo Barros | 2020          | [ 615 ]         |
| Zé Luiz Escafura                           | 2022          |                 |
| Wilsinho Alves                             | 2023          |                 |
| Jeferson Carlos                            | 2024-presente |                 |

| Diretor de Harmonia            | Período         | Ref.            |
| ------------------------------ | --------------- | --------------- |
| Mestre Fuleiro                 | 1954—1971       | [ 511 ] [ 531 ] |
| Itacy                          | 1973            | [ 533 ]         |
| Mário Dentinho, Itacy e Wilson | 1977            | [ 537 ]         |
| Fuleiro e Itacy                | 1978            | [ 538 ]         |
| Mestre Fuleiro                 | 1979—1988       | [ 539 ] [ 548 ] |
| Mário Gomes (Dentinho)         | 1994—1995       | [ 554 ] [ 555 ] |
| Ailton Cabral                  | 1996—1998       | [ 556 ] [ 558 ] |
| Mário Gomes (Dentinho)         | 1999            | [ 559 ]         |
| Roberto dos Santos Maciel      | 2000            | [ 560 ]         |
| Cosme Márcio                   | 2014            | [ 611 ]         |
| Ferreti e André Marins         | 2015            | [ 612 ]         |
| Cosme Márcio                   | 2016—2018       | [ 594 ]         |
| Julinho Fonseca                | 2019            | [ 614 ]         |
| Claudio da Vovó                | 2020            | [ 615 ]         |
| Júnior Escafura                | 2022            | [ 477 ]         |
| Paulo Dimitri                  | 2022 - presente |                 |

| Intérprete Oficial                | Período    | Ref.                    |
| --------------------------------- | ---------- | ----------------------- |
| Abílio Martins                    | 1959—1963  | [ 616 ]                 |
| Carmen Silvana                    | 1964       | [ 9 ]                   |
| Jorge Goulart                     | 1965       | [ 617 ]                 |
| Jorge Goulart e Silas de Andrade  | 1966—1968  | [ 617 ] [ 618 ]         |
| Silas de Andrade                  | 1969—1970  | [ 618 ]                 |
| Roberto Ribeiro                   | 1970—1971  | [ 619 ]                 |
| Marlene e Abílio Martins          | 1972       | [ 616 ] [ 620 ]         |
| Marlene                           | 1973       | [ 620 ]                 |
| Abílio Martins e Roberto Ribeiro  | 1974       | [ 616 ] [ 619 ]         |
| Roberto Ribeiro                   | 1975—1979  | [ 619 ]                 |
| Roberto Ribeiro e Darcy Maravilha | 1980       | [ 619 ] [ 621 ]         |
| Roberto Ribeiro e Abílio Martins  | 1981       | [ 616 ] [ 619 ]         |
| Quinzinho                         | 1982—1983  | [ 622 ]                 |
| Ney Vianna                        | 1984       | [ 623 ]                 |
| Quinzinho                         | 1985—1988  | [ 622 ]                 |
| Silvinho da Portela               | 1989       | [ 624 ]                 |
| Tico do Gato                      | 1990—1991  | [ 625 ]                 |
| Roger da Fazenda                  | 1992—1995  | [ 554 ] [ 555 ]         |
| Jorginho do Império               | 1996—1997  | [ 626 ]                 |
| Carlinhos da Paz                  | 1998       | [ 627 ]                 |
| Jorginho do Império               | 1999       | [ 626 ]                 |
| Carlinhos da Paz                  | 2000—2002  | [ 627 ]                 |
| Wantuir                           | 2003       | [ 628 ]                 |
| Nêgo                              | 2004—2007  | [ 629 ]                 |
| Gonzaguinha                       | 2008       | [ 630 ]                 |
| Nêgo                              | 2009       | [ 629 ]                 |
| Bira Silva                        | 2010       | [ 578 ] [ 631 ] [ 632 ] |
| Carlinhos da Paz e Vitor Cunha    | 2011       | [ 581 ]                 |
| Freddy Vianna e Tiãozinho Cruz    | 2012       | [ 633 ] [ 634 ]         |
| Freddy Vianna                     | 2013       | [ 633 ]                 |
| Clóvis Pê                         | 2014       | [ 635 ]                 |
| Bico Doce                         | 2015       | [ 631 ]                 |
| Pixulé                            | 2016       | [ 636 ]                 |
| Marquinho Art'Samba               | 2017—2018  | [ 637 ]                 |
| Anderson Paz                      | 2019       | [ 614 ]                 |
| Silas Leleu                       | 2019—2020  | [ 614 ] [ 615 ] [ 638 ] |
| Nêgo e Igor Vianna                | 2022       |                         |
| Ito Melodia                       | 2023       | [ 639 ]                 |
| Tem-Tem Jr                        | 2024       |                         |
| Kleber Simpatia                   | 2025       |                         |
| Vitor Cunha                       | 2026-atual |                         |

| Coreógrafo(a)                   | Período         | Ref.            |
| ------------------------------- | --------------- | --------------- |
| Ivanir                          | 1990—1991       | [ 550 ] [ 551 ] |
| Carlos Alberto Machado          | 1994            | [ 554 ]         |
| Evanir de Souza Marques         | 1995            | [ 555 ]         |
| Luiz Alves                      | 1996            | [ 556 ]         |
| Reginaldo Alves                 | 1997            | [ 557 ]         |
| Suzana Braga                    | 1999            | [ 559 ]         |
| Sidney Verneck dos Santos       | 2000            | [ 560 ]         |
| Paulo Fernandes Mazoni          | 2001—2003       | [ 561 ] [ 565 ] |
| Jussara Padua                   | 2004—2005       | [ 567 ] [ 569 ] |
| Nino Giovanetti                 | 2006            | [ 571 ]         |
| Ciro Barcelos e Fernando Moraes | 2007            | [ 572 ]         |
| Ciro Barcelos                   | 2008            | [ 574 ]         |
| João Wlamir                     | 2009—2010       | [ 640 ]         |
| Handerson Big                   | 2011            | [ 581 ]         |
| Carlinhos de Jesus              | 2012            | [ 641 ]         |
| Caio Nunes                      | 2013            | [ 586 ]         |
| Bete Spinelli e Ivan Reis       | 2014            | [ 588 ]         |
| Handerson Big                   | 2015            | [ 642 ]         |
| Claudia Motta                   | 2016            | [ 643 ]         |
| Junior Scapin                   | 2017—2018       | [ 644 ]         |
| Cláudia Mota                    | 2019            | [ 614 ]         |
| Paulo Pinna                     | 2020            | [ 615 ]         |
| Patrick Carvalho                | 2022            |                 |
| Junior Scapin                   | 2023            |                 |
| Marlon Cruz                     | 2024-atualmente |                 |

| Primeiro Casal                       | Período          | Ref.                   |
| ------------------------------------ | ---------------- | ---------------------- |
| Everaldo e Jacira                    | 1948, 1951, 1957 | [ 48 ] [ 508 ] [ 514 ] |
| Benício e Jacira                     | 1959             | [ 516 ]                |
| Everaldo e Lenir                     | 1961             | [ 519 ]                |
| Noel Canelinha e Nely                | 1963, 1968       | [ 521 ] [ 527 ]        |
| Sérgio Jamelão e Alice               | 1969             | [ 528 ]                |
| Periquito e Alice                    | 1970             | [ 530 ]                |
| Sérgio Jamelão e Alice               | 1971—1972        | [ 531 ] [ 532 ]        |
| Zequinha e Alice                     | 1973             | [ 533 ]                |
| Sérgio Jamelão e Alice               | 1974—1976        | [ 534 ] [ 536 ]        |
| Periquito e Alice                    | 1977             | [ 537 ]                |
| Sérgio Jamelão e Alice               | 1979—1981        | [ 539 ] [ 541 ]        |
| Sérgio Jamelão e Mariazinha          | 1982—1983        | [ 542 ] [ 543 ]        |
| Luís Carlos e Irene                  | 1985             | [ 545 ]                |
| Robertinho e Irene                   | 1986—1987        | [ 546 ] [ 547 ]        |
| Cizinho e Juju Maravilha             | 1988             | [ 548 ]                |
| Claudinho e Mara                     | 1990             | [ 550 ]                |
| Sérgio Jamelão e Selminha Sorriso    | 1991             | [ 551 ]                |
| Claudinho e Rita Freitas             | 1993             | [ 553 ]                |
| Cizinho e Andréa                     | 1994             | [ 554 ]                |
| Claudinho e Rita Freitas             | 1995—1997        | [ 555 ] [ 557 ]        |
| Claudinho e Janaína                  | 1998             | [ 558 ]                |
| Claudinho e Rita Freitas             | 1999             | [ 559 ]                |
| Claudinho e Janaína                  | 2000—2002        | [ 563 ] [ 645 ]        |
| Claudinho e Fabiana Cid              | 2003—2005        | [ 569 ] [ 646 ]        |
| Robson Sensação e Ana Paula          | 2006—2007        | [ 571 ] [ 647 ]        |
| Charles Eucy e Danielle Nascimento   | 2008             | [ 647 ] [ 648 ]        |
| Diego Machado e Jaqueline Gomes      | 2009             | [ 575 ]                |
| Alex Marcelino e Danielle Nascimento | 2010             | [ 338 ]                |
| Alex Marcelino e Raphaela Caboclo    | 2011—2013        | [ 581 ] [ 586 ]        |
| Alex Marcelino e Bárbara Falcão      | 2014             | [ 588 ] [ 649 ]        |
| Feliciano Junior e Raphaela Caboclo  | 2015—2018        | [ 593 ]                |
| Diogo Jesus e Verônica Lima          | 2019             | [ 614 ]                |
| Matheus Machado e Verônica Lima      | 2020—2022        | [ 615 ]                |
| Marlon Flores e Danielle Nascimento  | 2023             |                        |
| Anderson Abreu e Eliza Xavier        | 2024—2025        |                        |
| Matheus Machado e Maura Luíza        | 2026—presente    | [ 650 ]                |

### Bateria
A bateria do Império Serrano é chamada "Sinfônica do Samba". Tem como principais características a ala de agogôs, a batida de caixa com afinação mais baixa e as terceiras. A escola foi responsável por introduzir no carnaval instrumentos como o prato, o reco-reco, a frigideira e o agogô.
| Diretor de Bateria                       | Período       | Ref.            |
| ---------------------------------------- | ------------- | --------------- |
| Mestre Bita (Alcides de Oliveira)        | 1948          | [ 48 ]          |
| Mestre José dos Pratos                   | 1960          | [ 518 ]         |
| Mestre Molequinho                        | 1962          | [ 520 ]         |
| Mestre Laerte                            | 1963          | [ 521 ]         |
| Mestre Alcides Gregório                  | 1968—1971     | [ 527 ] [ 531 ] |
| Mestre Natalino                          | 1978—1982     | [ 538 ] [ 542 ] |
| Mestre Alcides Gregório                  | 1985—1987     | [ 545 ] [ 547 ] |
| Mestre Toninho                           | 1988—1989     | [ 548 ] [ 549 ] |
| Mestres Tião Fuleiro                     | 1990—1991     | [ 550 ] [ 551 ] |
| Mestre Ubirajara Rodrigues Diniz (Birão) | 1994          | [ 554 ]         |
| Mestre Edgard Birão                      | 1995          | [ 555 ]         |
| Mestre Wanderley da Serrinha             | 1996—1998     | [ 556 ] [ 558 ] |
| Mestre Sílvio                            | 1999          | [ 559 ]         |
| Mestre Macarrão                          | 2000—2002     | [ 560 ] [ 563 ] |
| Mestre Átila Gomes                       | 2003—2009     | [ 569 ] [ 575 ] |
| Mestre Gilmar Cunha                      | 2010—2020     | [ 578 ]         |
| Mestre Vitinho                           | 2022—2025     |                 |
| Mestre Felipe Santos                     | 2025—presente | [ 652 ] [ 653 ] |

| Rainha de Bateria   | Período       | Ref.                    |
| ------------------- | ------------- | ----------------------- |
| Vanessa de Oliveira | 1988—1991     |                         |
| Kíssia Gallo        | 1995          |                         |
| Núbia Oliiver       | 1996          |                         |
| Thaís Ribeiro       | 1997—1998     |                         |
| Kíssia Gallo        | 1999          |                         |
| Fabiana Andrade     | 2002—2005     | [ 654 ] [ 655 ]         |
| Quitéria Chagas     | 2006—2010     | [ 656 ]                 |
| Vânia Love          | 2011          | [ 657 ] [ 658 ]         |
| Flávia Piana        | 2012          | [ 659 ] [ 660 ]         |
| Quitéria Chagas     | 2013          | [ 661 ] [ 662 ] [ 663 ] |
| Beth Raposo         | 2014          | [ 664 ]                 |
| Ângela Bismarchi    | 2015          | [ 665 ] [ 666 ] [ 667 ] |
| Patrícia Chélida    | 2016          | [ 668 ]                 |
| Milena Nogueira     | 2017—2018     | [ 669 ]                 |
| Quitéria Chagas     | 2019—2020     | [ 614 ] [ 615 ]         |
| Darlin Ferrattry    | 2022—2024     |                         |
| Quitéria Chagas     | 2025—Presente |                         |

## Velha Guarda
Em 1980, integrantes da Velha Guarda do Império Serrano criaram um grupo musical para se apresentar na quadra da escola. No mesmo ano, o cantor Jorginho do Império convidou o conjunto para participar de um show seu, realizado na Sala Funarte Sidney Miller, no Rio de Janeiro. A apresentação foi sucesso de público e crítica, sendo prolongada. O show foi gravado e lançado no LP Mano Décio apresenta a Velha Guarda do Império, de 1980. Em sua formação inicial, a Velha Guarda do Império foi formada por Nílton Campolino, Mano Décio da Viola, Carlinhos Vovô, Mestre Fuleiro, Sebastião Molequinho, Tio Hélio e Dejanira. O grupo seguiu fazendo shows mas, com o passar do tempo, e a morte de alguns integrantes, acabou dissolvido.
No início da década de 2000, o grupo foi reativado com uma nova formação, composta por Wilson das Neves, Ivan Milanez, Fabricio, Cizinho (ex-mestre-sala), Tuninho Fuleiro, Zé Luiz, Capoeira da Cuíca, Silvio, Lindomar, Tia Balbina e Tia Nina. Em 2002, gravaram participação especial no álbum Chegue Mais do cantor Dudu Nobre. Em 2004,  participaram do show Dudu Nobre ao vivo, lançado em CD e DVD no mesmo ano. Em 2006, a Velha Guarda lançou o seu primeiro álbum, Um Show de Velha Guarda. O CD teve arranjos de Paulão Sete Cordas.
Em 2017, lançou seu segundo álbum, contando com nova formação: Ivan Milanez, Tia Nina, Capoeira, Rachel Valença, Sílvio Manoel, Lindomar Fraga, Cizinho, Luís Carlos do Cavaco, Nilson Rangel, Reinaldo Muzza e Tia Vilma. Menino de 47 - Setenta Anos do Reizinho de Madureira foi lançado juntamente com o cantor e compositor Luiz Henrique, em comemoração aos setenta anos do Império Serrano. Em suas faixas, o CD tem a participação especial de Myrian Pérsia, Arlindo Cruz, Jorginho do Império, Wilson das Neves, Jorge Lucas, Aluízio Machado, Alex Ribeiro, e Zé Luiz do Império. O álbum teve produção musical de Ricardo Calafate (arranjos, bandolim, cavaquinho, violão de seis e baixo elétrico); Toni (violão de sete cordas); Dirceu Leite (flautas); Rodrigo Jesus (percussão); Alceu Maia (cavaco); Rafael Mallmith e Patricck Ângelo (violão de sete cordas); Sílvio Manoel e Capoeira (percussão); Wanderson Martins (cavaquinho); e Everson Moraes (trombone).
Discografia:
- 2006 - Um Show de Velha Guarda
- 2017 - Menino de 47 - Setenta Anos do Reizinho de Madureira (com participação de Luiz Henrique)

Participações
- 1980 - Mano Décio apresenta a Velha Guarda do Império (álbum de Mano Décio da Viola)
- 2002 - Chegue Mais (álbum de Dudu Nobre)
- 2004 - Dudu Nobre Ao Vivo (álbum de Dudu Nobre) CD e DVD

## Escola Mirim
O Grêmio Recreativo Cultural Escola de Samba Mirim Império do Futuro é a escola de samba mirim do Império Serrano. Foi fundada em 5 de agosto de 1983, sendo considerada a primeira escola de samba mirim do Brasil. Em 1979, em comemoração ao Ano Internacional da Criança, Arandi Cardoso dos Santos (o Careca), teve a ideia de formar uma escola só de crianças para desfilar na frente do Império Serrano. A ideia não vingou e apenas quatro anos depois a escola foi fundada. O desfile das escolas mirins não é competitivo, não havendo uma campeã. O Império do Futuro revelou talentos como o diretor de bateria Átila Gomes, o mestre-sala Claudinho e o compositor Lucas Donato.

## Quadra

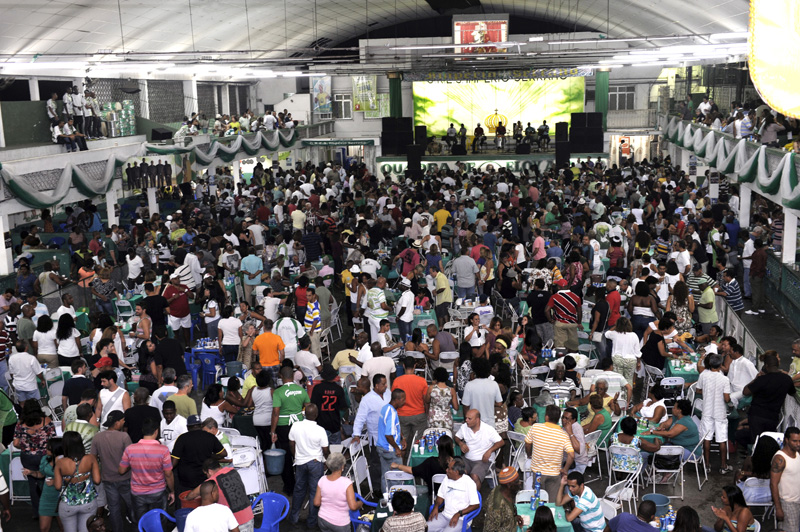
Quadra do Império Serrano em 2011, antes da reforma realizada em 2013.

A quadra de ensaios e, também, sede do Império Serrano se localiza na Avenida Ministro Edgard Romero, número 114, no bairro de Madureira, no Rio de Janeiro. Fica ao lado da estação de trem Mercadão de Madureira. O local tem capacidade para 6.600 pessoas. Os acessos ao espaço contam com rampas para portadores de necessidades especiais. A quadra possui 34 camarotes, 16 no andar de cima e 16 embaixo. O palco da agremiação, batizado de Dona Ivone Lara, mede 23 metros de largura por 12 metros de profundidade. Possui banheiros para os públicos feminino, masculino e gay. O sistema de ventilação conta com 12 climatizadores.
A primeira sede da escola foi localizada na casa de Dona Eulália Nascimento, na Rua Balaiada, número 133, num dos pontos mais altos do Moro da Serrinha. Durante a década de 1950, a escola realizava em sua sede a Ceia do Samba, recebendo a visita de turistas e personalidades. Em dezembro de 1958, um temporal derrubou a sede e o que restou da escola foi levado para a casa de Mano Décio da Viola. No período em que encontrava-se sem quadra, a escola ensaiava em clubes, como o Clube de Futebol Marechal Rangel; Irajá Atlético Clube; e Madureira Tênis Clube. À procura de um lugar para se instaurar, alugaram uma casa no subúrbio de Vaz Lobo e, posteriormente, mudaram-se para um terreno baldio na rua Itaúba, ao lado da casa de Mano Décio, na Serrinha. Em 23 de outubro de 1964, o Império inaugurou sua nova sede, na Avenida Ministro Edgard Romero, número 114, onde antes funcionava o Mercadão de Madureira. O local foi cedido pelo então administrador regional de Madureira, Alair dos Santos Filho. Em 17 de julho de 1975, uma composição da Rede Ferroviária Federal, em excesso de velocidade, descarrilou ao fazer uma curva na Estação Magno e invadiu a quadra do Império Serrano. O trágico acidente matou doze passageiros e feriu outros duzentos. O governo se incumbiu de recuperar a parte danificada da quadra, incluindo, entre outras melhorias, a cobertura do local. Em 2013, a quadra da escola passou por novas reformas, bancadas pela Prefeitura do Rio de Janeiro, na gestão do prefeito Eduardo Paes. A quadra foi reinaugurada no dia 26 de maio de 2013, após oito meses de obras.

## Discografia
Além das aparições nos álbuns de sambas-enredo, o Império Serrano já lançou os seguintes trabalhos:
- 1958 - Escolas de Samba em Desfile (com Aprendizes de Lucas e Mocidade Independente de Padre Miguel)
- 1958 - Samba em Festa (com Peruzzi e sua Orquestra)
- 1961 - Samba do Morro e do Asfalto
- 1963 - Samba, Oração do Morro
- 1974 - História das Escolas de Samba - Império Serrano
- 1984 - Sambas e Pagodes no Botequim do Império
- 1993 - Escolas de Samba Enredos - Império Serrano
- 2006 - Os Sambas do Império Serrano

## Clube de Futebol
Desde 2020 o Império Serrano é também dono do Império Serrano Esporte Clube, clube de futebol do bairro de Madureira, na cidade do Rio de Janeiro. O clube estreou em competições oficiais em 2021 no Campeonato Carioca - Série C, a quinta divisão estadual.